# Vindolanda

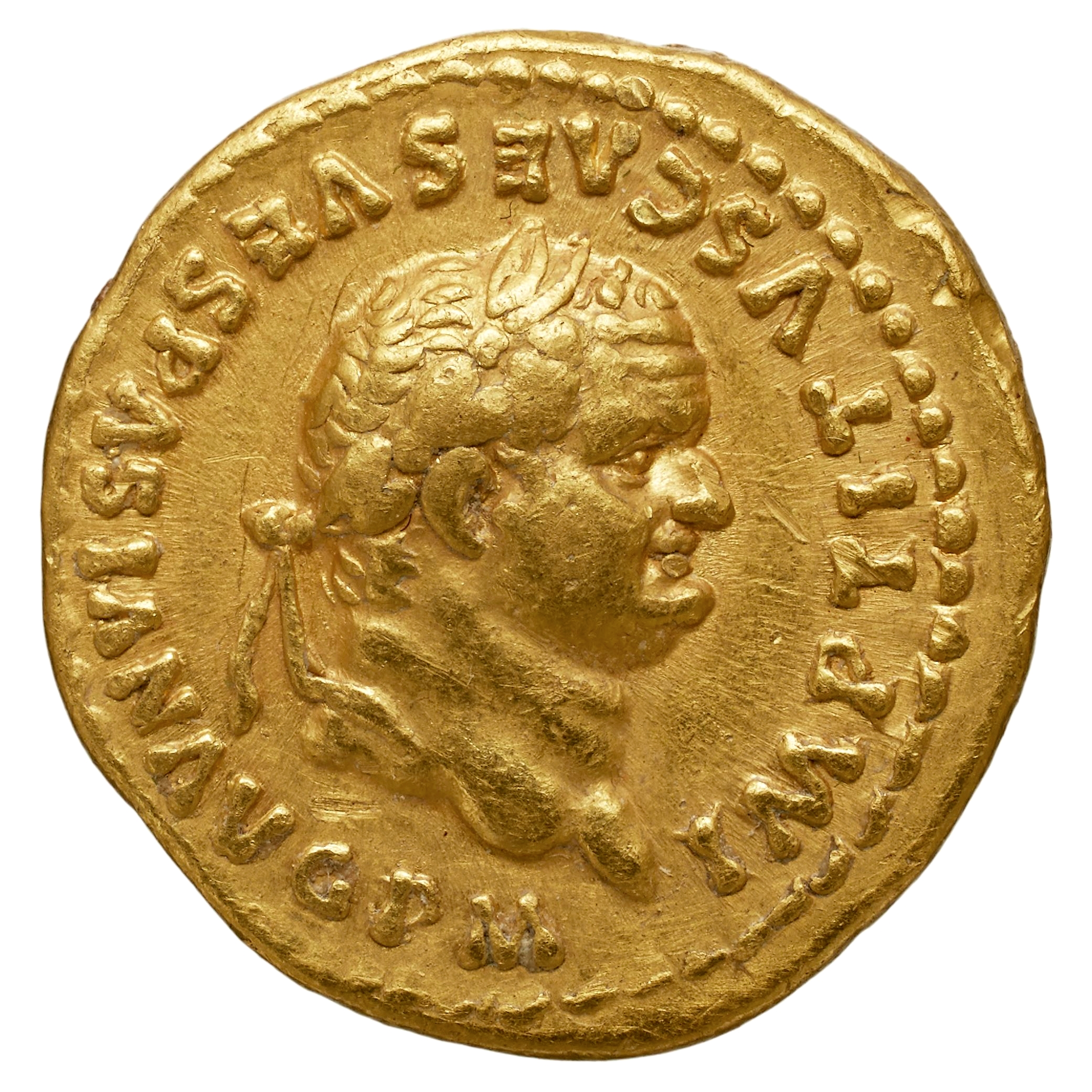
Münzportrait des Vespasian

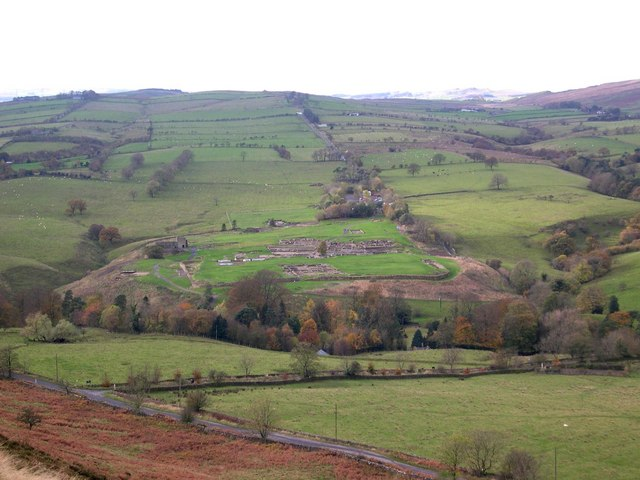
Blick von Osten auf das Kastellplateau

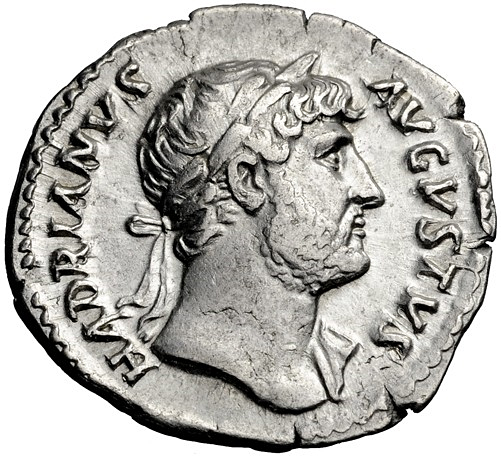
Münzporträt des Hadrian

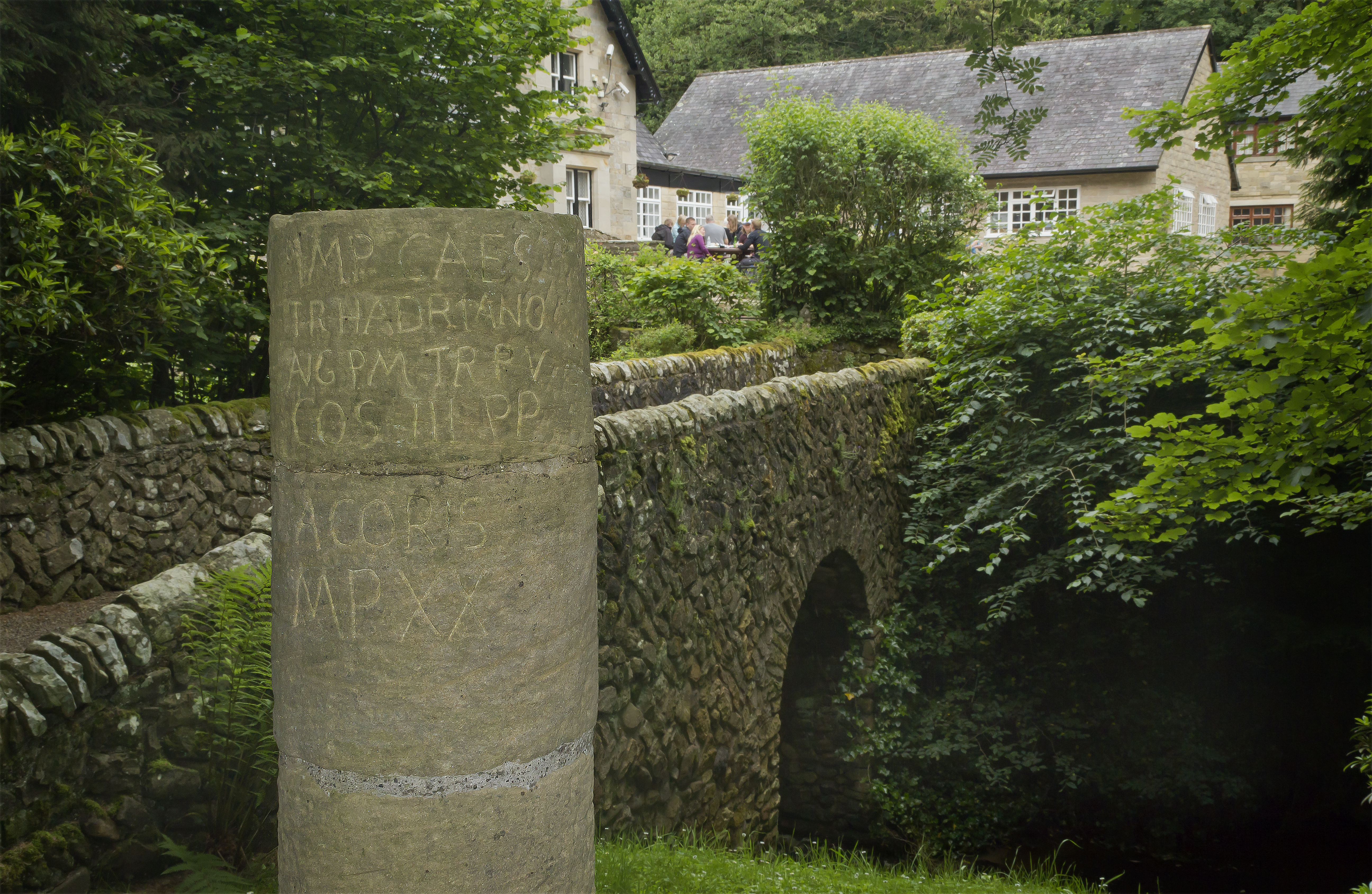
Replik eines Meilensteins der Stanegate-Straße an der Steinbrücke über den Chainley Burn (2. Jahrhundert)

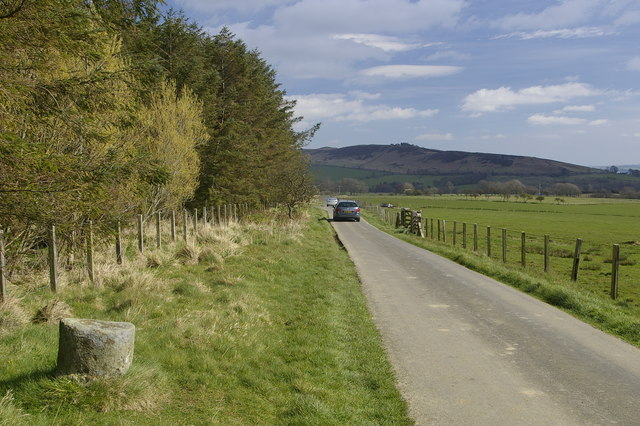
Basis eines Meilensteins der Stanegate-Straße an der Zufahrt nach Vindolanda

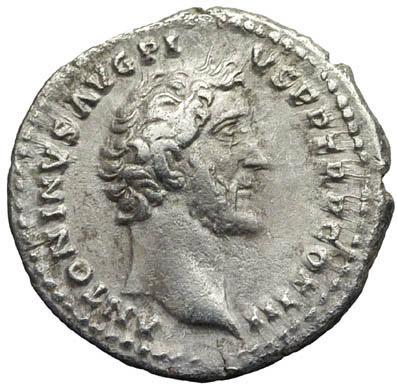
Münzportrait des Antoninus Pius

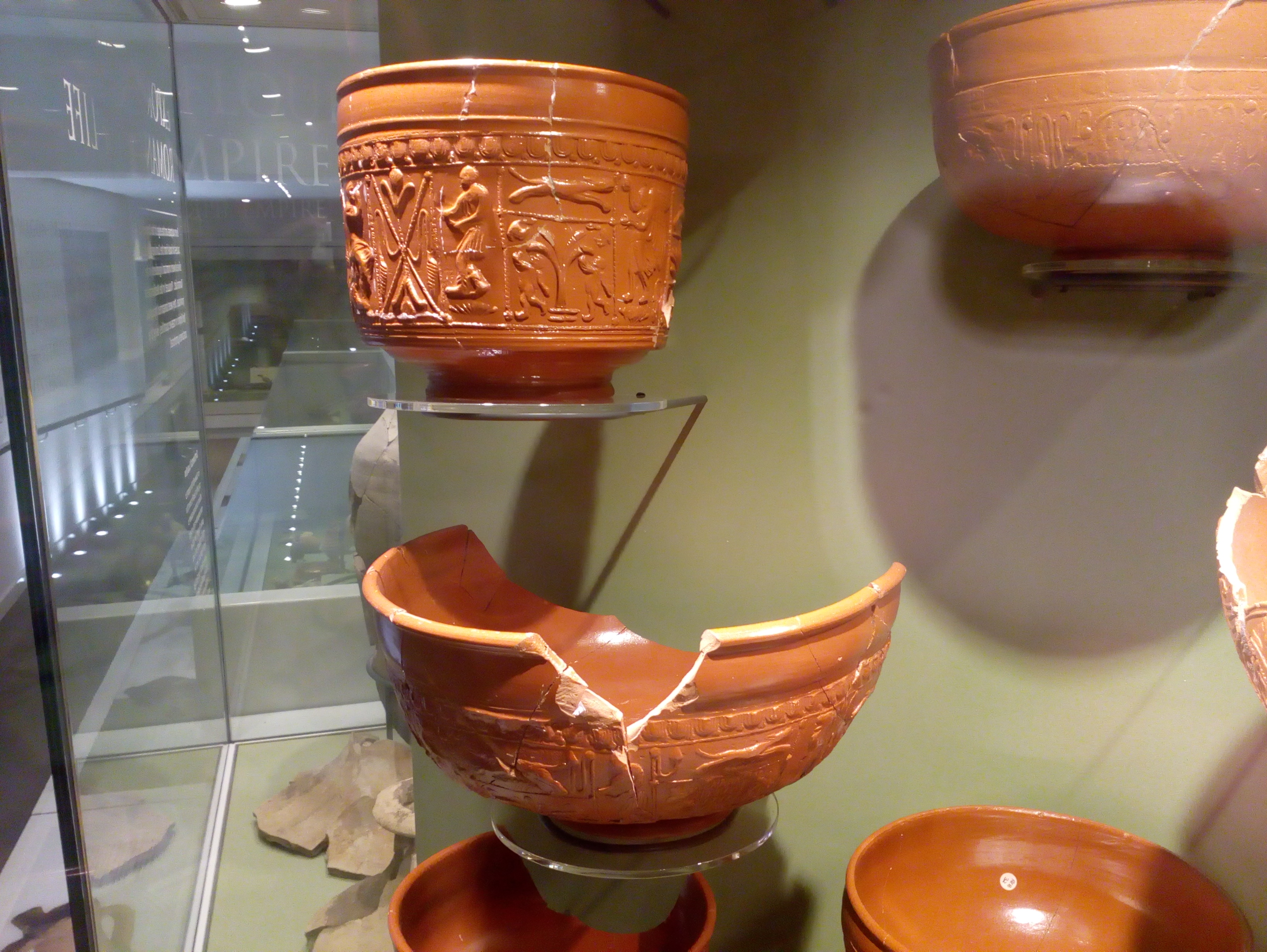
Terra-Sigillata-Funde im Vindolandamuseum

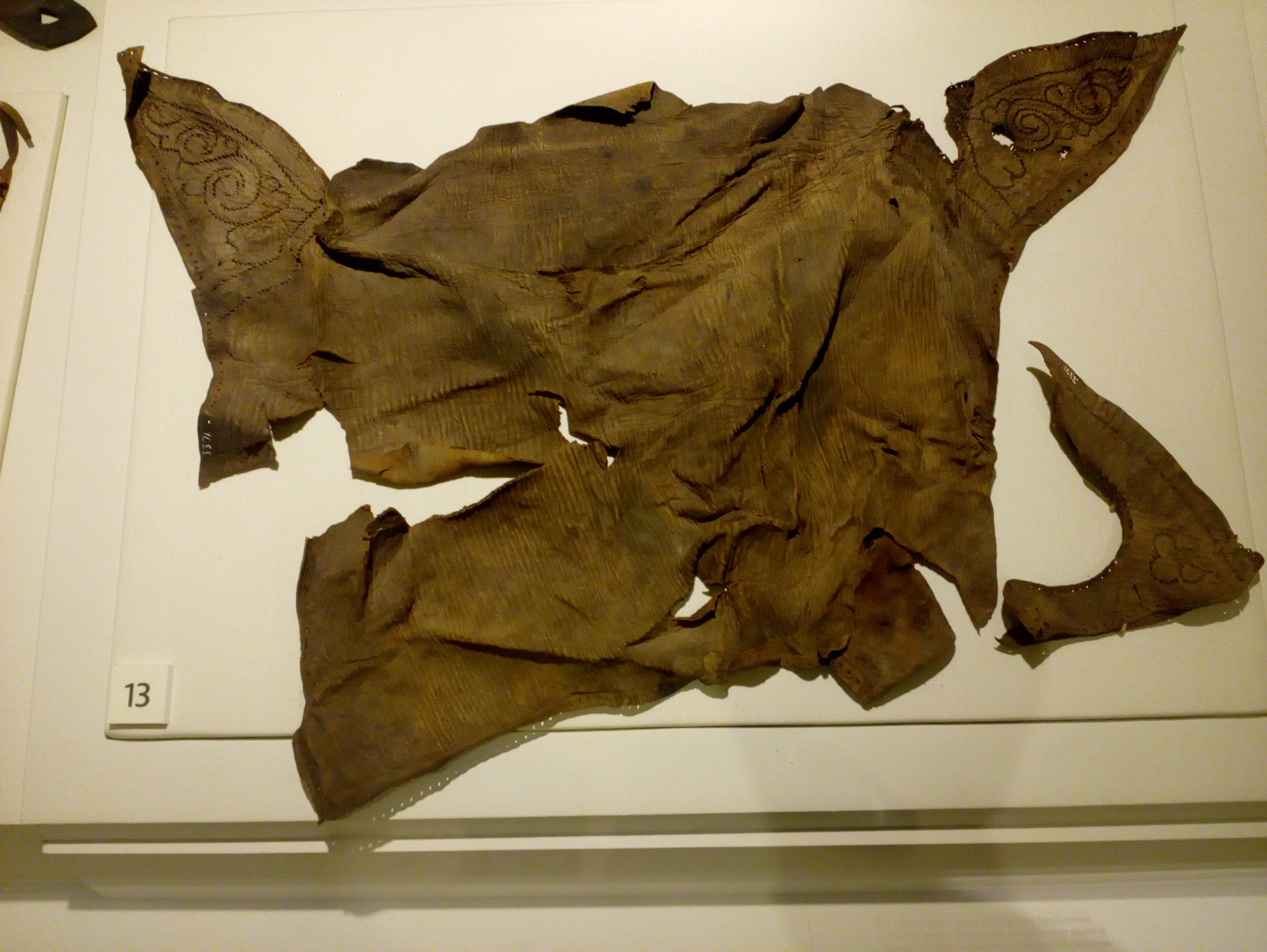
Lederrest eines Sattels

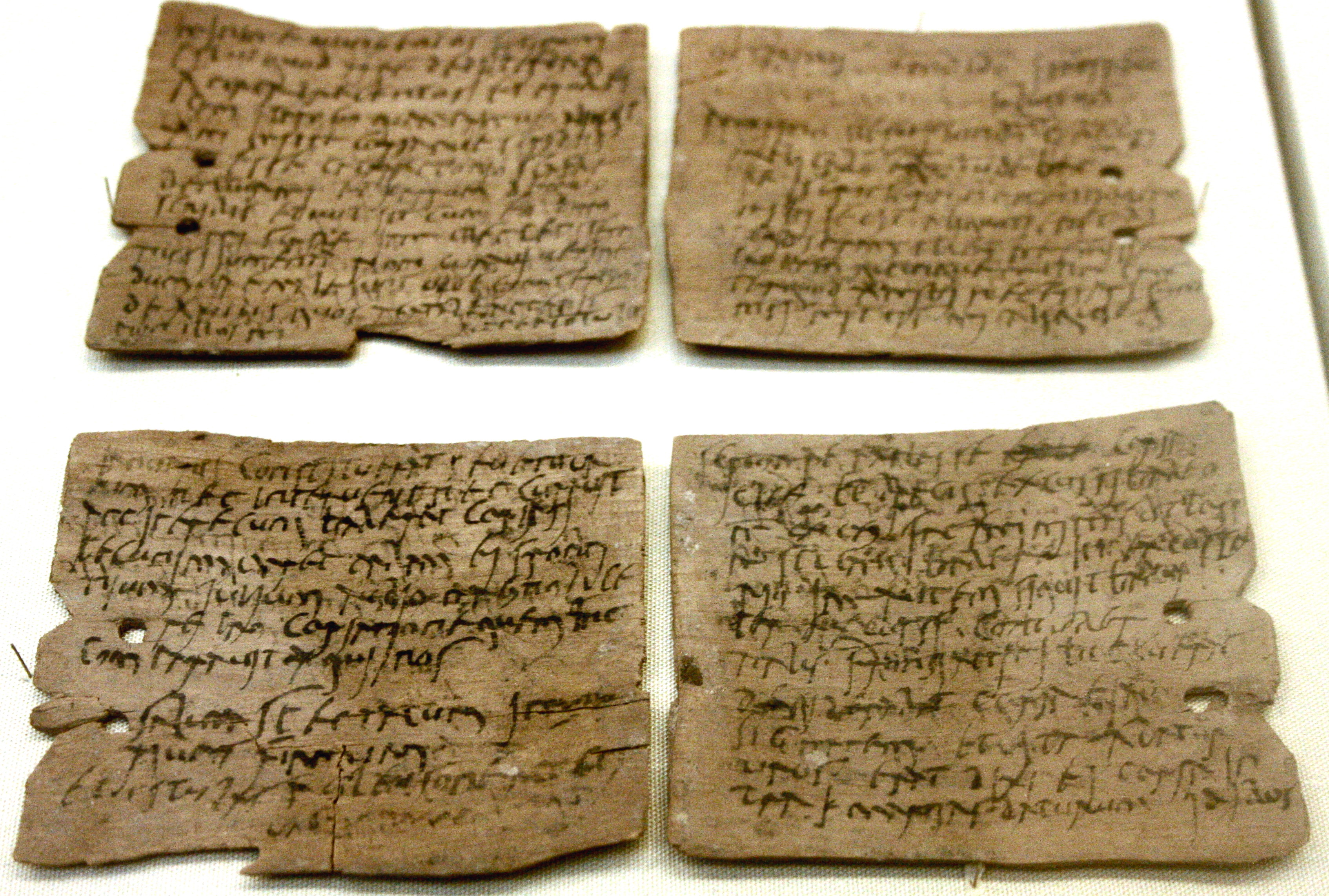
Schreibtafel Nr. 343, Anforderung des Octavius an Candidus betreffend Getreidenachschub

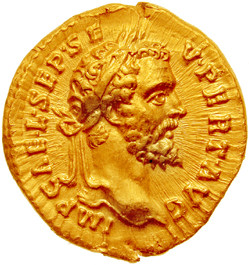
Münzporträt des Septimius Severus

Vindolanda war ein römisches Hilfstruppenkastell, nahe der Gemeinde Bardon Mill/Henshaw, Ortsteil Chesterholm, Grafschaft Northumberland, England.
Die Römer rückten im 1. Jahrhundert n. Chr. bis ins heutige Grenzgebiet zwischen England und Schottland vor. Hier konzentrierten sie zur Zeit ihrer Herrschaft über Britannien die meisten ihrer Besatzungstruppen. Auch die Sicherung der Grenze durch eine dichte Kette von Kastellen (wie Vindolanda) an Heerstraßen, begann im späten 1. Jahrhundert, nachdem die Römer einen Teil ihrer Eroberungen in Schottland (Gask-Ridge) wieder aufgegeben hatten. Die permanente Anwesenheit römischer Soldaten seit frühtrajanischer Zeit konnte vor Ort durch die Archäologie zweifelsfrei belegt werden. Die Grenzregion, die sich über den Norden Englands von der Mündung des Tyne bis zum Solway Firth erstreckte, wurde durch eine gut ausgebaute Militärstraße erschlossen, die seit dem Mittelalter als Stanegate bekannt ist. Sie markierte die erste feste Grenzlinie im römischen Britannien. Die Kastellbesatzung Vindolandas war anfangs für Sicherungs- und Überwachungsaufgaben an der Grenze und später für die Kontrolle des Hinterlandes des Hadrianswalls zuständig. Aufgrund der Lage am äußersten Rand einer der abgelegensten Provinzen Roms waren die Bewohner Vindolandas in hohem Maße von der Nutzung vor Ort vorhandener Ressourcen und ihrem Einfallsreichtum abhängig. Heute ist bekannt, dass sich in Chesterholm die Überreste von neun aufeinanderfolgenden römischen Kastellen befinden. Aufgrund der damaligen Praxis, vor dem Beginn eines Neubaus das Areal zu planieren bzw. mit einer neuen Lehmschicht zu bedecken, sind Tausende von antiken Artefakten bemerkenswert gut erhalten geblieben. Überregional populär wurde die Grabungsstätte vor allem durch zahlreiche dort geborgene Fragmente antiker Schreibtafeln. Außerhalb der Festung befand sich eine größere Zivilsiedlung mit Badehäusern, Tempeln und angeschlossenem Gräberfeld. Wegen seiner langen Belegungsdauer, der teilweise noch sehr gut erhaltenen Mauersubstanz sowie der spektakulären Bodenfunde zählt Vindolanda zu den am besten erforschten archäologischen Denkmälern im Vereinigten Königreich. Zu sehen sind heute das großflächig ergrabene, spätantike Steinkastell und die Zivilsiedlung, außerdem ein Museum mit ausgewählter Fundsammlung und mehrere Gebäuderekonstruktionen auf dem Schaugelände.
Dieser Artikel enthält die Beschreibung des Kastells, der Zivilsiedlung und zweier benachbarter Wachtürme in der Flur Barcombe.

## Name
1914 fand ein Arbeiter bei der Suche nach einem Brunnen 110 Meter westlich des Kastells einen Altar aus Sandstein, der von den einstigen Bewohnern der Zivilsiedlung (vicani) dem regierenden Kaiserhaus und dem Gott Vulcanus gewidmet worden war. Dessen Inschrift enthüllte den antiken Namen der Siedlung. Der Altar stammt wahrscheinlich aus den Jahren zwischen 223 und 225. Der Ortsname erscheint auch in einer der Vindolanda-Tafeln. Er lässt sich aus dem Keltischen ableiten. Vindo bedeutet weiß, es kann sich dabei aber auch um einen Personen- oder Flurnamen handeln. Die wohl latinisierte Form Vindolanda könnte somit als Weiße Festung, weißschimmernde Wiese oder auch Haus oder Hof des Vindo aufgelöst werden. Der Standort wird auch in den beiden wichtigsten spätantiken Schriftquellen erwähnt. In der Notitia dignitatum (spätes 4. und frühes 5. Jahrhundert) erscheint es als Vindolana zwischen Borcovicio (Housesteads) und Aesica (Great Chesters). In der Kosmographie des Geographen von Ravenna (7. Jahrhundert) findet man es als Vindolanda, wo es zwischen den Einträgen für Camboglanna (Castlesteads) und Longovicium (Lanchester) angeführt ist. In den Aufzeichnungen der Antiquare, die Chesterholm aufgesucht hatten, wird es als „Chesters on Caudley“, „Little Chesters“ und „The Bower“ bezeichnet.

## Lage
Vindolanda liegt in Nordengland, an der Grenze zu Schottland, im Hügelland der Pennines, in jenem Abschnitt der Insel, wo die Distanz zwischen den Küsten der Nordsee und der Irischen See am geringsten ist. Es stand etwa drei Kilometer südlich des Hadrianswalls, an seinem landschaftlich schönsten Abschnitt, dem Höhenzug des Whin Sill, in der Nähe von Hexham und Haltwhistle, etwa 40 km von Luguvalium (Carlisle) im Westen entfernt. Die römische Festung mit den dazugehörigen zivilen Siedlungen und Gräberfeldern befanden sich unmittelbar südlich der Stanegate-Straße. Letztere verband Corbridge im Osten mit Carlisle im Westen an der Küste von Cumbria. Das Kastell stand im Trogtal des South Tyne, am Ostrand eines 154 × 93 Meter großen, leicht nach Südwesten abfallenden, 160–165 Meter hohen Plateaus zwischen den Wasserläufen des Doe Sike im Westen und den Chainley Burn im Osten. Von dort aus hatte man einen guten Blick auf das dicht bewaldete Allen-Tal und den Mittelgebirgszug der Pennines. Nach Osten hin war die Sicht durch den Barcombe Hill und die Cod-Law-Ridge im Norden etwas eingeschränkt. Letztere verdeckte vor allem die Sicht auf den Höhenzug der Whin Sills. Dieser Umstand war für die Erbauer aber wohl ohne große Bedeutung, da das Kastell vor allem die Stanegate-Straße sichern sollte. Das Gelände war ansonsten flach genug und verfügte insbesondere über ein ausreichendes Wasservorkommen für eine größere Besatzung. Bradley und Brackies Burn vereinigen sich zunächst unterhalb des Plateaus zum Chainley Burn, der wiederum drei Kilometer entfernt als Bardon Burn in den Südarm des Tyne mündet. Die archäologische Stätte ist heute über die A69 (Schnellstraße zwischen Carlisle und Newcastle) erreichbar. Die nächstgelegenen Wallkastelle waren das 3 km entfernte Vercovicium (Housesteads) im NO und Aesica (Great Chesters ca. 6 km im NW). Im späten 2. Jahrhundert gehörte die Region zur Provinz Britannia inferior, ab dem 4. Jahrhundert zur Provinz Britannia secunda.

## Straßenverbindungen
Die Straßen, die von der Armee in Nordbritannien angelegt wurden, waren für die Kommunikation zwischen den Garnisonen und die Kontrolle über das neu eroberte Territorium von entscheidender Bedeutung. Über das gut ausgebaute Straßennetz Britanniens konnte der Süden der britischen Insel, wie z. B. die Handelsmetropole Londinium und die Kanalhäfen in weniger als einer Woche erreicht werden. Konkrete Zeugen für den Anschluss Vindolandas an das Fernstraßennetz sind u. a. Importgeschirr aus Gallien und Olivenölamphoren aus Hispanien. Ein Schreibtafeltext bezieht sich vermutlich sogar auf eine Reise nach Rom. Vindolanda war eine Etappe an der von Agricola oder einem seiner Nachfolger angelegten Stanegate, die die Nachschubbasis Coriosopitum (Corbridge) im Osten mit Luguvalium (Carlisle) im Westen durch die Flusstäler des Tyne und Irthing verbindet, die das Pennine-Hügelland durchschnitten. Der Ort war nur etwa 24 Kilometer von der Hauptversorgungsbasis der Wallgarnisonen entfernt, was ungefähr einem Tagesmarsch entsprach. Trotz Anlage der Militärstraße, die sich näher am Wall entlangzog, blieb die Stanegate eine stark frequentierte Route, da erstere teils über schwieriges, für Fuhrwerke nicht passierbares Gelände verlief. Der Name der Straße stammt aus dem Mittelalter, aber ihren Verlauf legten römische Landvermesser fest. An manchen Stellen folgen einige der heutigen Straßen noch ihrer Route, aber ein Großteil der antiken Trasse ist nur noch anhand von Feldwegen oder -grenzen, erkennbar. Die Stanegate lief in Vindolanda unmittelbar nördlich am Kastell VI vorbei, etwas weiter nordöstlich überquerte sie den Bradley Burn. Im Westen wird sie durch einen Gehweg und durch die Zufahrtsstraße zum archäologischen Park markiert. Überreste des antiken Straßenbelags sind vor Ort nicht mehr sichtbar. Bei der Untersuchung der Nordwestmauer des Kastells wurde weiters festgestellt, dass der bislang angenommene Verlauf der Stanegate nicht stimmen kann, da dort zeitweise ein Wehrgraben existiert haben muss. Ergänzende Luftbild- und Magnetometeruntersuchungen lassen daher vermuten, dass die Trasse etwa 50 Meter weiter nördlich des Kastells lag.
Straßenverbindungen bestanden – über die Stanegate und ihre Nebenstraßen – nach
- Barcombe, zum Wallkastell Cilurnum (Chesters),
- Crindledykes, zum Wallkastell Aesica (Great Chesters),
- Grindon Hill, zum Kleinkastell Haltwhistle Burn (Haltwhistle),
- Wallkastell Magnis (Carvoran),
- Newbrough,
- Seatsides und ziemlich sicher auch zum
- Wallkastell Vercovicium (Housesteads).

## Meilensteine
Römische Meilensteine dienten nicht nur dazu, die Entfernung zur nächsten Etappe anzugeben. Sie sollten auch die von den Kaisern oder anderen Honoratioren angeordneten Neuanlagen und Reparaturen gebührend herausstreichen. Es gibt Hinweise darauf, dass die Statthalter in einigen der Provinzen, die Hadrian besuchte, ein oder zwei Jahre vor seiner Ankunft veranlassten, die Straßen wieder in einen guten Zustand zu versetzen. Der Statthalter Britanniens in dieser Zeit war Quintus Pompeius Falco. Sieben römische Meilensteine wurden 1885 nördlich der Stanegate etwa ¼ Meile östlich der Crindledykes Farm entdeckt. Ein Exemplar befindet sich heute im Chesters Museum. Laut seiner Inschrift wurden die Entfernungsabstände am östlichen Abschnitt der Stanegate von Corbridge aus gemessen. Die Replik eines dieser Steine wurde direkt am Zugang zum Schaugelände, nach der Brücke über den Chainley Burn platziert. Die Meilensteine, die noch im dritten und vierten Jahrhundert entlang der Stanegate aufgestellt wurden, unterstreichen die fortwährende Bedeutung dieser strategisch wichtigen Ost-West-Route für die Römer.
Im Jahre 1725 stieß der Antiquar John Horsley am Codley Gate, 120 Meter nordöstlich der Festung, auf einen weiteren, intakten Meilenstein der Stanegate-Straße. Er war 1,7 Meter hoch, hatte eine zylindrische Form und eine rechteckige Basis. Die Seiten waren nur grob geglättet und zeigten keinerlei Spuren von Schriftzügen. Laut Robin Birley wurden sie im Laufe der Zeit durch Rinder abgewetzt. Er trug aber möglicherweise ursprünglich nur eine aufgemalte Inschrift und markierte die 16. Meile ab Coriosopitum (Corbridge). Die Basis eines zweiten römischen Meilensteins befindet sich noch auf der Nordseite der Stanegate am Rande der modernen Zufahrtsstraße nach Chesterholm, etwa 130 Meter von der aus Once Brewed kommenden Straße, d. i. 1,5 km westlich der Festung. Um 1815 wurde er in zwei Teile gespalten und als Torpfosten wiederverwendet. Er trug laut Horsley eine Ehrenbezeichnung für den damals amtierenden Kaiser, wahrscheinlich Hadrian, und wohl eine Nennung der Tungrerkohorte. Der Stein zählt zu den zwei Exemplaren, die die 15. und 16. römische Meile westlich von Corbridge angaben. Der Abstand zwischen den beiden Meilensteinen ist etwas größer als die Standardlänge, möglicherweise wurde als Maß der sogenannte Drusianische Fuß verwendet. Sie sind auch deshalb bemerkenswert, weil sie noch an ihren Originalstandorten stehen.

## Grabungen
Die Ruinen von Vindolanda sind zwar schon seit dem 16. Jahrhundert bekannt, aber nur wenige Bereiche der vorhadrianischen Lager von Vindolanda wurden je komplett ausgegraben bzw. eingehender untersucht. Ihre Machart ähnelte sicher den Holz-Erde-Kastellen der frühen Kaiserzeit. Anhand von Informationen aus besser erforschten Lagern konnte man aber die in Vindolanda ausgegrabenen Strukturen interpretieren, jedoch mit dem Vorbehalt, dass keine der Befestigungsanlagen vollkommen identisch waren. Hierzu aufgestellte Hypothesen können daher erst durch zukünftige Ausgrabungen bestätigt werden. Seit 1970 führt der Vindolanda-Trust daher ein umfangreiches archäologisches Forschungsprogramm durch, in dessen Rahmen jedes Jahr kleinere Grabungen stattfinden.
Schon die Ausgrabungen zwischen 1930 und 1980 zeigten, dass in Vindolanda mehrere aufeinanderfolgende Holz-Erde- und Steinfestungen existierten. Auch wurden zahlreiche bemerkenswerte antike Gebrauchsgegenstände gefunden. Zu diesen zählen vor allem die Vindolanda-Tafeln. An den Ausgrabungen nehmen jede Saison bis zu 500 Archäologiebegeisterte aus aller Welt teil. Fachleute, Studenten und Amateure wechseln sich alle zwei Wochen an einem Standort ab. Besucher der Ausgrabungsstätte können die Grabungsbereiche besichtigen, sich mit Archäologen und Freiwilligen unterhalten und neuen Entdeckungen beiwohnen. Die bisherigen Ausgrabungen gewährten einen außergewöhnlichen Einblick in das tägliche Leben der Soldaten und Zivilisten, die in dieser abgelegenen Grenzregion lebten. Auch die archäologische Arbeit der Nachkommen Eric Birleys, Robin, Anthony und Andrew, ist mit Vindolanda verbunden. Das Haus der Familie beherbergt heute das Vindolanda-Museum, in dem Artefakte, die dort geborgen wurden, und Informationen über die Historie des Kastells präsentiert werden. Gegenwärtig wird geschätzt, dass noch weitere 150 Jahre benötigt werden, um die Ausgrabungen in Vindolanda abschließen zu können.
Die stratigraphischen und hydrologischen Bedingungen vor Ort gestalten sich für die Grabungsteams oft äußerst schwierig. Besonders der über vier Jahrhunderte andauernde Abriss und Wiederaufbau der Gebäude hat eine komplexe Schichtenfolge hinterlassen. Die Überreste der frühen Holz-Erde-Lager liegen stellenweise bis zu sechs Meter unter der heutigen Bodenschicht. Die Mauerzüge der letzten Bauphase grenzen den Zugang auf nur kleine Bereiche ein. Die wichtigsten Ausgrabungen der vorhadrianischen Festungen fanden beispielsweise in einem schmalen Grünstreifen zwischen der Westmauer des dort noch nicht freigelegten Kastells IX und den Gebäuden des Vicus II statt. Die Untersuchung dieser tieferliegenden Schichten ist deshalb äußerst mühsam und die Erstellung bzw. Interpretation von Grundrissen der dort entdeckten Gebäudestrukturen mit großen Unsicherheiten behaftet. Nur ein kleiner Teil der frühen Kastelle, die unterhalb des Steinkastells und des Vicus liegen, wurde bislang ergraben. Gearbeitet werden kann nur in den Sommermonaten. Die größten Probleme bereitet hierbei der hohe Grundwasserspiegel, gespeist durch die häufig auftretenden Regenfälle und zahlreichen kleinen Quellen, die auf dem Vindolanda-Plateau entspringen. Die Unterscheidung der Bauphasen hat sich daher immer als sehr schwierig erwiesen, da z. B. im Zuge der planmäßigen Abtragung der alten Gebäude oft auch ihre – noch brauchbaren – Holzbalken entfernt und beim Neubau wiederverwendet wurden. Beim Bau der Steinkastelle wurden zudem auch die letzten Überreste der Holz-Erde-Lager stark gestört bzw. zerwühlt.

## Forschungsgeschichte

### 16.–19. Jahrhundert
Das älteste bekannte Zeugnis Vindolandas stammt vom Antiquar und Historiker William Camden (1551–1623), das er in seinem Werk Britannia (1586) niederschrieb. Vor Anbruch des 18. Jahrhunderts war es ohne bewaffnete Begleiter sehr gefährlich, sich in diesem Gebiet aufzuhalten, da es Rückzugsgebiet von Gesetzlosen aller Art (sogenannte Border Reivers) war. Während der darauffolgenden rund 200 Jahre besuchten dennoch immer wieder Gelehrte und Durchreisende das Areal. Erst als das ehemalige Grenzland im Zuge der industriellen Revolution durch den Bergbau erschlossen wurde, konnten sich Altertumsforscher dort etwas sicherer bewegen. Allerdings siedelte sich nun auch eine große Anzahl von Menschen auf der Suche nach Arbeit dort an. Die Augenzeugenberichte dieser frühen Forscher sind wertvolle Zeitdokumente, da sie die Ruinen Vindolandas noch vor dem massiv einsetzenden Steinraub im späten 18. und frühen 19. Jahrhundert durch Landeinhegung studieren konnten. So müssen vor 1702 noch die Mauern von Badehaus II nahezu vollständig erhalten gewesen sein, da Christopher Hunter das Gebäude als teilweise noch überdacht beschrieb. Er zeichnete nicht nur seine eigenen Beobachtungen auf, sondern befragte auch die dort ansässige Bevölkerung. Im Jahre 1716 stieß der Steuerbeamte John Warburton auf einen Altarstein der Göttin Fortuna, den er abtransportieren ließ. Gestiftet hatte ihn ein Zenturio, Gaius Iulius Raeticus. John Horsley begründete die systematische Erforschung Vindolandas. In seinem Werk Britannia Romana berichtete er 1732 u. a. von einer Inschrift aus Beltingham, die sich später als Bauinschrift von einem der Kastelltore entpuppte. John Wallis erwähnte 1765 einen Tempelbau mit reichverzierten Säulen am Westrand des Vicus der durch Steinmetze vollständig zerstört wurde. Des Weiteren berichtete er von einem Gräberfeld in der Flur Archy’s Flat. Ab 1814 ließ der Pfarrer Anthony Hedley erstmals wissenschaftlich begleitete Grabungen durchführen und das Osttor des Steinkastells IX freilegen. Hedley untersuchte auch die übrigen Tore, das Prätorium und die Nordostecke. Die Kastellmauern waren zu dieser Zeit teilweise noch bis zu 4 Meter hoch erhalten. Hedley erbaute 1831 auch das Gutshaus von Chesterholm um von dort aus die Grabungen besser überwachen zu können. Er verstarb 1835, noch bevor er seine Erkenntnisse niederschreiben konnte. Mit seinem Tod ging der erste Abschnitt der archäologischen Erforschung Vindolandas zu Ende. 1858 erstellte Henry McLauchlan den ersten Befundplan des Steinkastells. Da es damals noch nicht vollständig ergraben war, fertigte er ihn anhand der sichtbaren Bodenerhebungen an. 1864 erwarb John Clayton Chesterholm und ließ die meisten bislang dort geborgenen Inschriftensteine im Haus aufstellen. Bis 1878 wurden nur noch kleinere Untersuchungen durchgeführt.

### 20. Jahrhundert
1929 gelangten die Ländereien von Chesterholm in den Besitz des Archäologen und Sprosses eines wohlhabenden Textilfabrikanten Eric Birley (1906–1995). In den 1930er Jahren wurde er von der Durham-Universität mit umfangreichen Grabungen beauftragt. In deren Verlauf wurden die Umfassungsmauern und das Stabsgebäude freigelegt. Ab 1931 wurden auf dem Gelände des Lagerdorfs erste Ausgrabungen durchgeführt. Aufgrund des Kriegsausbruchs mussten diese Untersuchungen 1939 wieder eingestellt werden. Birley übergab seinen Besitz dem Arbeitsministerium (Ministry of Works). Das Prätorium, drei Tore sowie einzelne Abschnitte der Kastellmauer wurden konserviert und Besuchern zugänglich gemacht. Schon kurz nach Kriegsende, 1946, führte Birley mit Hilfe deutscher Kriegsgefangener neue Ausgrabungen in Chesterholm durch. Er hatte sie aufgrund seiner Tätigkeit im britischen Geheimdienst und ihrer archäologischen Vorbildung gezielt für diese Aufgabe angeworben. Einige von ihnen wurden später selbst in Deutschland wieder auf diesem Forschungsgebiet tätig und blieben ihren britischen Kollegen zeitlebens freundschaftlich verbunden. In den darauffolgenden Jahrzehnten wurden nur kleinere Grabungen (1959) vorgenommen. In den späten 1960er Jahren untersuchten Archäologen erstmals die gut erhaltenen Reste des Steinkastells und des Vicus aus dem 3. und 4. Jahrhundert. Weitere Untersuchungen wurden ab 1969 vom Ausgrabungskomitee der Durham University durchgeführt. U. a. wurden auf dem Vicusgelände Entwässerungsarbeiten vorgenommen, die die ausgedehnten Reste der Zivilsiedlung enthüllten. Erst als Chesterholm 1970 in den damals gegründeten unabhängigen Vindolanda-Trust überging, führte dies zu einem neuen Aufschwung in der archäologischen Erforschung des Areals. Die Stiftung bereitete den Weg für die in den folgenden Jahrzehnten bis heute regelmäßig durchgeführten Grabungen unter der Leitung der Archäologen Robin und Andrew Birley, der beiden Söhne von Eric Birley. Zwischen 1970 und 1971 wurde das Badehaus II vollständig ausgegraben. Zweifelsfrei konnte es aber bislang nicht datiert werden. Sein Areal wurde ebenfalls vom Vindolanda-Trust erworben. 1985–1989 wurde der südliche Teil des zentralen Sektors an und ein Areal neben der Via Principalis des erweiterten Kastells II untersucht. Seit 1999 fanden in Vindolanda jedes Jahr über sechs Monate dauernde Ausgrabungen statt.

### 21. Jahrhundert
Bei Ausgrabungen am westlichen Rand der extramuralen Zone im Zeitraum 2004–2006 wurden im Vicus Steinfundamente aus dem zweiten Jahrhundert beobachtet. 2008 wurden die beiden Lagerhäuser freigelegt und konserviert. Weitere großangelegte Kampagnen begannen im Jahr 2016 und werden bis heute fortgesetzt. 2017 wurden u. a. Reiterkasernen entdeckt, die eine Fülle von neuen interessanten Funden ans Tageslicht brachten. Dabei wurden unter den Fundamenten des Steinkastells IX anaerobe Schichten aus dem Jahr 120 n. Chr. freigelegt, also aus der Zeit kurz vor Errichtung der Hadriansmauer. Damals war das Kastell (Phase IV) mit zwei Einheiten, der Tungrerkohorte und einer Abteilung Vardulli-Kavalleristen aus Nordspanien, belegt. Es konnten dort Überreste von Holzwänden, Fußböden, Zäunen, Tierknochen und Holzgegenständen geborgen werden. In einer der Kasernen fanden sich auch zahlreiche Militaria, Lederschuhe, die von Männern, Frauen und Kindern getragen worden waren, sowie Kämme, Haarnadeln und Broschen. Andere persönliche Gegenstände waren Schreibtafeln und Schreibstifte aus Holz, Messer und zwei hölzerne Spielzeugschwerter. Ein besonderer Fund war ein Reiterschwert (Sparta), das noch in seiner hölzernen Scheide steckte. Auch der Knauf und der Griff waren noch intakt, nur die Klingenspitze war etwas verbogen. Das zweite Schwert wurde in einer angrenzenden Unterkunft entdeckt, in diesem Fall war aber nur noch die Klinge erhalten. Die beiden Fundobjekte lagen anscheinend noch genau dort, wo sie vor 2000 Jahren abgelegt worden waren. Dass sie zurückgelassen worden waren, könnte darauf hindeuten, dass die Besatzung in großer Eile aus dem Kastell abrücken musste. Unter den übrigen Militaria, die dort gefunden wurden, waren auch Lanzen- und Pfeilspitzen und Bolzen für Ballisten, die überall auf den Boden der Baracken verstreut lagen. Das Grabungsteam fand auch perfekt erhaltene Kupferutensilien für Pferdesättel. Einzigartig ist auch der Helmbusch eines Zenturios, der die Zeiten fast unbeschädigt überdauert hat, da er aus Moosfasern hergestellt war. Die vermutlich erste römische Befestigung Vindolandas wurde erst kürzlich entdeckt. Sie lag nördlich des heute noch sichtbaren Kastells und stammt wahrscheinlich aus den frühen 70er Jahren n. Chr. Es könnte sich dabei um ein temporäres Marschlager gehandelt haben.

## Fundspektrum
Die bislang geborgenen rund 500.000 Fundstücke lassen sich zu einem überaus interessanten Gesamtbild des Alltagslebens der Grenzgarnison zusammenfügen. Die anaeroben moorig-feuchten Bedingungen in diesen Kulturschichten haben in früheren Abfallgruben auch aus organischen Materialien bestehende Funde konserviert, die sich normalerweise über so lange Zeit im Boden längst zersetzt hätten. Jedes Mal, wenn das Kastellareal nach einem Abriss planiert wurde, entstand eine luftdichte Lehmschicht, die alles unter ihr begrabene Material, darunter auch das organische, fast perfekt konservierte. Darunter befanden sich Textilien, Lederwaren, Holzobjekte sowie Reste der antiken Flora und Fauna. Es wird immer deutlicher, dass viele der nordeuropäischen Stämme vor der römischen Eroberung mit den Techniken des Gerbens nicht vertraut waren. Die Häute wurden entweder mit Ölen bzw. Fetten behandelt oder geräuchert und danach weiter verarbeitet. Da keine dieser Konservierungsmethoden beständiges und wasserabweisendes Leder hervorbringt, erhalten sich solche Lederartefakte nur unter außergewöhnlichen Umweltbedingungen wie extremer Trockenheit, hohem Salzgehalt oder in Torfmooren, wo eine Art sekundärer natürlicher Gerbungsprozess stattfindet. Im Gegensatz dazu ergibt das Gerben mit Pflanzenextrakten ein chemisch stabiles Produkt, das gegen bakteriellen Befall resistent ist und unter feuchten, sauerstoffarmen Bedingungen die Jahrhunderte besonders gut übersteht. Die Bewohner von Vindolanda hatten zudem eine eigenwillige Auffassung von Hygiene in ihren Wohnstuben. Offensichtlich wurden ab und zu frische Lagen aus Adlerfarn, Stroh und Ginster auf die Böden geschüttet, ohne den Kehricht vorher aus den Häusern zu fegen. Mit der Zeit wurde so Schicht um Schicht übereinander gelegt und komprimiert. Dadurch entstanden teilweise bis zu 45 cm dicke, mattenähnliche Konglomerate aus Müll- und Pflanzenresten. Bei ihrer Bergung wurden sie wie Torfziegel ausgeschnitten und in Blöcken von 2 bis 3 Metern zur Untersuchung gebracht, um daraus das organische Fundmaterial zu bergen. Neben einer Auswahl von Funden, die im Vindolanda-Museum präsentiert werden, befinden sich die wichtigsten Stücke der älteren Grabungen im Britischen Museum in London.

### Menschliche Überreste
2010 wurde bei Grabungen in der Ecke einer Kastellbaracke aus der Mitte des 3. Jahrhunderts ein Skelett, das zuerst für das eines Caniden gehalten wurde, entdeckt. Untersuchungen an der Universität von Durham unter der Leitung der Anthropologin Trudi Buck haben 2012 jedoch ergeben, dass es sich bei dem Fund um die sterblichen Überreste eines etwa neun- bis elfjährigen Kindes handelt, die im Zeitraum nach 213 bis Mitte des 3. Jahrhunderts in die Erde kamen. Garnisonstruppe war damals die Cohors IV Gallorum. Die Analyse der Zähne ergab, dass es im Mittelmeerraum aufgewachsen war. Bis das Kind sein siebtes oder achtes Lebensjahr erreichte, hielt es sich entweder in Südeuropa oder in Nordafrika auf. Es konnte allerdings nicht mehr geklärt werden, ob die nur sehr schlecht erhaltenen Knochen die eines Jungen oder eines Mädchens waren. In römischer Zeit war es Usus, Verstorbene auf Gräberfeldern am Stadtrand zu bestatten oder einzuäschern. Das Verbergen einer Leiche im Lagerinneren nährt den Verdacht einer vorsätzlich kriminellen Handlung. Die forensische Untersuchung, die eine Fesselung der Handgelenke sowie massive Schädelfrakturen nachwiesen, erhärteten noch zusätzlich die Annahme, dass das Kind gewaltsam zu Tode kam und danach unter dem Boden der Baracke verscharrt wurde. Vielleicht war es aber auch einem Unfall zum Opfer gefallen und man versuchte, ihn auf diese Weise zu vertuschen. Ob es ein Sklave oder Angehöriger einer Soldatenfamilie war, bleibt mangels Beweisen im Dunkeln. Die Haltung von Kindersklaven durch die Römer ist gut dokumentiert, was vielleicht erklären könnte, wie es von seiner ursprünglichen Heimat in den Norden Britanniens gelangte. Nach Abschluss der forensischen Untersuchung wurde das Skelett dem Vindolanda-Museum übergeben.
Ein besonders schauriger Fund war ein 1800 Jahre alter Schädel eines gebürtigen Briten, der offensichtlich auf einer Stange aufgespießt worden war. Die Schädeldecke wies zahlreiche Verletzungsspuren auf, verursacht durch Schwerthiebe, die vermutlich auch zum Tod dieses Mannes geführt hatten. Das Opfer kam aus dem Nordwesten Britanniens, wie durch die Isotopenanalyse seiner Zähne bestimmt werden konnte. Die Schädigungsspuren zeigen deutlich, dass der Kopf abgeschlagen und dann auf den Pfahl gesetzt wurde. Das Nehmen und Zurschaustellen von Kopftrophäen war bei römischen Hilfstruppensoldaten weit verbreitet.

### Tierische Überreste
Auch eine Vielzahl von Tierknochen, darunter Ochsenschädel, die mit Löchern durchbohrt waren, kamen bei den Grabungen zum Vorschein, was darauf hindeutet, dass sie von den Soldaten für Schießübungen verwendet wurden. Tiere, die ihre Spuren auf Keramik- oder Ziegelfragmenten hinterlassen haben, waren vom Haushund (Canis familiaris), über 80 % dieser Spuren stammen von ihm, sowie von der Wildkatze (Felis sylvestris), vom Hausschwein (Sus scrofa), von Schafen (Ovis ammon), Ziegen (Capra hircus) und Rindern (Bos taurus). In einem der Lagerhäuser des Kastells IX wurde das vollständige Skelett eines Hundes entdeckt. Zwei größere Knochendeponien liegen etwa 200 Jahre auseinander. Eine befand sich im westlichen Graben des Steinkastells, vermutlich hatten die Bewohner des Vicus im 4. Jahrhundert dort ihre Essensreste entsorgt. Die ältere Deponie hatten vorwiegend die Soldaten der Holz-Erde-Kastelle befüllt.

### Leder

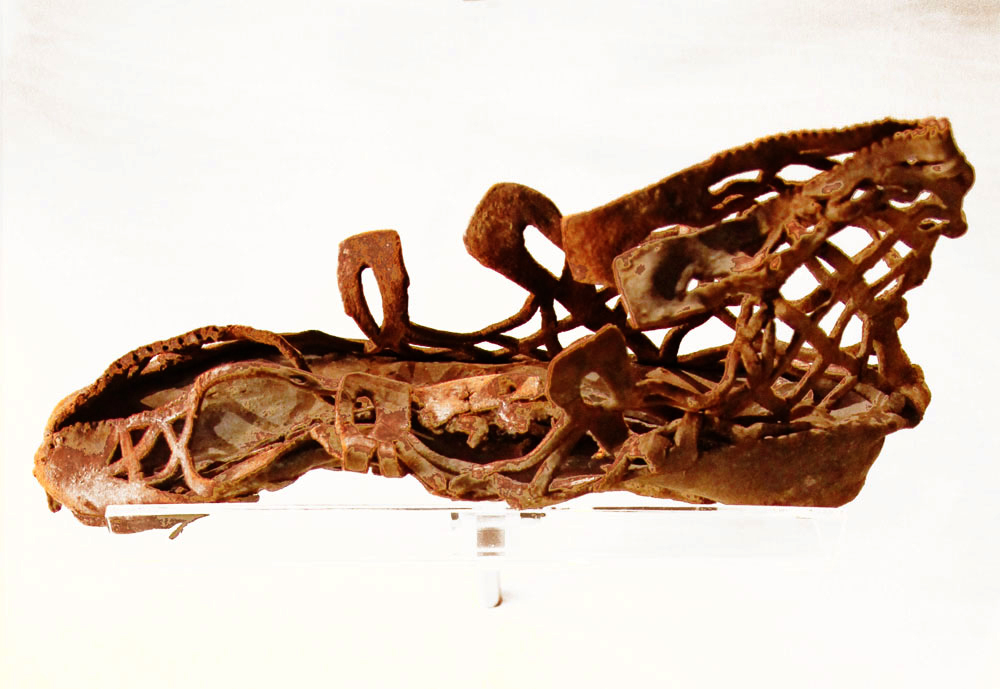
Detailansicht einer römischen Ledersandale (Vindolanda-Museum)

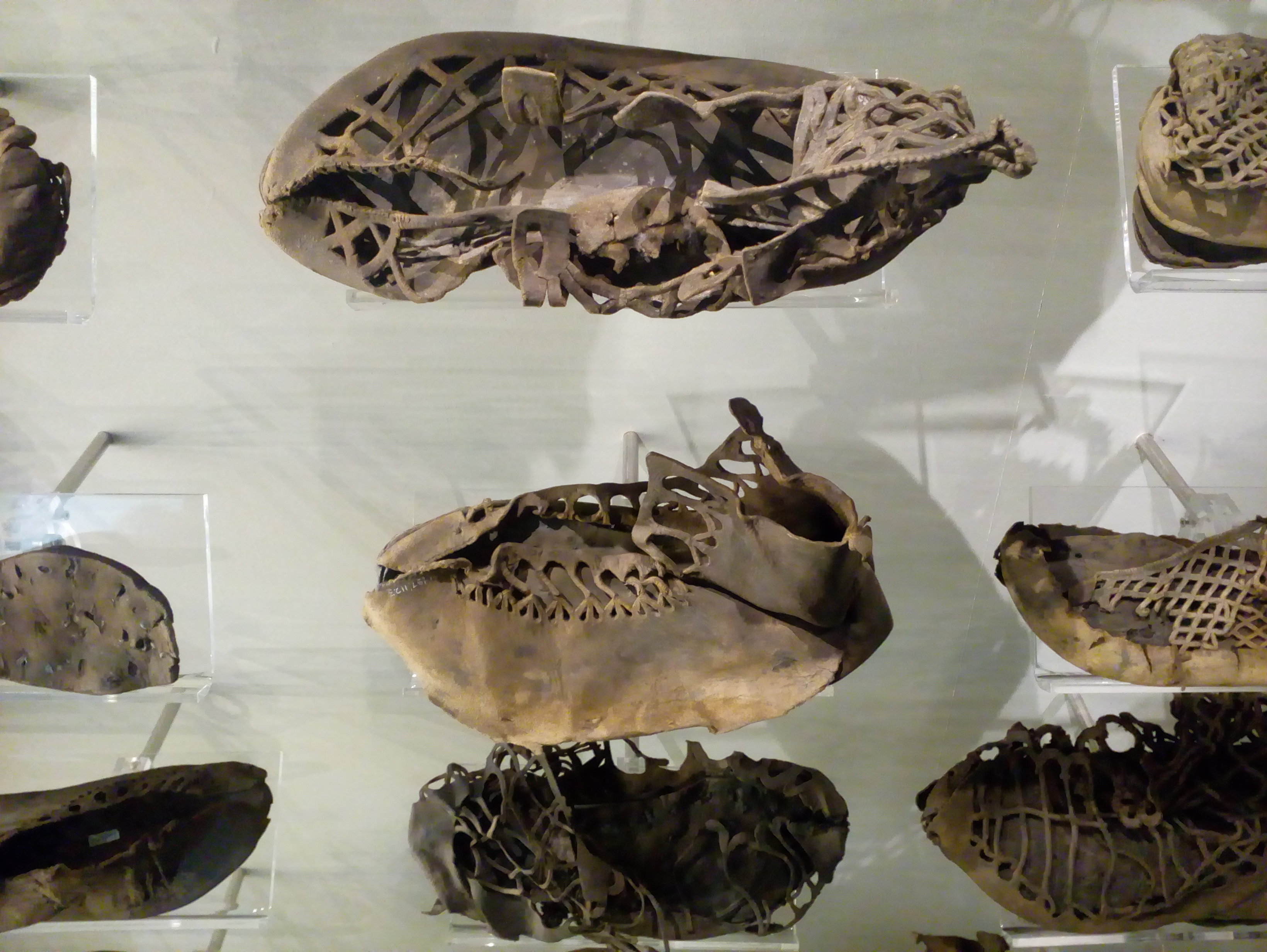
Auswahl an Lederschuhen im Vindolanda-Museum

Der Vindolanda-Trust verfügt auch über die größte Sammlung römischer Lederartefakte, darunter 6000 Schuhe in allen Größen und Stilen, Sattelbezüge, Taschen, Eimer, Geldbörsen und der Daumenschutz eines Bogenschützen. Auch die Schuhmode in Vindolanda orientierte sich an den zeitgenössischen Stilen, die auch im übrigen Reich getragen wurden. In vielen Schuhen war der Name ihres Erzeugers eingestanzt. Einer von ihnen, Lucius Abucius Tales, Sohn des Titus, stellte besonders exclusives und teures Schuhwerk her. Einige seiner Sandalen wurden nur weggeworfen, weil der Zehenriemen gerissen war, was leicht zu reparieren gewesen wäre. Ein Anzeichen für einen gewissen Wohlstand der oberen Bevölkerungsschichten, auch an einem so abgelegenen Ort wie Vindolanda. Während der archäologischen Grabungen fanden sich aber auch klare Hinweise auf Materialrecycling. Einige Überreste von Schuhen zeigen, dass Lederstücke offensichtlich mehrmals wiederverwendet wurden.
Ein besonderer archäologischer Glücksfall war der Fund von drei Lederzelten (Zelt I–III) aus dem 2. Jahrhundert, die von den einfachen Soldaten verwendet worden waren. Zelt III war besonders gut erhalten. Alte Planen wurden oft zerschnitten und teilweise für Reparaturen wiederverwendet. Die Exemplare von Vindolanda waren, zusammen mit einer beträchtlichen Menge anderer abgenutzter und beschädigter Lederstücke, beim Abbruch des Kastells II in eine Abfallgrube geworfen worden. Zelt III war bei seiner Deponierung offensichtlich schon alt und in sehr schlechtem Zustand. Es war mehrmals mit Lederstücken geflickt worden und stammt vermutlich aus der Zeit des Kastells II (90–100 n. Chr.). Die Plane war aus etwa 50 quadratischen Ziegenledersegmenten zusammengenäht und wog 45 kg. Für ein Zelt dieser Größe waren etwa 75 Ziegenfelle erforderlich. Dieses ist viel leichter als Rindsleder und war für die Herstellung solcher Zelte sehr gut geeignet. Kleinere Elemente wie Trauflappen, Verstärkungsflecken, Spannleinen- und Nahtverstärkungen wurden zum größten Teil aus den Schnittresten gewonnen. Bill Mayes merkte an, dass ein solches Zelt bei Regen etwa 8 kg mehr gewogen haben muss. Die Plane wurde bei Aufstellung über einen Holzrahmen gespannt. Bisher war man davon ausgegangen, dass die römischen Exemplare vor allem mit Stangen gestützt und durch die Spannseile in Form gehalten wurden, was aber eine eher niedrige Höhe von nur 120 cm zur Folge gehabt hätte. Nach Untersuchung des Fundes in Vindolanda wurde klar, dass das Zelt über dem Rahmen 185 cm hoch war mit einer Dachneigung von 60°. Die Wandhöhe betrug 110 cm. Die Spannseile dienten dazu, das Leder über dem Stützrahmen zu stabilisieren. Vier Ledersegmente waren überlappend zusammengenäht und dienten als Abdeckung für die Türöffnung. Die teilweise schon zerfallenen und auch oft unvollständigen Lederfragmente wurden im Labor des Vindolanda Trusts gereinigt und konserviert, wodurch sie relativ geschmeidig blieben und nur gering geschrumpft waren. Gerissene und beschädigte Segmente wurden teilweise wiederhergestellt bzw. ergänzt, das Zelt konnte so fast vollständig restauriert werden.

### Textilien
Die Ausgrabungen erbrachten auch die größte Fundsammlung antiker Textilien (überwiegend aus Wolle) der Militärstandorte in den westlichen Provinzen des Reiches. Die meisten Fragmente sind allerdings zu klein, um ihre frühere Funktion zu erkennen. Sie lieferten aber viele neue Informationen über die damaligen Webtechniken. In Vindolanda wurde anscheinend auch Kleidung produziert, die Tafel 192 nennt eine Lieferung von 38 Pfund Wolle. Kleidungsstücke bildeten aber auch einen großen Teil der Vorräte. Nur sehr wenige Textilfunde waren bei ihrer Bergung noch vollständig, darunter eine Kindersocke.

### Holz
Die strukturellen Überreste der vorhadrianischen Lager, die andernorts meist nur aus Pfostenabdrücken im Boden bestanden, blieben in Vindolanda in vielen Fällen als fast vollständige Strukturen erhalten und boten den Archäologen die sehr seltene Gelegenheit für das Studium römischer Holzbearbeitungstechniken. Die Hölzer boten außerdem die Möglichkeit ihrer sehr genauen Datierung mittels der Dendrochronologie. Von den übrigen Holzobjekten sind vor allem Wagenachsen, Möbelstücke, Zeltheringe und Kämme hervorzuheben. Die Schreibtafel Nr. 51 enthält die Abrechnung einer Materiallieferung (materiae). Sie bestand hauptsächlich aus Radnaben, Wagenachsen, Speichen, Bettachsen und Sitzen. Hinweise auf Lastkarren finden sich auch in der Tafel 316, laut der sie für Steinmaterialtransporte angefordert wurden. Es scheint, dass die Soldaten in Vindolanda eine Wagnerei betrieben, das heißt, dass dort carruli entweder repariert oder vielleicht auch hergestellt wurden.

### Keramik
Eine beträchtliche Menge der Keramikfunde stammt aus dem dritten und vierten Jahrhundert. Von diesen wurde eine Sonderkollektion aus 111 Fragmenten zusammengestellt, auf denen Trittsiegel von Tieren (siehe auch oben) erkennbar sind. Einige weisen auch Finger- und Handabdrücke sowie Abdrücke von Werkzeugen, Nägeln, Textilien und Holzstücken auf.

### Metall
Die Metallfunde bestanden überwiegend aus Schmuckstücken, Bronzen und Waffen. Besonders viele Waffen, Speer- und Pfeilspitzen, Schleuderbleie kamen im Vicus II zum Vorschein. Vermutlich hatte sich die Sicherheitslage im 4. Jahrhundert massiv verschärft. Aber auch Spezialwerkzeug wie eine eiserne Ahle, um das Riemenzeug der Rüstung strammziehen zu können, ein eisernes Messer, auf dem der Name des Schmiedes, Jovinus, eingepunzt war und eine Kapsel mit Nähnadeln. Ein in Vindolanda entdecktes Arztbesteck bestand aus einer Pinzette, einer silbernen Sonde zum Öffnen von Wunden, und einem schmalen Bronzemesser, das für Amputationen benutzt wurde. Markenzeichen des Vindolanda-Trusts wurde eine rund acht Zentimeter hohe, im sogenannten spanischen Schritt dargestellte Pferdestatuette. Die Bronzefigur wurde 1971 unter dem Fußboden eines Hauses des Vicus I (Korridorhaus) gefunden. Aufgrund der mehreckigen Tülle an seiner Unterseite vermutet man, dass sie ursprünglich als Verzierung bzw. Abschluss einer Standartenstange diente. Im selben Gebäude stieß man auf einen Goldring mit Karneolgemme, die die Aufschrift „ANIMA MEA“ (meine Seele/Herz/Liebling) trug. Eine weitere Gemme mit dem Abbild der Gottheit Silvanus kam unter der Türschwelle des Südwestraumes zum Vorschein.

### Münzen
Am 8. August 1837 entdeckten Steinbrucharbeiter in der Nähe des Langstone bei Thorngrafton ein bronzenes Behältnis, das 63 römische Münzen enthielt. Die Münzen (drei Gold- und 60 Silberstücke) stammten aus der Zeit zwischen der Regentschaft des Claudius (41–54) und des Hadrian (117–138). Sie waren vermutlich in hadrianischer Zeit im Steinbruch verborgen worden. Der Geldbeutel befindet sich heute im Museum von Chesters, die Münzen sind verschollen. Gegen Ende des 19. Jahrhunderts wurden 300 Münzen aus der Ruine des Westtores geborgen. Sie erbrachten den Beweis, dass das Kastell im 4. Jahrhundert noch bewohnt war. Im Badehaus II kamen Münzen aus der Zeit des Marc Aurel (161–180), Septimius Severus (193–211) und Alexander Severus (222–235) zum Vorschein. Im Latrinenabfluss fanden sich weitere Exemplare (neun Bronzesesterzen), die in den Herrschaftsperioden des Domitian (81–96) und des Marc Aurel geprägt worden waren. In der Mansio kam 1976 beim Ostflügel ein Hort von 62 Münzen ans Tageslicht, sie waren zwischen der Mitte und dem Ende des 2. Jahrhunderts geprägt worden (Antoninus Pius, 138–161, und Marc Aurel, 161–180). Am gleichen Ort stieß man im Gangbereich auf einen weiteren Hort von 111 Stück, der 1976 in der obersten Zerstörungsschicht des Vicus II gefunden wurde und der für die Datierung der beiden Vici von großer Bedeutung war. Dieser Fund und das Fehlen von Münzen aus der Zeit des Tetricus I. (270–273) deuten darauf hin, dass die Zivilsiedlung spätestens 270 zerstört oder aufgegeben wurde. Im Jahre 2011 konnten im Kopfbau einer Kaserne der spätantoninischen Periode (180–200) 21 Silberdenare sichergestellt werden. Der Münzhort war in einer flachen Grube unter dem Lehmfußboden in der Mitte des Raumes vergraben worden, möglicherweise in einer Tasche oder einer ähnlichen, aus organischem Material bestehenden Umhüllung, die im Laufe der Zeit verrottet war. Der archäologische Kontext deutet darauf hin, dass die Münzen absichtlich vergraben wurden und nicht verloren gegangen waren. Wahrscheinlich handelte es sich dabei um die Ersparnisse des damaligen Bewohners. Die Münzen wurden dem Vindolandamuseum übergeben. Die letzte von insgesamt elf gefundenen Münzen aus einem weiteren Hortfund war eine aus der Regierungszeit des Valens (364–378). Die jüngste Münze, die in Vindolanda entdeckt wurde, datiert in die Zeit von Valentinian II. (375–392).

### Inschriften
In Chesterholm wurden bislang 47 lateinische Inschriften auf 24 Altären und Votivsteinen, 6 Bauinschriften (eine undatiert), auf 4 Centurialsteinen (sogenannten Slab-Stones), 6 Grabsteinen und noch 7 andere – unlesbare – Inschriftartefakte geborgen, einschließlich 4 Voussoirsteine, die jeweils mit einer römischen Ziffer versehen waren. Unter diesen Funden befand sich auch ein Fragment eines Militärdiploms für einen Soldaten der Tungrerkohorte.

### Schreibtafeln

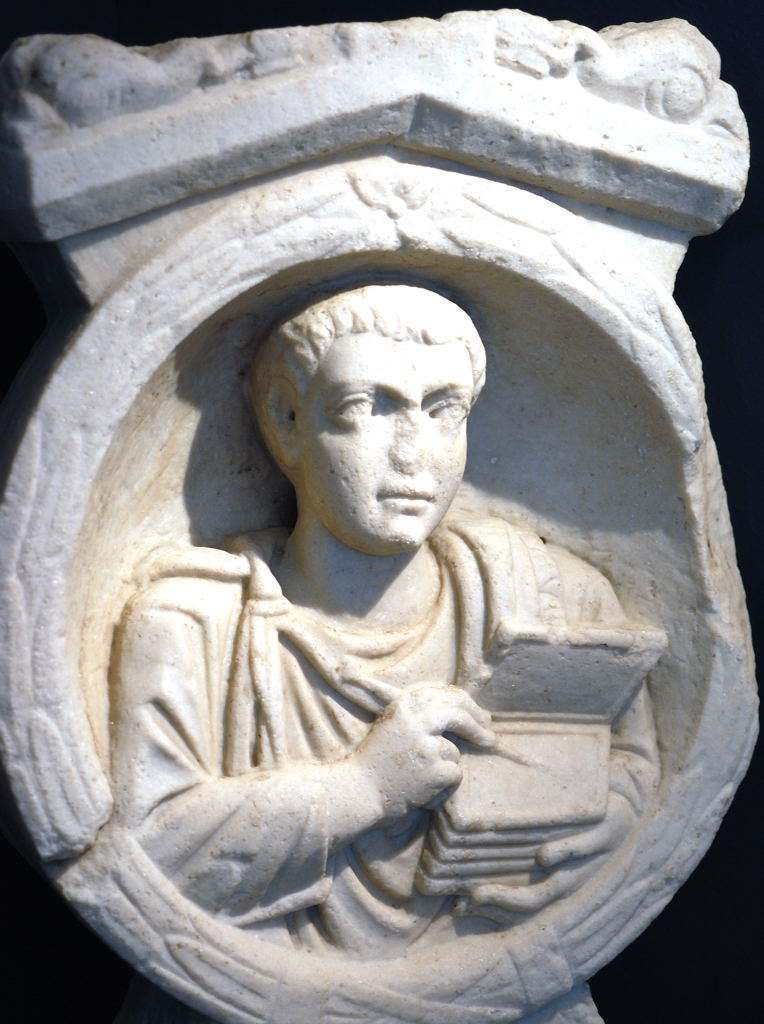
Relief eines Mannes mit Schreibtafeln, Flavia Solva, Österreich

Zu den bemerkenswertesten Funden Vindolandas zählen aber eindeutig die – auch international bekannt gewordenen – Schreibtafeln (sectiles/laminae), welche Einblicke auf alltägliche Ereignisse in dieser Grenzregion in den Jahren vor der Errichtung des Hadrianswalls gewähren. Sie wurden im Zuge mehrerer Ausgrabungskampagnen in den 1970er und 1980er Jahren aus den antiken Gebäuden und Abfallgruben geborgen. Durch Nachgrabungen in den Jahren 1974 und 1975 erhöhte sich ihre Gesamtzahl auf über 200. Weitere 400 Exemplare waren 1993 am Südtor aufgetaucht und noch einige nach dem Jahr 2000. Bis dahin waren nur wenige Fragmente bekannt geworden, auch die Konzentration einer solchen Menge an einem Ort ist einzigartig. Das Fundmaterial umfasst heute die größte jemals entdeckte Sammlung lateinischen Schriftgutes. Die Tafeln enthalten wertvolle Informationen zur Paläographie und zur Entwicklung dieser Sprache. Von den meisten römischen Stätten in Britannien kennt man nur die Namen von einer Handvoll Personen, meist aus Inschriften, Ziegelstempeln oder Wandgraffitis. Im Gegensatz dazu werden in den Schreibtafeln über 600 Individuen namentlich genannt, sie waren Verfasser oder Empfänger von Briefen sowie Personen, auf die in Konten oder Listen verwiesen wird. Die Tafeln geben manchmal auch zusätzliche Informationen über bestimmte Personen, meistens deren Rang, aber auch ihren Herkunftsort und ihre Verwandtschafts- oder Freundschaftsbeziehungen preis.
Auf den sehr gut ausgebauten Straßen in Italien könnten Boten in einem Karren, mit regelmäßigem Wechsel der Zugtiere, Distanzen zwischen 50 und 80 Meilen pro Tag bewältigt haben; berittenen Boten gelang dies fast sicher. Solche Reisegeschwindigkeiten waren in Nordbritannien wohl nicht möglich. Nachrichten von Corbridge an Carlisle könnten aber durchaus innerhalb eines Tages beantwortet worden sein. Eine Botschaft hätte innerhalb von zwei Tagen York erreichen können, innerhalb einer Woche London und innerhalb zwei die Heimatprovinzen der in Vindolanda stationierten Soldaten in Nordgallien. Viele Texte beziehen sich auf einen mehrmaligen Briefwechsel. Komplexe geschäftliche Transaktionen hingen vom schnellen Informationsaustausch ab. Ein Brief des Octavius an seinen Bruder Candidus erwähnt das mehrmalige Empfangen oder Senden von Briefen und weist darauf hin, dass Kommunikation und Warentransport wegen der schlechten Straßen immer wieder zusammenbrechen.
Die – bei ihrer Bergung meist zerbrochenen – Tafeln waren ungefähr so groß wie eine Postkarte und bestanden aus dem lokal reichlich vorhandenen Erlen- oder Birkenholz, das leicht und billig verarbeitet werden konnte. Ein Brief bestand für gewöhnlich aus zwei Tafeln, die an der Oberseite mit einem durch zwei Löcher geführten, dünnen Lederband zusammengeknotet waren. An der Außenseite wurde die Adresse mit einem Stylus eingeritzt. Der Text wurde an den beiden Innenseiten mit Tinte aufgetragen. Sie enthalten Botschaften, Listen oder Aktensätze. Die Tafeln wurden überwiegend zwischen 90 und 120 n. Chr. beschriftet, als das Kastell von der Cohors I Tungrorum und der Cohors IX Batavorum besetzt war. Sie stammen somit aus der Zeitperiode zwischen der Eroberung Nordbritanniens in der zweiten Hälfte des 1. Jahrhunderts und der Errichtung des Hadrianswalls ab dem Jahr 122, also aus jener Epoche der römischen Besatzung, die am wenigsten bekannt ist. Die Tafeln lieferten auch zahlreiche Beweise für die Kommunikation zwischen der Garnison von Vindolanda und den Einheiten in Carlisle, Catterick, Ribchester, Corbridge und Binchester. Beim Abzug der Bataverkohorte wurde das Archiv der Lagerkommandantur ins Feuer geworfen, das aber kurz danach durch einen Wolkenbruch rasch wieder gelöscht wurde, die Brandstätte befand sich in der Nähe des Südtors des Kastells III. Durch diesen historischen Glücksfall blieb u. a. die Korrespondenz des Kohortenpräfekten Flavius Cerialis, Kommandant des Kastells III, der Nachwelt erhalten. Die besonderen Bodenbedingungen vor Ort hatten die Tafeln in einem guten Erhaltungszustand bewahrt, sodass viele von ihnen noch entziffert werden konnten. Alison Rutherford von der Newcastle University entwickelte in diesem Zusammenhang eine Methode, die antiken Schriftzüge mittels Infrarotfotografie wieder lesbar zu machen.
Die Tafeln wurden von den Papyrologen Alan Bowman und David Thomas transkribiert und übersetzt. Sie lieferten bahnbrechende Erkenntnisse über das antike Schriftwesen, die Entwicklung der lateinischen Kursivschrift und Details zur römischen Militär- und Provinzialgeschichte. Sie enthalten in der Mehrzahl Kurzmitteilungen, Berichte und Urlaubsanträge. Für die Forschung waren besonders die Armeeverordnungen und andere Verwaltungsdokumente, die sich auf den alltäglichen Garnisondienst bezogen, von großer Bedeutung. Sie enthüllten nähere Informationen darüber, wie die römischen Grenzabschnitte organisiert waren. Die Texte betreffen neben den offiziellen oft auch die privaten Anliegen der Offiziere, ihrer Angehörigen und Sklaven. Ferner fand man die Privatkorrespondenz der Ehefrauen der Lagerkommandanten, Lebensmittelanforderungen sowie persönliche Briefe an die Soldaten und deren Antwortschreiben. Sogar die Notizen eines Schülers über Vergils Werk Aeneis blieben erhalten. Sie sind damit die ältesten erhaltenen handschriftlichen Dokumente Großbritanniens. Zufallsfunde an anderen britischen Grabungsorten, beispielsweise in Carlisle und im walisischen Caerleon, deuten darauf hin, dass sie nicht einzigartig waren. Die großen Mengen, die in Vindolanda geborgen werden konnten, lassen vielmehr vermuten, dass sie als Schreibmaterial in den Schreibstuben (Officia) der nördlichen Provinzen allgegenwärtig waren, insbesondere da Papyrus dort naturgemäß äußerst knapp war.

### Sonstiges
Im Umkleideraum und Abflüssen des Badehauses II kamen zahlreiche Haarnadeln, Schmuckperlen, Austern, Spielsteine (Würfel) und Kämme aus Buchsbaumholz ans Tageslicht. Sie beweisen, dass die Therme auch von Zivilisten genutzt wurde.

## Entwicklung
Vindolanda wurde in der ersten Phase der Etablierung der Nordgrenze des römischen Britanniens, in den Jahrzehnten vor dem Bau des Hadrianswalls gegründet. Das Kastell war durchgehend vom 1. Jahrhundert bis zum Ende der römischen Herrschaft im frühen 5. Jahrhundert Teil der Grenzsicherungsanlagen des römischen Reiches. Laut Notitia dignitatum zählte es im 4. Jahrhundert – trotz der großen Distanz seines Standortes zur Wallzone – organisatorisch zur Festungskette des Hadrianswalls (per lineam valli). Das Lager sicherte wohl die Lücke zwischen den Wallkastellen Housesteads (drei Kilometer nordöstlich) und Great Chesters (sechs Kilometer nordwestlich). Es war auch eine wichtige Etappe im Netzwerk der Kastelle und Straßen Nordbritanniens. Die Kastelle wurden von den Soldaten selbst errichtet und beherbergten eine militärisch organisierte, weitgehend autarke Gemeinschaft. D. h. die Soldaten konnten einen großen Teil ihres eigenen täglichen Bedarfs selbst decken, einschließlich der Lebensmittelproduktion sowie der Herstellung und Reparatur von Gebrauchsgegenständen. Dennoch zog dieser Militärstützpunkt, in dem zeitweise über 1000 regelmäßig besoldete Soldaten und deren Angehörige stationiert waren, Handwerker, Bauern und Händler aus der näheren Umgebung oder auch weiter entfernteren Provinzen des Reiches an. Die Garnison bot ihnen in diesem entlegenen Randgebiet des Reiches nicht nur Schutz, sondern vor allem ein regelmäßiges Einkommen an Münzgeld. Die vor Ort vorhandene Infrastruktur, wie Badehäuser, fließend Wasser, ein Hospital und diverse Tempelanlagen, war sonst nur in den größeren Städten im Südosten der Insel anzutreffen. Die Festung war jedoch keineswegs völlig unabhängig und auf die regelmäßige Interaktion mit der Außenwelt angewiesen. Laut den Schreibtafeln wurden tagtäglich Waren jeglicher Art in Vindolanda angeliefert. Die Soldaten patrouillierten entlang der Grenze und kamen dabei auch mit den Besatzungen der benachbarten Kastelle in Kontakt. Die allgemeine Sicherheitslage war für die Frau des Garnisonskommandanten von Vindolanda offensichtlich stabil genug, um von einer befreundeten Offiziersgattin in eine andere Grenzfestung eingeladen zu werden. Laut den Tafeln war ein Händler mehr wegen des schlechten Zustands der Straßen besorgt, als unterwegs von Wegelagerern überfallen und ausgeraubt zu werden. Der Austausch von Waren und die nahezu ungestörten Reisebewegungen der dort lebenden Menschen ermöglichten die Aufrechterhaltung eines gehobenen römischen Lebensstils, zumindest im Haushalt des Lagerkommandanten.

### 1. Jahrhundert
Unter Kaiser Domitian führte der Statthalter Britanniens, Gnaeus Iulius Agricola, seine Armee und Flotte bis an den nördlichsten Rand Britanniens. Dort gelang ihm im Jahr 83 noch ein entscheidender Sieg gegen die indigenen Stämme im Nordosten Schottlands. Das Schlachtfeld lag am Mons Graupius, der sich wahrscheinlich in der Nähe der heutigen Stadt Aberdeen befand. Damit hatten die Römer die Eroberung der britischen Insel abgeschlossen, eine vollständige und dauerhafte Kontrolle der Stammesgebiete in Caledonia (Schottland) lag aber offenbar nicht im strategischen und wirtschaftlichen Interesse des Kaiserhofs. Trotz der erheblichen militärischen Anstrengungen, zu denen unter anderem der Bau eines Legionslagers in Inchtuthil und zahlreicher Kohortenkastelle und Wachtürme zählten, führte eine Reduzierung der Provinztreitkräfte zu einer umfassenden Revision des militärischen Einsatzes im Norden. Der größte Teil der Expeditionsarmee wurde von Kaiser Domitian abberufen, um auf dem Kontinent die Chatten wieder aus der Wetterau zu vertreiben. Unter Trajan (98–117) wurden auch die Kastelle in den Lowlands aufgegeben und die Grenzlinie auf der Stanegate, eine von Ost nach West verlaufende Militärstraße, zurückgenommen. Diese führte direkt an Vindolanda vorbei, das ab 85 n. Chr. dauerhaft mit Soldaten belegt war und damit eine zentrale Rolle in der Verteidigung des nordbritannischen Limes gespielt haben muss. Es wird angenommen, dass in Vindolanda schon seit dem späten 1. Jahrhundert n. Chr. ein Kastell stand. Man vermutet es südlich der Stanegate. Dort stieß man tatsächlich auf die Überreste einer größeren römischen Befestigungsanlage, konnte sie aber nicht datieren. Wenn sie tatsächlich aus dieser Zeit stammte, wurde sie wahrscheinlich von Agricola in den Jahren zwischen 72 und 79 oder aber während der Amtszeit des Statthalters Sallustius Lucullus gegründet. Letzterer befehligte den schrittweisen Abzug der Armee aus Schottland, um sie an der unteren Donau einzusetzen. Im Jahr 86 ließ Rom auch eine der vier in Britannien stehenden Legionen, die Legio II Adiutrix, nach Dakien verlegen. Mit dem Abzug dieses Großverbandes und einer erheblichen Anzahl der Auxiliakohorten war eine wirksame Kontrolle Schottlands nicht länger möglich. Das Kastell wurde um 92 umgebaut und erheblich erweitert, um dort eine gemischte Einheit aus Infanterie und Kavallerie (cohors equitata) unterzubringen – in diesem Fall die neunte Bataverkohorte. Weitere Modifikationen wurden um 97 vorgenommen. In der Festung hielten sich phasenweise wahrscheinlich bis zu 1000 Soldaten samt ihren Angehörigen, Sklaven und Freigelassenen auf.

### 2. Jahrhundert
Im Jahr 104, als auch die Bataver nach Dakien verlegt wurden, wurde das Kastell planmäßig zerstört. Kurzzeitig aufgegeben, wurde der Standort um 105 durch die Erste Kohorte der Tungrer wieder besetzt und umgebaut. Es gibt Hinweise darauf, dass das Grenzgebiet zwischen 110 und 118 wiederholt von Barbarenstämmen bedroht wurde. Der Grabstein eines Zenturio wurde im Badehaus II aufgefunden, vermutlich war er in einem dieser Kämpfe gefallen. Auf einer der Schreibtafeln (Nr. 32) beschrieb ein Armeeangehöriger die Kampfausrüstung und Taktik der indigenen Stämme, die er als „Brittunculi“ („elende kleine Briten“) titulierte, die im Kampf zu viele Reiter einsetzen und beim Ansturm auf den Feind nicht stehenblieben um ihre Speere zu werfen. Dieser Ausdruck wurde der Forschung dort zum ersten Mal bekannt. Bei dem Schreiben kann es sich um einen Bericht oder um eine Bemerkung zur Eignung der Briten als Rekruten oder auch einfach nur um eine persönliche Einschätzung handeln, die ein Offizier für seinen Nachfolger hinterlassen hat. Das Kastell wurde innerhalb weniger Jahre nach seiner Fertigstellung noch mehrmals erheblich erweitert und war nun Teil der neuen Festungskette entlang der Stanegate, die vom Statthalter Neratius Marcellus aufgebaut wurde. Vermutlich hatte er – vorübergehend – in Vindolanda auch seine Residenz aufgeschlagen (siehe hierzu auch Vindolanda-Tafeln). Auch nach der Entscheidung, weiter nördlich einen Grenzwall zu errichten, erfüllten die Stanegatelager noch eine wichtige Funktion. Die Grenztruppen waren zunächst noch dort untergebracht, bis vom Oberkommando der Entschluss gefasst wurde, die neuen Lager direkt an der Mauer zu bauen. In der Entstehungszeit des Hadrianswalls diente Vindolanda vermutlich auch als Basislager und Logistikzentrum der mittleren Wallzone. Nach Fertigstellung des Kastells in Housesteads wurde seine Garnison anscheinend 125 dorthin verlegt. Vindolanda wurde für einige Jahre aufgegeben. Im Jahr 140 ordnete Kaiser Antoninus Pius die Wiederbesetzung der schottischen Lowlands an, um seinen Status als Imperator zu sichern. Die Grenze wurde an die Linie zwischen dem heutigen Glasgow und Edinburgh vorgeschoben und durch einen neuen Holz-Erde-Wall, den Antoninuswall, gesichert. Trotzdem blieb Vindolanda weiter besetzt und wurde in dieser Zeit schrittweise in Stein neu aufgebaut. Die Anwesenheit der Römer in diesem Teil der Insel blieb aber nur eine kurze Episode. Bereits gegen 160, noch vor dem Tod des Antoninus, wurde ein Großteil der Armee auf den Hadrianswall zurückgezogen. Um 162 war er wieder auf voller Länge mit Truppen belegt. Die Stanegate blieb weiterhin eine wichtige Verbindungs- und Versorgungsroute, auch nachdem im Jahr 160 zusätzlich die Militärstraße unweit des Walls angelegt worden war. Die Rücknahme der Grenze an den Hadrianswall bedeutete für Vindolanda die Wiederbesetzung durch eine neue Einheit, obwohl es an diesem Abschnitt zu diesem Zeitpunkt relativ ruhig geblieben war. Die günstige Position des Kastells ermöglichte jedoch die Überwachung und Schutz des sicher recht lebhaften Verkehrs auf der Stanegate zwischen dem Wallkastell Carvoran und den Irthingübergang bei Chesters. Vielleicht spielte Vindolanda ab da auch eine Schlüsselrolle bei der Versorgung der Wallgarnisonen, ähnlich wie Coriosopitum im Osten der Grenzzone.

### 3.–9. Jahrhundert
Als Kaiser Septimius Severus Anfang des 3. Jahrhunderts seine Armee in Schottland einmarschieren ließ, wurde das Kastell erneut verlassen und größtenteils abgerissen, um Platz für die Aufstellung von 300 Rundhütten zu schaffen, diese wurden schon um 211 wieder beseitigt. Ihre Fundamente ragen heute noch teilweise unter der Nordmauer des Kastells IX hervor. Als Severus im selben Jahr in Eburacum (York) starb, schloss sein Sohn und Nachfolger Caracalla mit den caledonischen Stämmen Frieden und zog seine Truppen wieder hinter den Hadrianswall zurück. 213 wurde in Vindolanda ein neues Steinkastell errichtet. Selbiges wurde um 300 noch einmal repariert bzw. umgebaut, die Zivilsiedlung war offensichtlich schon um 270 aufgegeben oder zerstört worden. Wahrscheinlich war die Garnison zahlenmäßig schon sehr ausgedünnt, sodass auch den Zivilisten gestattet wurde, sich innerhalb der Festungsmauern anzusiedeln. Es gibt noch einige Hinweise auf letzte Reparaturen, die bis 370 vorgenommen wurden, danach war das Kastell anscheinend – von der regulären Armee – nicht mehr besetzt. In der Notitia dignitatum Occ. (spätes 4. Jahrhundert) werden alle Festungen entlang der Mauer aufgelistet, von den Stanegatelagern wird nur noch Vindolanda angegeben. Obwohl auch der Hadrianswall im frühen 5. Jahrhundert aufgegeben worden war, war das Kastell trotzdem noch über 400 Jahre bewohnt, Spuren nachrömischer Bestattungen konnten in der Nähe der Festung beobachtet werden. Einige Befunde deuten auch auf die Existenz einer frühchristlichen Kirche hin, bevor es im 9. Jahrhundert endgültig von seinen Bewohnern verlassen wurde. Da sich Vindolanda aber in einer abgelegenen Gegend befindet, weit weg von größeren Ortschaften oder Städten, wurden es zunächst nicht so massiv durch Steinraub beschädigt wie andere römische Siedlungen, deren systematische Zerstörung oft schon im Frühmittelalter einsetzte. Noch bis zum 18. Jahrhundert soll beispielsweise das Dach des Badehauses II – teilweise – noch intakt gewesen sein. Der massive Steinraub setzte vermutlich erst im 19. Jahrhundert ein. Ab da wurde das Steinmaterial der Festung und des Vicus für den Bau von Farmen, Feldmauern und Kirchen verwendet.

## Kastelle

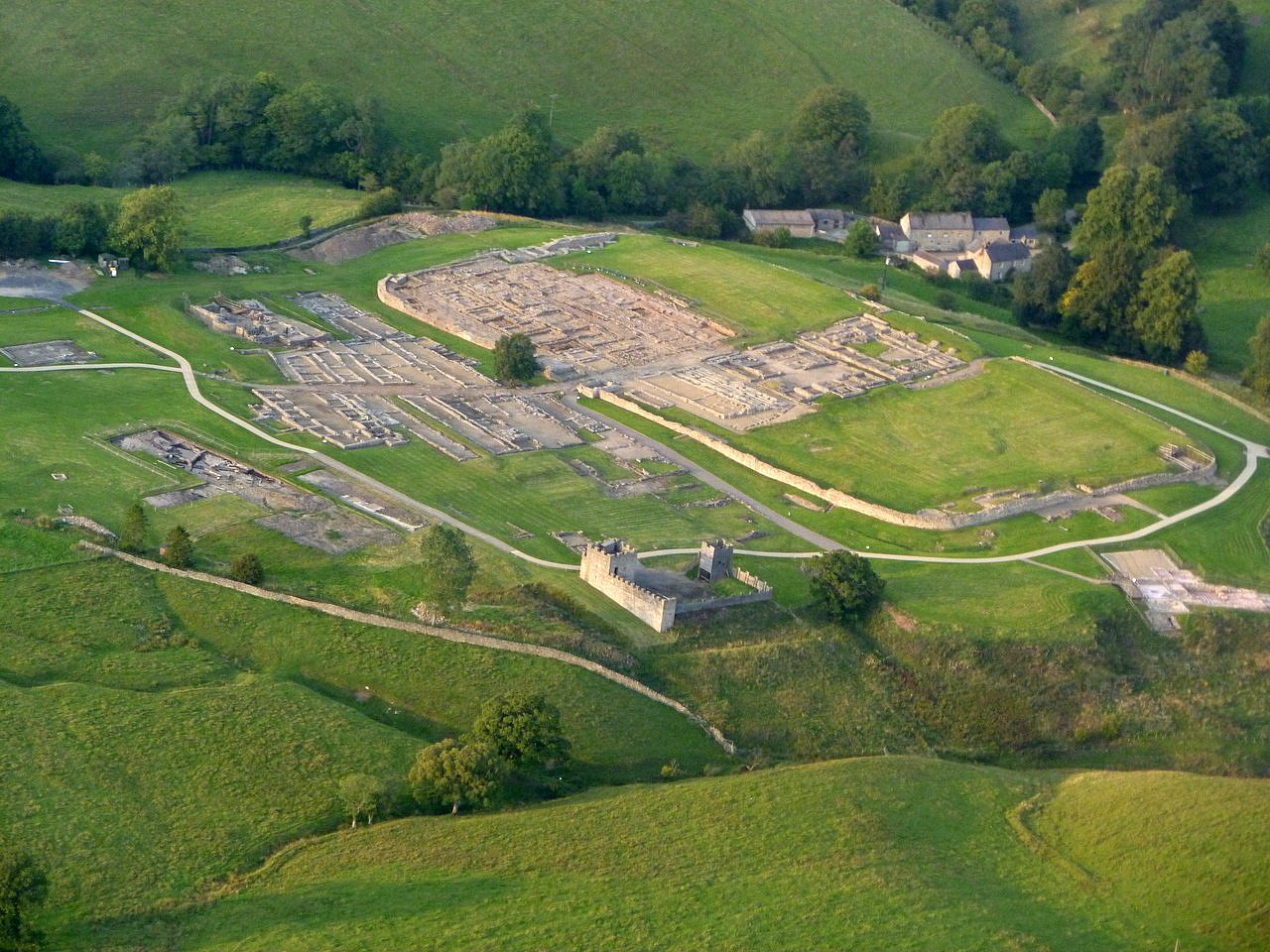
Luftaufnahme des Kastellareals und des Vicus (2010)

Wie viele der römischen Kastelle wurden auch die von Vindolanda über die Jahrhunderte immer wieder instand gesetzt, umgebaut und danach wieder abgetragen. Die Ausgrabungen in Vindolanda haben im Laufe der Jahre eine – bauhistorisch nur sehr schwer zu bestimmende – Abfolge von mindestens fünf Holz-Erde-Lagern ergeben, die den drei späteren Steinkastellen vorangingen. Bislang konnten insgesamt neun Bauphasen unterschieden werden. Westlich des spätantiken Balineums, an der Nordseite der Stanegate, konnte auf Luftaufnahmen der mutmaßliche Paradeplatz des Kastells ausgemacht werden. Daneben dürfte sich auch eines der Baulager des Kastells befunden haben. Der Haupteingang zum Kastell war das Nordtor, die Porta Praetoria, im vorderen Teil des Kastells (Praetentura) befanden sich Kasernen, kleine Läden und Werkstätten auf beiden Seiten der Nord-Süd-Hauptstraße (via Praetoria). Sie führte direkt zum Eingang des Hauptquartiers (Principia), im zentralen Kastellbereich (Latera Praetorii). Vor dem Lagerhauptquartier verlief die west-östliche Hauptstraße der Festung, die via Principalis. Hier befanden sich auch das Wohnhaus des Kommandanten und seiner Familie (Praetorium) sowie ein oder mehrere Getreidespeicher (Horrea). Dort standen häufig auch noch Funktionsgebäude wie Werkstätten (Fabrica) und ein Hospital (Valetudinarium). In der hinteren Hälfte der Festung (Retentura) befanden sich vier weitere Kasernenblöcke. Eine weitere Straße (via Sagularis) verlief direkt hinter dem Wall und umspannte das gesamte Kastell. Das Badehaus stand wegen der hohen Feuergefahr außerhalb der Festung.

### Holz-Erde-Kastelle

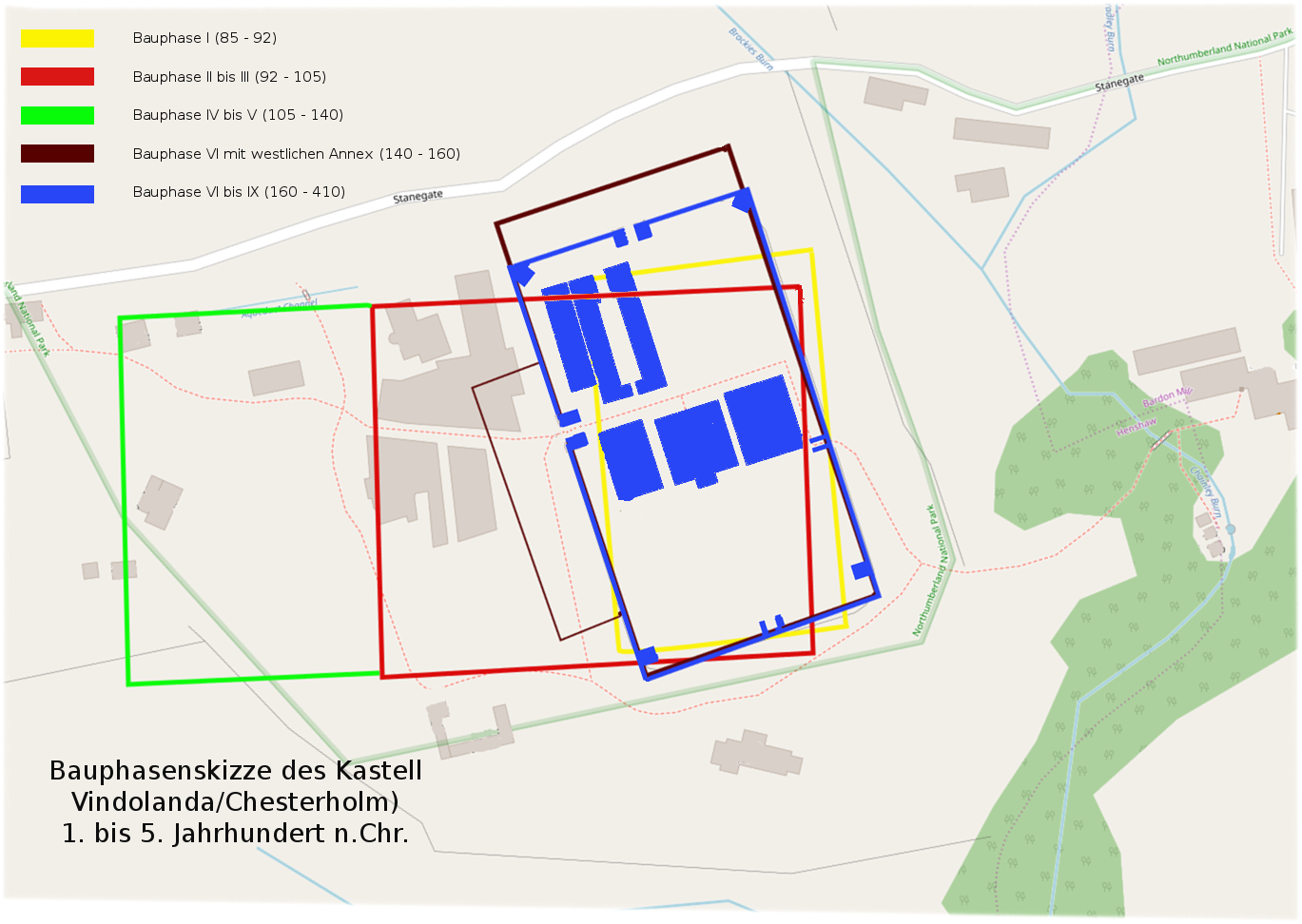
Bauphasenskizze des Kastells

Die nachfolgend aufgelisteten Kastelle waren nach dem frühkaiserzeitlichen Bauschema (Grundriss Spielkartenform, Achsenausrichtung von Ost nach West) errichtet worden.

#### Kastell I (85–92)
Es bedeckte eine Fläche von etwa 1,4 Hektar, wurde mehrmals instand gesetzt und teilweise auch wieder neu aufgebaut. Diese Bauphase konnte mit Hilfe von Keramik datiert werden, die spätestens nach 90 n. Chr. in den Kastellgraben geworfen worden war. Es befand sich in einer annähernd gleichen Position wie das heute noch sichtbare Steinkastell IX, lag etwa 6 Meter tiefer und konnte daher nur rudimentär erforscht werden, da ansonsten die darüberliegenden Schichten zu stark gestört worden wären. Vor seiner Westmauer verliefen drei Wehrgräben. Im Osten, Norden und Süden reichte das Lager bis zu den Abhängen des Plateaus. Weiters konnte der Verlauf der Straße zum Westtor bestimmt werden. Das Kastell war zusätzlich von einem V-förmigen Graben umgeben, der von zwei Erddämmen unterbrochen war. An der Westseite war er 4,5 Meter breit und bis zu 1,5 Meter tief. Es ist möglich, dass es weiter westlich noch weitere Wehrgräben gab. Zusätzliche Annäherungshindernisse könnten Dornenhecken, Fallgruben mit angespitzten Pfählen und eiserne Fußangeln gewesen sein.

#### Kastell II (92–97)

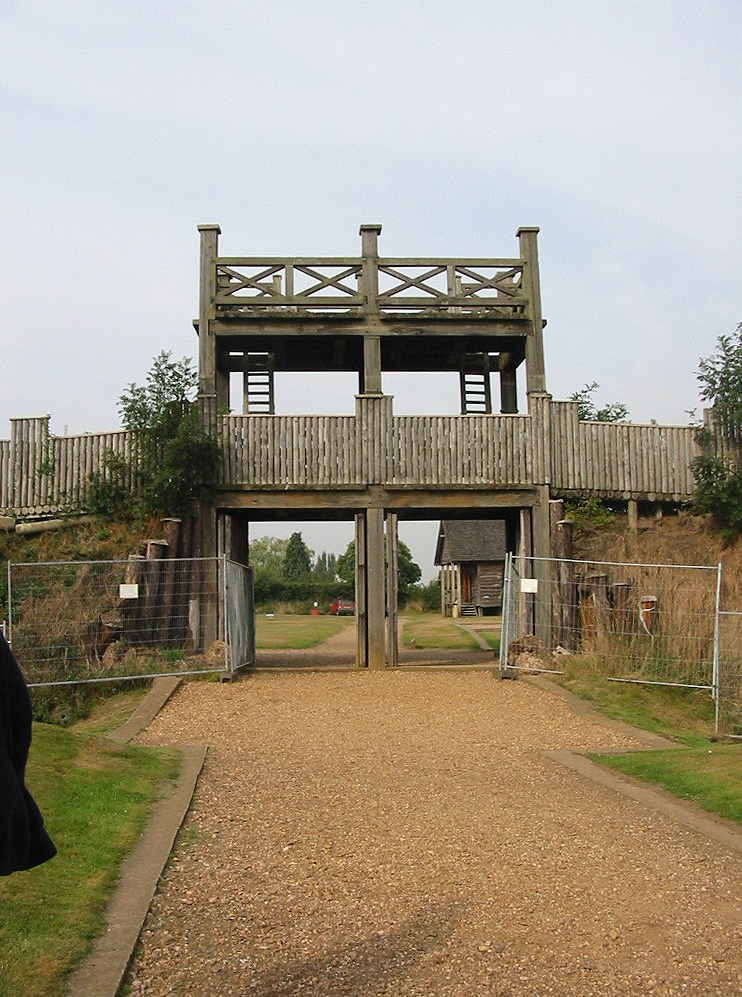
Rekonstruiertes Haupttor des Holz-Erde-Kastells von Lunt (GB), obwohl es über ein Doppelportal verfügt, vermittelt es eine ziemlich präzise Vorstellung vom Aussehen der Tore in Vindolanda

Nach Abriss von Kastell I wurde das Areal planiert und darüber eine Schicht Lehm aufgeschüttet. Die früheren Wehrgräben wurden ebenfalls verfüllt. Einige Vertiefungen wurden nur provisorisch mit Balken abgedeckt. Das neue, doppelt so große Lager wurde mit minderwertigem (d. h. frisch gefälltem) Holz aus Erle und Esche und anscheinend in großer Eile erbaut. Es war etwas größer als Kastell I, erstreckte sich 100 Meter weiter nach Westen und bedeckte eine Fläche von etwas mehr als 2,8 Hektar. Die Grenzen des Kastells konnten nur im Süden und Osten exakt bestimmt werden. Seine ursprünglich wohl über 3 Meter hohe Umwehrung bestand am Südtor aus einem 4,5 Meter breiten Rasenziegelwall, gesichert durch eine Holzpalisade als Brustwehr. Man vermutet, dass es ursprünglich nur für die I. Tungrerkohorte vorgesehen war. Als aber auch die IX. Bataverkohorte in Vindolanda stationiert wurde, musste es wohl rasch erweitert werden. Das Südtor hatte nur eine Durchfahrt und offensichtlich bald nach seiner Fertigstellung Stabilitätsprobleme, die durch eine Quelle verursacht wurden, über der es errichtet worden war. Von seiner Innenbebauung wurden Überreste der westlichen Kasernenblöcke und das – mutmaßliche – Haus des Kommandanten beobachtet. Sein Westflügel war rund 46 Meter lang und verfügte über zwölf Zimmer. Das mindestens 11,75 Meter breite Gebäude stand direkt über dem Westgraben von Kastell I. Hinweise für die Herstellung und Reparatur von Metallwaren und Lederverarbeitung deuten drauf hin, dass dort auch Werkstätten untergebracht waren. Bei den Grabungen wurde auch der Verlauf der Via Principalis bestimmt.

#### Kastell III (97–105)

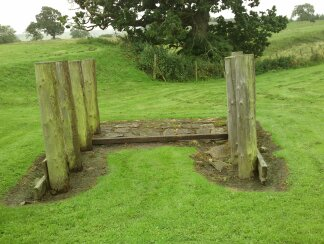
Teilrekonstruiertes Südtor des Kastells III

Während dieser Zeit wurde das Lager wieder instand gesetzt und noch einmal etwas nach Westen erweitert. Damit wuchs seine Fläche auf 2,8 Hektar an. Das Kastell III war in Größe und Lage dem der Phase II sehr ähnlich. Die Reparaturen waren mit wesentlich besserem Holzmaterial ausgeführt worden. Von der Umwehrung ist die Lage des Südtores bekannt, es wurde wegen Absenkung in den Graben des Kastells I um zwei Meter nach Westen verlegt. Seine Position ist heute durch acht Holzpfosten markiert. Das Kastell wurde zusätzlich mit einem Wehrgraben umgeben. Auch an den Ecken befanden sich vermutlich Holztürme. Die Position des Südtores wurde nach den Ausgrabungen mit sechs Pfählen markiert. Der Schwellbalken und eine Reihe von Balken innerhalb des Tors, die als Straßenbelag dienten, wurden ebenfalls rekonstruiert. Die übrigen Gebäude waren größtenteils aus Eichenstämmen erbaut worden. Von der Innenbebauung konnten einige Straßenzüge, Reste der westlichen Kasernen und insbesondere wieder das Prätorium und das Badehaus außerhalb der Südostecke untersucht werden. Besonders die Position des Prätoriums ist ungewöhnlich. Bei einem Gebäude dieser Bedeutung erwartet man, dass es im Zentrum in Ost-West-Ausrichtung an einer Seite der Principia liegt und nicht an der Straße zum Südtor. Weitere archäologisch wichtigen Bauwerke der Kastelle II/III sind die Holzhäuser, die an der Ostseite der Straße untersucht wurden. Sie waren wohl ebenfalls Teil des Prätoriums. Das Kastell blieb im Grundriss ähnlich wie der Vorgängerbau, war aber noch wesentlich großzügiger ausgebaut worden. Auch seine Bauqualität hatte sich im Vergleich zur Vorperiode stark verbessert. Als Bauholz wurde wieder Eiche verwendet und einige Räume waren mit Holzdielen belegt. Die Wohnräume der Offiziere und ihrer Familien liegen wahrscheinlich unter dem Kastell IX und sind damit unzugänglich. Die Räume am südlichen Ende der Westseite, die ausgegraben werden konnten, scheinen einen großen Hof, eine Küche und einen Lagerraum zu umfassen. Auch kamen wieder umfangreiche Beweise für handwerkliche Tätigkeit (Metall- und Lederverarbeitung) ans Tageslicht. Dies könnte auch bedeuten, dass es sich bei dem Gebäude um die Werkstatt (fabrica) des Kastells handelte. Solche Gebäude waren oft den Prätorien sehr ähnlich. Die Entdeckung der Korrespondenz des Garnisonskommandanten sowie Briefe seiner Gattin deuten jedoch darauf hin, dass es sich bei dem Gebäude tatsächlich um das Kommandantenhaus handelte. Dort wurden die ersten 347 Schreibtafeln geborgen, von denen die meisten aus dem Archiv des Präfekten der IX. Bataverkohorte, Flavius Cerealis, stammten. Hinzu kamen einige andere bemerkenswerte römische Artefakte wie die Reste einer Damenperücke, Lederschuhe (Damen- und Kinderschuhe), die sich unter den nahezu sauerstofffreien Bedingungen im Boden sehr gut erhalten hatten.

#### Kastell IV (104–120)
Nach kurzem Leerstand wurde ein neues Lager, jedoch mit einer anderen Anordnung der internen Gebäude, errichtet, das bis ca. 120 mit Truppen belegt war. Es war mit einer Fläche von über 3 Hektar das größte in Vindolanda erbaute Kastell. Die neuerliche Planierung des Areals erhöhte das Bodenniveau um über 2,5 Meter. Das Kastell wurde wahrscheinlich um 106 fertiggestellt. Es ist wahrscheinlich, dass seine Garnison beim Bau von Kavalleristen und Legionären unterstützt wurde. Von der Umwehrung ist das Nordtor und ein Abschnitt der Südmauer bekannt. Das Südtor des Kastells III wurde blockiert und ein neues angelegt, sein Standort konnte aber noch nicht bestimmt werden. An der Westmauer wurde, nahe dem heutigen Parkplatz, ein hallenartiges, von West nach Ost ausgerichtetes, rechteckiges Holzgebäude entdeckt. Sein Zweck ist unbekannt, deutet aber auf die Präsenz von Legionären hin. An Innenbauten konnten die Positionen des Prätoriums, eines Hauses mit Innenhof (Lagerspital?), die der südlichen Kasernen mit den Kopfbauten der Zenturionen, Portiken und 14 Contubernien sowie einige Straßenzüge festgestellt werden. Der Westflügel des Prätoriums der Phase III wurde mit einem Kasernenblock überbaut, dessen Portikus wurde später zugemauert. Dessen südliches Ende war von den übrigen Kammern abgeschottet, vielleicht die Wohnquartiere für die Unteroffiziere. Trotz des allgemein schlechten Erhaltungszustandes konnte aus einem der Holzfunde erstmals mittels Dendrochronologie das Fälldatum bestimmt werden (104 n. Chr.), obwohl es auch möglich ist, dass es erst eine längere Zeit nach dem Fällen des Baumes verwendet wurde.

#### Kastell V (120–140)
Die Funde dieser Periode waren nicht besonders aufschlussreich, deswegen waren die Bauperioden V und Va nur schwer voneinander zu unterscheiden. Das Ende dieser Bauperiode war nicht leicht zu ermitteln und auch nicht in Beziehung zum nächsten Bauabschnitt zu setzen, in der das Kastell verkleinert wurde und einige, wenn auch nicht alle Gebäude in Stein neu errichtet wurden. Der Übergang datiert zwischen dem Jahr 120 und der Mitte des zweiten Jahrhunderts. Um 120 wurden die Verteidigungsanlagen anscheinend umfassend erneuert und dabei auch die Innengebäude umgebaut, vermutlich als Vorbereitung auf den Besuch Kaiser Hadrians (117–138). Es war die letzte Festung, die in Holz-Erde-Technik hochgezogen wurde. Vermutlich blieb sie bis etwa 150 besetzt. Da sie sich fast in der Mitte der Wallzone etwa 1,6 km südlich von Meilenkastell 39 befand, könnte das Kastell als Basislager für die Errichtung des zentralen Sektors der Hadriansmauer gedient haben. Es wurde wahrscheinlich 140 abgebrochen, als der Wall fertiggestellt war und in den späten 130er Jahren nur noch das Vallum angelegt wurde. An Innenbauten konnte das Prätorium, ein Haus mit Innenhof (Lagerspital?), Werkstätten an der Westmauer, eine Schusterwerkstatt an der Via Praetoria und ein mutmaßlicher Speisesaal mit großem Ofen untersucht werden. Der Kasernenblock war abgerissen und das Areal eingeebnet worden. Bei den Ausgrabungen konnten zwei aufeinanderfolgende Gebäude identifiziert werden. Ihre Bauqualität war früheren Perioden deutlich überlegen. Als Bodenbelag dienten Steinplatten und die Holzbalken waren größer und besser verarbeitet. Die umfangreichen Beweise für Metallbearbeitung und die robuste Architektur lassen vermuten, dass es sich bei dem Gebäude um eine Werkstatt (fabrica) handelte.

#### Kastell VI (140–160)
Das Lager wurde in der Zeit errichtet, als der Hadrianswall wieder aufgegeben und der Antoninuswall an der Clyde-Firth of Forth-Linie als neue Grenzsperre errichtet wurde. Kastell V wurde einplaniert und sein Areal wieder mit einer Lehmschicht aufgeschüttet. Die neue Festung bedeckte eine Fläche von 1,61 Hektar und befand sich fast genau über dem Kastell I und unter dem spätantiken Steinkastell IX. Es scheint zunächst wieder in Holz-Erde-Technik hochgezogen worden zu sein, möglicherweise wurde aber um 160 seine Umwehrung in Stein neu errichtet. Sein Areal wurde in den 1930er Jahren zusammen mit dem Nord- und Westtor untersucht. Seine günstige Lage an der Stanegate war möglicherweise der Grund für den Umbau in Stein. Von der Umwehrung ist ein Abschnitt der Westmauer, das Westtor und die abgerundete Süd-West-Ecke bekannt. Vor der Westmauer waren drei Wehrgräben als Annäherungshindernisse angelegt worden.

### Steinkastelle

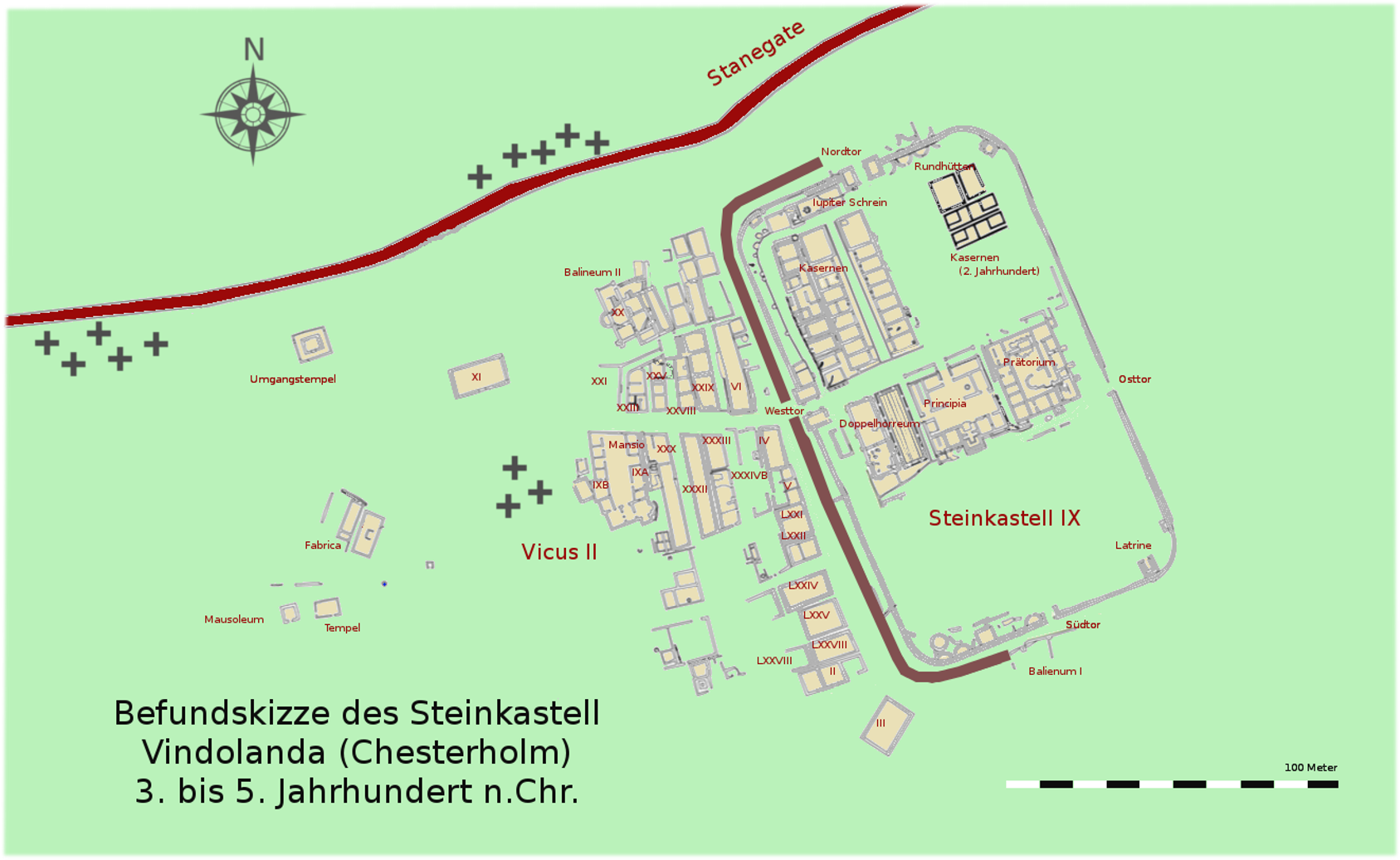
Befunde des Steinkastell IX und des Vicus II

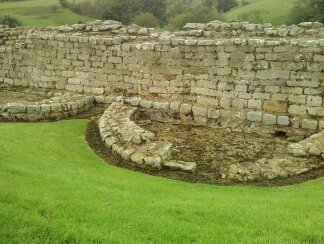
Reste der Rundhütten aus dem 3. Jahrhundert an der Nordmauer des Steinkastells

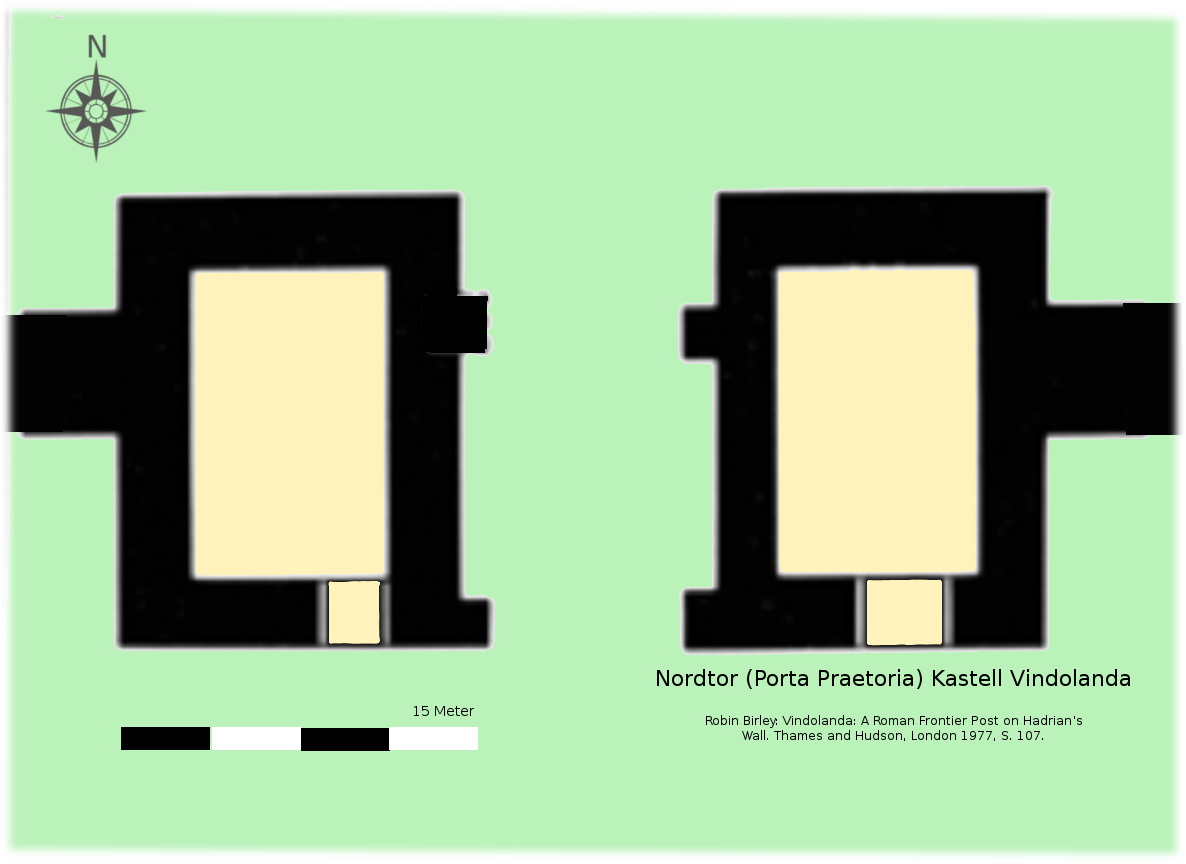
Befundskizze des Nordtors

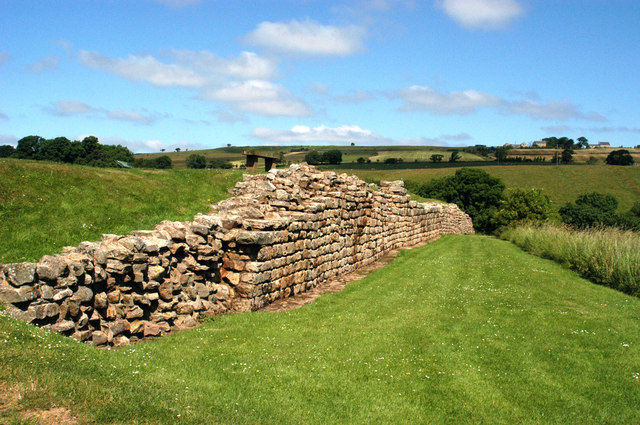
Die Reste der südlichen Kastellmauer

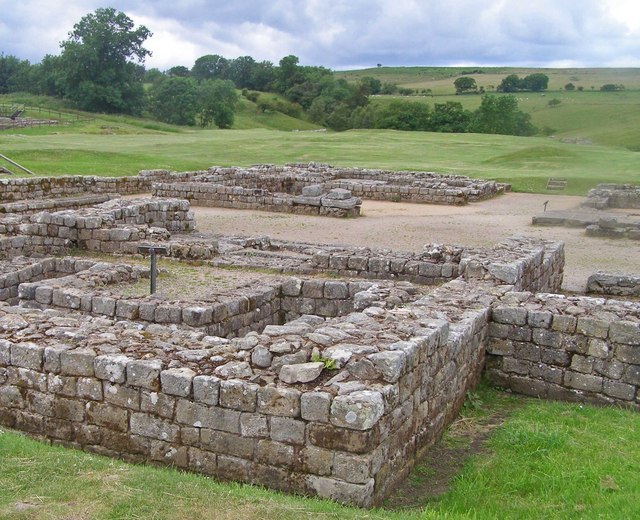
Blick von Süden auf das Fahnenheiligtum und zum Haupteingang der Principia

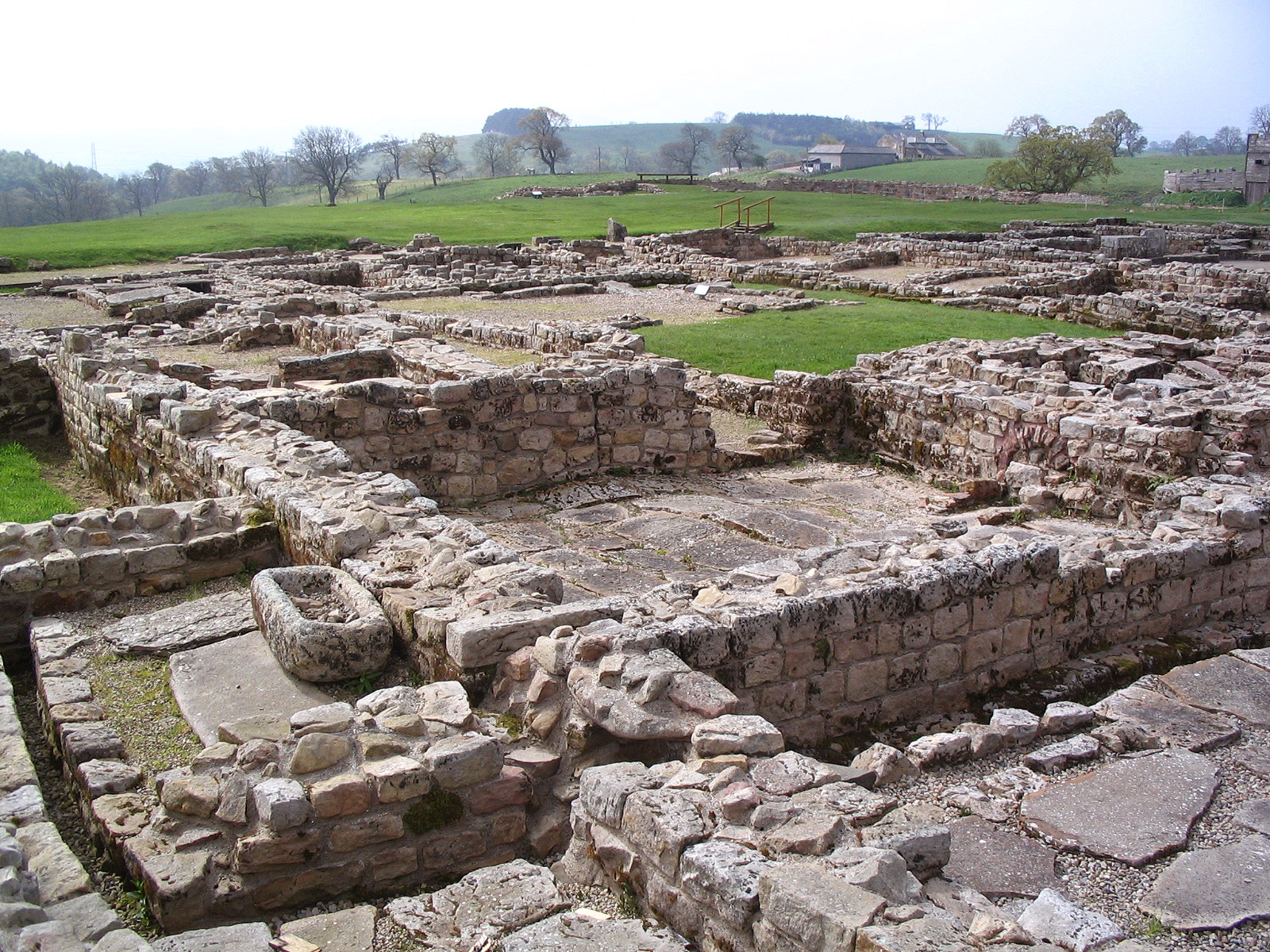
Blick von Nordosten auf das spätantike Praetorium

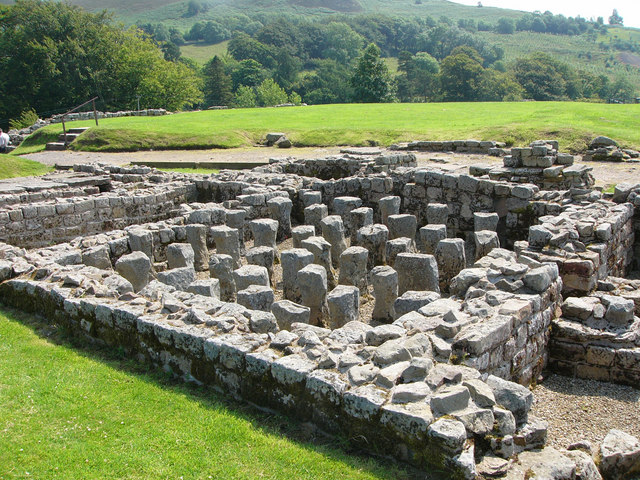
Hypokausten des Praetoriums

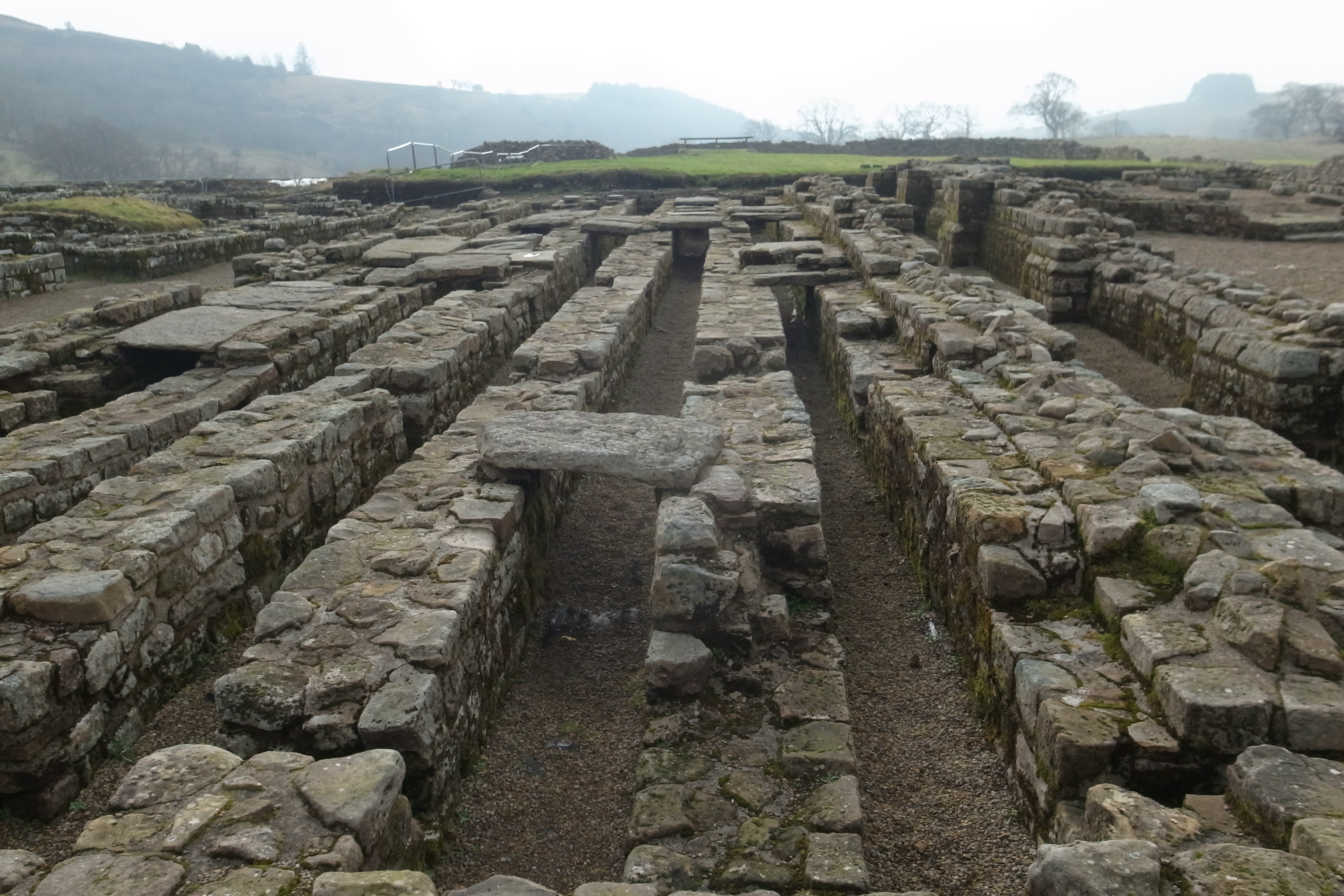
Grundmauern des östlichen Horreums

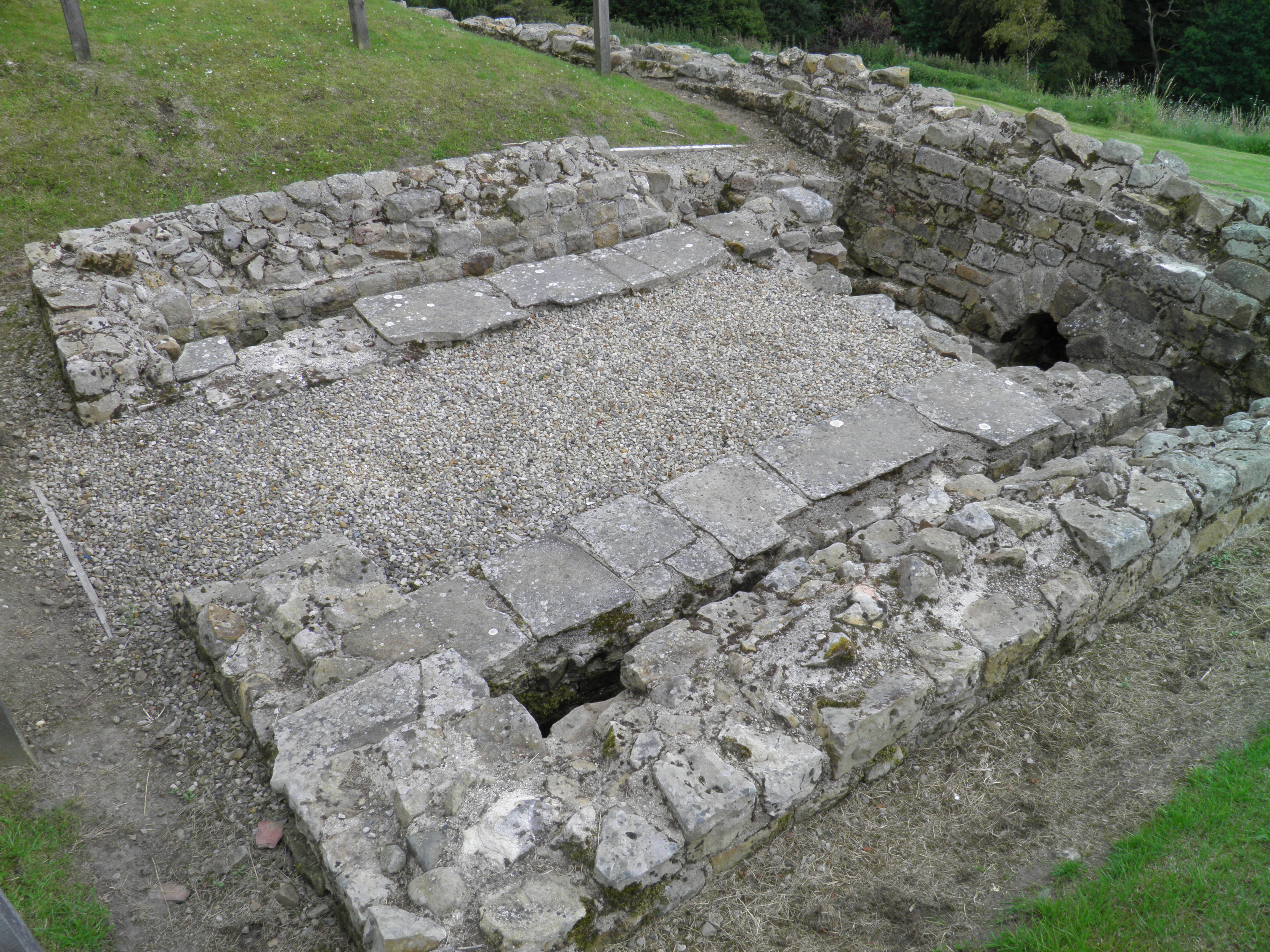
Reste der SO-Kastelllatrine

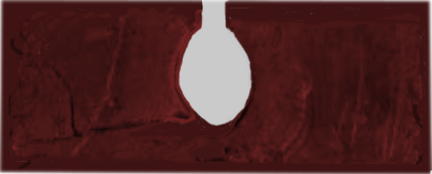
Rekonstruktion des 2014 ausgegrabenen Toilettensitzes

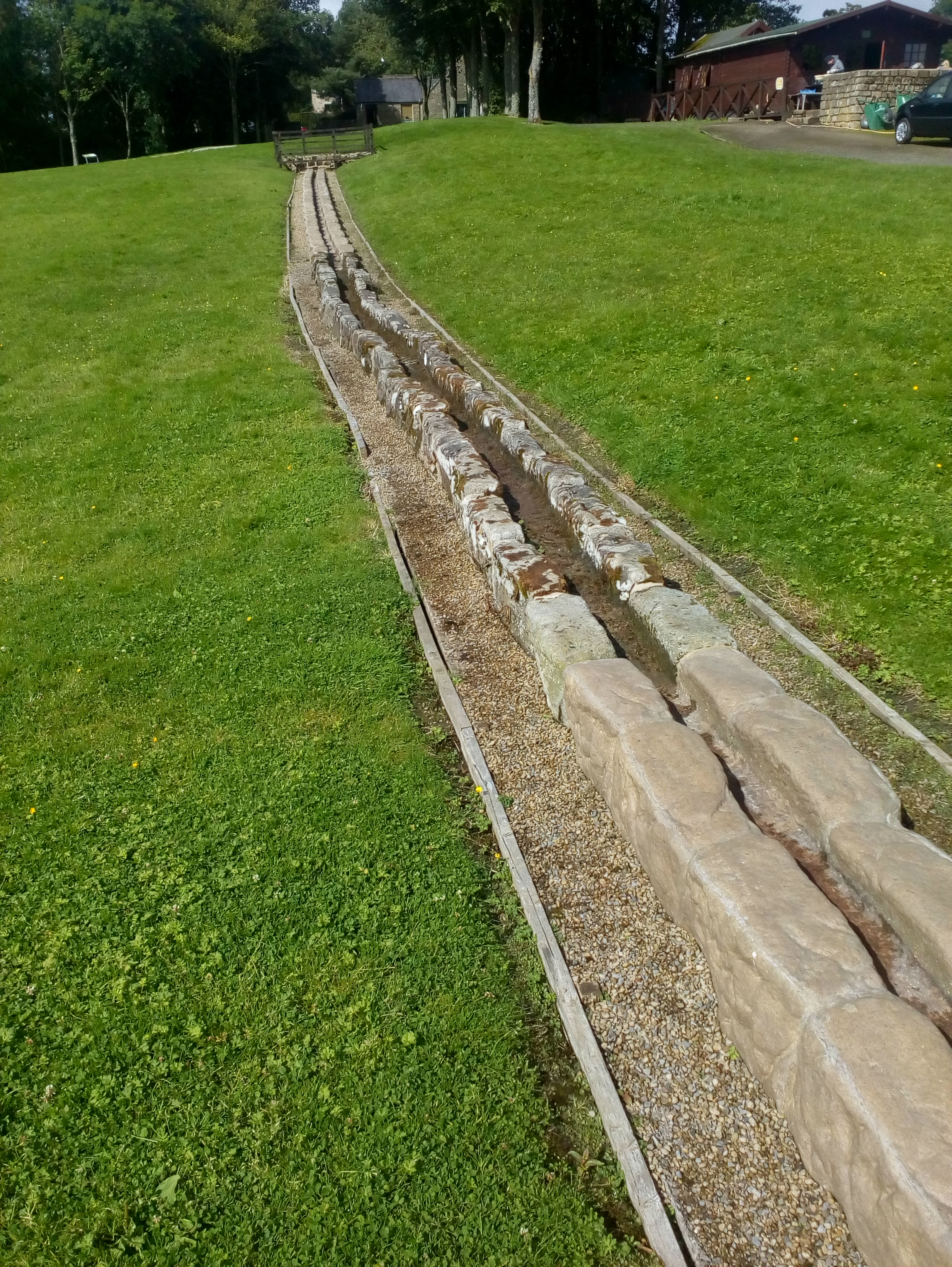
Teilrekonstruiertes Aquädukt des Kastells

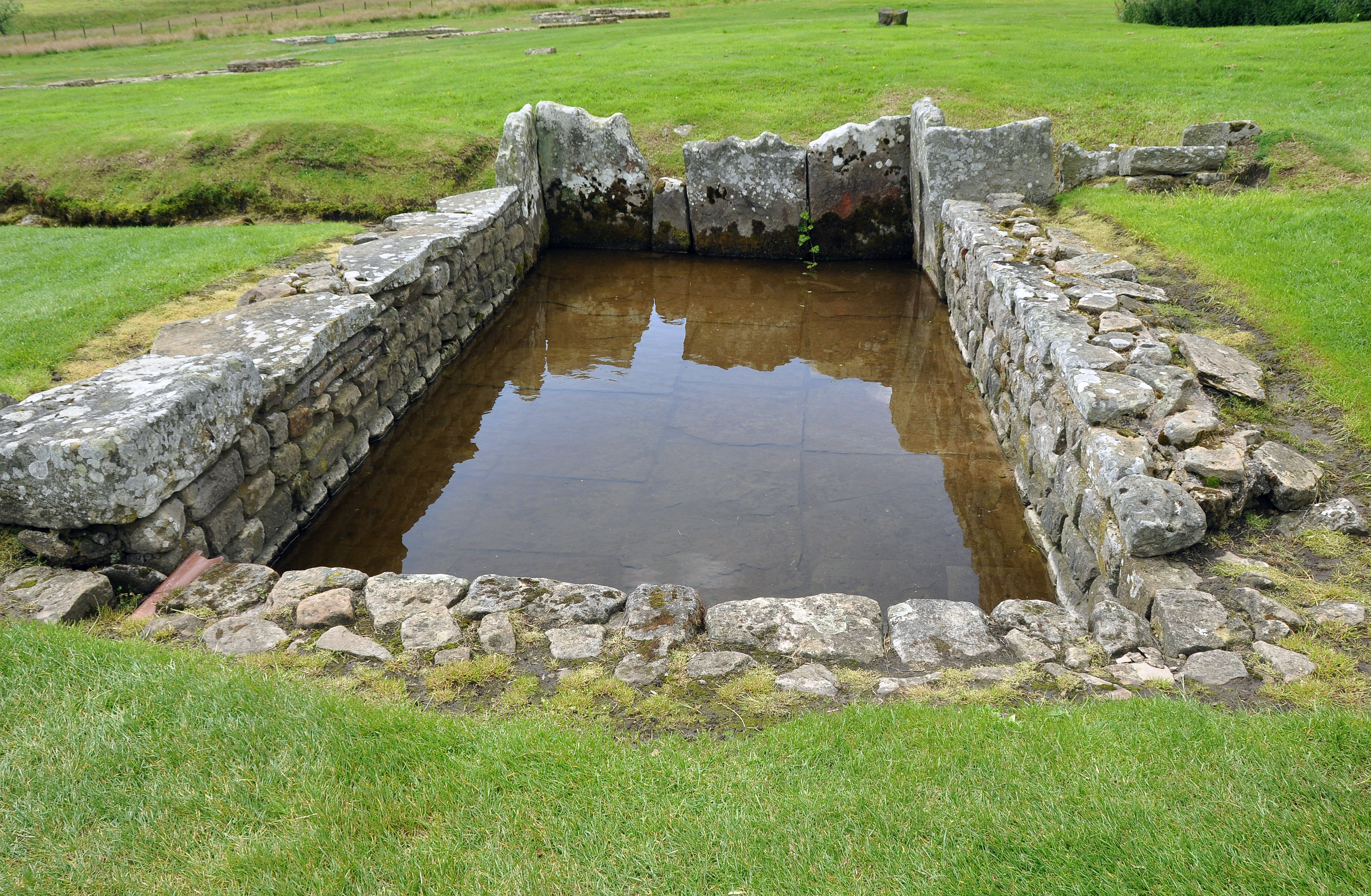
Wasserbecken in Vindolanda

Die heute noch sichtbaren Überreste des Steinlagers stammen aus dem 3. bis 4. Jahrhundert. Es war immer noch in dem für mittelkaiserzeitliche Kastelle typischen rechteckigen Grundriss mit abgerundeten Ecken (Spielkartenform, Ausrichtung von Nord nach Süd) ausgeführt und maß 155 × 93 Meter (1,5 Hektar). Insgesamt konnten am Steinlager fünf Bauphasen festgestellt werden. Das Baumaterial wurde in der Nähe von Vindolanda vermutlich aus einem Steinbruch am südlichen Ende des Barcombe Hill und von einer Felswand am Chineley Burn, weniger als 130 Meter östlich der Festung, gewonnen.

#### Kastell VIa (160–208)
Es entstand in der Zeit, als der Antoninuswall wieder aufgegeben und die Armee aus Schottland abgezogen wurde. Das Holz-Erde-Kastell wurde um 160 abgetragen und – laut einer Bauinschrift – im Jahr 163 in Stein komplett neu aufgebaut. Es stand auf dem östlichen Areal des wesentlich größeren Holz-Erde-Kastells IV, hatte aber eine andere Achsenausrichtung (Nordwesten). Die Umwehrung ist in ihrem gesamten Umfang bekannt, ebenso die Position des von zwei innen angesetzten Türmen flankierten Westtores und des Osttors. Später wurde im Westen offensichtlich noch ein Annex angefügt. Umgeben war das Kastell von einem Wehrgraben, der an der Süd-West-Ecke festgestellt werden konnte. An Innenbauten konnte die Principia untersucht werden. Ihre Mauern waren sehr sorgfältig ausgeführt, was auf Legionäre als Erbauer hindeutet.

#### Kastell VIb (208–211)
In dieser Zeit wurde die bestehende Festung entweder abgebrochen oder bei Kampfhandlungen zerstört. Nur ihre Westmauer und das dazugehörige Tor blieben erhalten. Offensichtlich wurde nur das Areal des Vicus provisorisch mit einem Lehmwall und einem Graben befestigt. Im Inneren befanden sich ein Peristylhaus und mehrere Kasernenblöcke. Das Peristylhaus verfügte über mehrere Zimmer, darunter ein kleines Bad. Die Räume waren an drei Seiten des Innenhofs angeordnet. Dieses Gebäude wurde lange als Gasthaus bzw. Herberge (mansio) interpretiert. Inzwischen wird jedoch angenommen, dass es in Wahrheit im späten zweiten und frühen dritten Jahrhundert die Residenz des Lagerkommandanten war. Das Gebäude war zusätzlich von einem Lehmwall umgeben, von dem bei den Ausgrabungen Überreste beobachtet wurden. Ausgrabungen im Jahr 1991 zeigten, dass ein Teil der Westmauer des Kastells VI entfernt wurde, um das Gebäude mit dem Lagerareal zu verbinden. Im dritten Jahrhundert wurde es abgetragen und mit Gebäuden des Vicus überbaut. Auf dem eigentlichen Lagerareal standen hingegen zahlreiche, sehr einfach konstruierte, kelto-britische Rundhütten mit Steinfundamenten. Ihr Durchmesser betrug 4,27 Meter, die Fundamente waren 60 cm stark. Sie konnten durch 91 cm breite Türen betreten werden. Im Inneren fand man jedoch keinerlei Reste von Öfen oder Feuerstellen. Ihr Verwendungszweck ist unbekannt. In dieser Hinsicht wurden mehrere Theorien erörtert: Severus hatte hier eine beträchtliche Anzahl an Geiseln oder Gefangenen unterbringen lassen, es handelte sich um die Unterkünfte für Irreguläre bzw. neue örtlich ausgehobene Rekruten der Armee, einheimische Arbeitskräfte oder sie dienten Flüchtlingen als Unterkünfte. Vielleicht wurden sie auch als Getreidemühlen verwendet. Im Jahre 211 oder 212 wurden sie wieder abgebrochen und man begann an gleicher Stelle mit den Bauarbeiten für ein neues Steinkastell.

## Steinkastell VII–IX (163–400)
Die letzten drei Bauphasen umfassen jenes Kastell, das ab etwa 213 entstand (Periode VII), 368/369 noch einmal renoviert und bis 400 vom regulären Militär genutzt wurde. Es war mit 1,61 Hektar etwas größer als sein Nachfolger und erstreckte sich schätzungsweise 16 Meter über die Nordmauer von Kastell VIII. Kastell IX war die letzte römische Befestigung, die in Vindolanda errichtet wurde, sie maß 155 Meter (Nord-Süd) × 94 Meter (Ost-West) und bedeckte eine Fläche von 1,4 Hektar. Das Kastell wurde zwischen 223 und 270 fast vollständig umgebaut, wobei nur einige Abschnitte der ursprünglichen West- und Ostmauer erhalten blieben. Das neue Lager wurde etwa zehn Meter nach Süden verlegt, die Westmauer des Steinkastell VII zusammen mit seinem Tor abgebrochen. Im späten dritten Jahrhundert wurde der Vicus verlassen oder zerstört, mit Ausnahme des Badehauses aus dem 3. Jahrhundert. In der letzten Bauphase wurden an seinen Innengebäuden noch einmal erhebliche Änderungen vorgenommen. Nach den Keramik- und Münzfunden, die bei den Ausgrabungen im Kastell geborgen wurden, nimmt man an, dass es erst im frühen 5. Jahrhunderts vom Militär aufgegeben wurde.

### Tore und Türme
Die Mauer wurde durch quadratische und innen angesetzte Wachtürme an den Ecken verstärkt und von vier Toren durchbrochen. Das Nordtor diente als Hauptzugang (porta praetoria), die von dort ausgehende Straße verband die Kastellanlage mit der Stanegate. Nord-, Ost- und Westtor wurden zwischen 1828 und 1935 freigelegt und später konserviert. Nord- und Westtor waren von Tortürmen flankiert, die relativ weit aus der Mauerflucht hervorkragten, ein Baumerkmal, das bei Kastellen des späten Prinzipats oft beobachtet werden konnte. Im Gegensatz zu den Wallkastellen hatten die Tore in Vindolanda keine doppelten Durchfahrten, obwohl sie bautechnisch sehr ähnlich ausgeführt waren. Sie repräsentieren einen Bautypus, der zur Zeit ihrer Entstehung, in der Mitte des 3. Jahrhunderts, schon völlig veraltet war. Ost- und Südtor des Kastells IX waren nur klein dimensioniert und verfügten über keine Wachstuben. Sie dienten vielleicht nur als Seitentore oder Schlupfpforten.
Nordtor: Die Flankentürme maßen 6,6 × 4,9 Meter und kragten etwas über die Kastellmauer vor, die Durchfahrt war 3,6 Meter breit. Die Eingänge zu den Türmen befanden sich an der Südostecke. Es wurde wohl noch im frühen 3. Jahrhundert errichtet, sein Baumaterial stammt noch vom Steinkastell VII.
Westtor: Bei seinen Flankentürmen sind u. a. noch die Steinschwellen der Eingangstüren zu sehen. Die beiden Türme waren anscheinend erst etwas später hinzugefügt worden. Die Durchfahrt war 2,9 Meter breit, die Turmfundamente sind aus großen Steinblöcken zusammengefügt, das südliche maß 2,82 × 2,6 Meter. Es ähnelte in seiner Konstruktion den Seitentoren (porta quintanae) der Wallkastelle Benwell, Chesters und Birdoswald. Die vom Tor (Porta principalis sinistra) ausgehende Straße durchquerte den Vicus II.
Osttor: Es dürfte in einer frühen Bauphase ebenfalls mit zwei Flankentürmen verstärkt gewesen sein, da man beiderseits der Durchfahrt dementsprechende Fundamentierungen beobachtete. Außerhalb führte keine Straße, sondern anscheinend nur eine Steintreppe vom Tor weg.
Südtor: Seine Reste sind nur als leichte Bodenerhebung sichtbar. Das Tor wurde 1969 von Robin Birley teilweise freigelegt. Es war ebenfalls nur sehr einfach konstruiert und verfügte über keine Flankentürme. An der Ostseite war noch das Pivotloch für den Drehzapfen des Holztores vorhanden. Der Durchgang war 4,35 Meter lang und 4 Meter breit. Die Mauerwangen maßen nur 0,85 Meter in der Breite. Jenseits der Torschwelle lag noch eine oder mehrere Steinstufen, was es für Fuhrwerke unpassierbar machte, wohl um den Höhenunterschied von 0,65 Metern zwischen der Schwelle und der Straße zu kompensieren. Anscheinend wurde es in der Spätzeit des Kastells zugemauert.

### Umwehrung
Die Kastellmauer wurde an der Nord- und Ostseite sowie an der Westseite zwischen der Nordwestecke und dem Westtor ausgegraben und konsolidiert. An anderer Stelle ist ihre Position nur als Bodenerhebung am Rand der Kastellplattform erkennbar. Die Mauerzüge sind teilweise noch bis zu drei Meter hoch erhalten. Sie bestanden aus einem Bruchsteinkern, an Vorder- und Rückseite ummantelt mit zugehauenen Sandsteinblöcken, die mit Kalkmörtel verbunden waren. Die Umfassungsmauer wurde zusätzlich durch eine rückwärtige Erdrampe aus Lehm abgestützt, die auch als Wehrgang diente. Diesen konnte man über eine das ganze Lager umlaufende Straße mit Kiesbelag (Via Sagularis) erreichen. Die Mauer an der NO-Ecke war bei ihrer Aufdeckung, 1972, noch neun Steinreihen hoch (91–122 cm) erhalten. Sie war mehrmals ausgebessert bzw. an einigen Stellen neu errichtet worden. Um das Sickerwasser aus dem Inneren abzuleiten, waren mehrere Abflusskanäle (Düker) durch die Mauer angelegt worden. An der Innenseite der Kastellmauer stieß man auch auf vier Geschützplattformen. Der Kern der Plattform an der NW-Ecke bestand aus Steinschutt und Lehm, der mit mehreren Lagen Steinquadern eingefasst war. Die hier aufgestellte Balliste deckte das Nordtor der Festung.

### Grabensystem
Der das Kastell umgebende Wehrgraben konnte zwischen 1969 und 1972 an seiner Westseite angeschnitten werden. Er war 4,90 bis 6,10 Meter breit, seine, mit Steinpackungen abgesicherte Böschung war an der dem Kastell zugewandten Seite etwas steiler angelegt worden. Teilweise ragten aus ihr noch Pfostenstümpfe der vorangegangenen Holz-Erde-Kastelle hervor. Insgesamt erwies sich sein Verlauf als ziemlich unregelmäßig. Am Ende des 4. Jahrhunderts wurde er offensichtlich nur noch als Drainage zum Ablauf des Regenwassers und als Mülldeponie verwendet.

### Innenbebauung
Das Kastell verfügte über die für mittelkaiserzeitliche Hilfstruppenlager standardmäßigen Innengebäude. Sie bestanden fast vollständig aus Stein: im Zentrum ein Verwaltungsgebäude (Principia), zwei Getreidespeicher (horrea), Mannschaftskasernen (centuria), Werkstätten (fabrica) und eine Latrine (latrina). Die Nordmauer steht über den Grundmauern von vier kreisförmigen Hütten der severischen Zeitperiode. Diese wurden konserviert und sind sichtbar. Weitere drei dieser Strukturen sind aus den Ausgrabungen von 1934 bis 1936 und 1979 bis 1980 bekannt und wurden wieder zugeschüttet. Steingebäude, die zu Kastell VII gehören einschließlich seiner Principia, wurden ergraben, aber nur zwei ihrer Wände, die in Nord-Süd-Richtung verlaufen, sind noch sichtbar. In der Mitte des dritten Jahrhunderts wurde in der nordöstlichen Ecke des Lagers eine Doppelbaracke errichtet, möglicherweise für die Unterbringung von Kavalleristen. Das Gebäude wurde mehrmals umgebaut und war bis etwa um 400 belegt. Bei Ausgrabungen im Jahr 1980 wurden die Überreste der nach Ost-West ausgerichteten Mannschaftsbaracken freigelegt, nach ihrer Untersuchung aber wieder zugeschüttet. Nach Aufgabe des Vicus um 270 wurde die dort noch verbliebene Bevölkerung in das Kastell umgesiedelt. Dafür mussten einige der Kasernen abgerissen werden. Nachfolgend entstanden auf diesen Gründen 20 neue Wohngebäude, darunter Läden, Häuser mit kleinen Hinterhöfen und Werkstätten, die noch eine lange Zeit nach Ende der römischen Besatzung bewohnt waren. In einem der Gebäude stieß man auf eine Inschrift, die den Namen eines Mannes, Riacus, preisgab, möglicherweise einer der nachrömischen Bewohner des Kastells, der im 5. oder 6. Jahrhundert dort lebte.

#### Principia
Die noch sichtbaren Reste der mehrphasigen Principia (Lagerverwaltung) stammen aus dem 4. Jahrhundert (Bauphase II, Steinkastell IX) und waren nach Norden, zur Stanegate-Straße hin ausgerichtet. Die 24,8 (Ost-West) × 26,6 Meter (Nord-Süd) großen Grundmauern wurden vollständig freigelegt und konserviert. Sie überlagern die Reste des ursprünglichen Kommandogebäudes (Bauperiode I), das ebenfalls aus Stein erbaut, dessen Achse aber mehr Richtung Süden ausgerichtet war. Es war aus Lehmziegeln, für Bauwerke in Nordafrika und Spanien typisch, errichtet worden. Aus ihm konnten noch ein Relief des Sonnengottes auf seinem Wagen und einige kleine Statuetten geborgen werden. Die Zubauten der Bauphase III, die nach 367 vorgenommen wurden, wurden bei den Ausgrabungen vollständig entfernt. Das Gebäude konnte an der Nordseite durch den Haupteingang betreten werden. Straßenseitig befand sich auch ein Portikus, ähnlich wie bei afrikanischen Kastellen. Dieser wurde später zugemauert und in Lagerräume umgestaltet. Der Innenhof war relativ klein und nicht, wie bei den meisten Gebäuden dieser Art, an den Seiten von einem Portikus, sondern von geschlossenen Räumen umgeben. Sie dienten wohl als Waffenkammern (Armamentaria). Über den Hof betrat man durch einen kleinen Narthex die Querhalle (Basilika). Dort ist im Osten noch das Tribunal zusammen mit zwei erhaltenen Stufen zu sehen. An der Rückseite der Querhalle waren fünf Kammern angebaut. Die Türöffnungen der beiden äußeren waren nur 90 cm breit, die drei mittleren verfügten über von Bögen überwölbte Portale, zwei davon mit Steinreliefs (Rechteckmuster) verziert. Sie waren für die Lagerverwaltung als Schreibstube (officium) sowie als Amtsräume der beiden Standartenträger (Signifer) und Adjutanten des Lagerkommandanten (Cornicularis) vorgesehen. Diese Kammern konnten mit Eisengittern verschlossen werden. Die größere, zweigeteilte quadratische Kammer im Zentrum diente dem Kaiserkult (Aedes) und als Fahnenheiligtum (Sacellum). Der Sold der Garnison war unter dem Fahnenheiligtum deponiert. In Vindolandas Principia gab es dafür aber keinen gemauerten Kellerraum, sondern nur eine einfache, etwa drei Meter nach Süden vorkragende, solid in Stein gefasste Grube. Im 4. Jahrhundert wurden zwei der Kammern mit einer Fußbodenheizung und die westliche mit einer kleinen Latrine ausgestattet. Nach 367 wurden die beiden Waffenkammern offensichtlich als Lagerräume (mit etwas erhöhten Böden und Lüftungsschlitzen) für Lebensmittel verwendet. Im Innenhof wurde zur Versorgung mit Frischwasser ein 6 Meter tiefer Brunnen ausgeschachtet. Das Dach der Basilika wurde zusätzlich mit Pfeilern abgestützt. Die Verwaltungsräume wurden für Wohnzwecke umgebaut und mit Unterflurheizungen versehen. Im Fahnenheiligtum hatte man über einen längeren Zeitraum eine offene Feuerstelle eingerichtet.

#### Praetorium
Östlich der Principia befand sich im zentralen Bereich des Kastells das Wohnhaus des Lagerkommandanten (Praetorium). Die heute sichtbaren Überreste stammen aus dem 4. Jahrhundert. An seiner Außenmauer fand Hedley drei, von Befehlshabern der vierten Gallierkohorte gestiftete Weihealtäre, heute im Museum von Chesters. Der stark zerstörte Gebäudekomplex war nur sehr schwer zu interpretieren. Es handelte sich im Wesentlichen um ein 650 m² großes Peristylhaus mit 18 Zimmern, die um einen Innenhof gruppiert waren. Wahrscheinlich gab es auf der Ostseite des Gebäudes noch einen Lagerraum. Es wurde in den 210er Jahren errichtet und um 300 wesentlich verändert, darunter mit der Einfügung von Hypokaust-Fußbodenheizungen in einigen Räumen und der schrittweisen Verbauung des Innenhofs, in dem zusätzliche Räume und Korridore hinzugefügt wurden. Am östlichen Ende befand sich ein Badehaus mit Hypokaustheizung, Wasserbecken und Apsis. In nachrömischer Zeit wurden der Süd- und der Ostflügel abgerissen, im Innenhof wurde ein möglicherweise als Kirche verwendetes Gebäude aus dem 4. Jahrhundert mit Apsis und West-Ost-Ausrichtung erbaut. Die Ausgrabungen haben gezeigt, dass die sichtbaren Überreste keinesfalls die ältesten sind. Ein kleiner Ausschnitt eines Mauerzuges einer früheren Gebäudereihe sind noch auf einer darunterliegenden Schicht zu erkennen. Das Gebäude war bautechnisch insgesamt auf einem sehr hohen Niveau ausgeführt, wie die noch erhaltenen Türschwellen beweisen. Bemerkenswert ist auch, dass am östlichen Ende des Badehauses an seiner Außenmauer ein aufwendig gestalteter Sockel zu sehen ist, der bei einer Erweiterung des Haupthauses entstanden sein muss, da dieser Gebäudeflügel die interne Wallstraße überlagert.

#### Lagerhäuser
Unmittelbar westlich an das Stabsgebäude schloss sich ein Doppelhorreum zur Lagerung von Getreide an. Die Lagerhäuser wurden im 3. Jahrhundert erbaut. Es handelte sich um Gebäude des Typs B, d. h. freistehend im Kastellinneren. An einem ist noch ein Teil des Doppelbodens aus Steinplatten zu erkennen, er ruhte auf gemauerten Luftkanälen, die die Belüftung des dort lagernden Getreides ermöglichten. Das westliche Horreum wurde an der Längsseite von sechs Stützpfeilern, an den Schmalseiten durch zwei Pfeiler verstärkt. Im westlichen Lagerhaus wurde der Doppelboden entfernt, als beide am Ende des 4. oder Anfang des 5. Jahrhunderts in Wohngebäude umgewandelt wurden. In den Getreidespeichern der Festung lagerte eine große Menge an Vorräten, die die Garnison im Krisenfall für viele Monate am Leben erhalten konnte.

#### Werkstätten
Ein an der zum Nordtor führenden Via praetoria entdecktes Gebäude wird als Werkstätte (fabrica) interpretiert.

#### Mannschaftsunterkünfte
Die Kasernen in der Nordostecke von Vindolanda entsprachen den mittelkaiserzeitlichen Schemata. Es handelte sich jeweils um Doppelbaracken mit Kopfbauten für die Offiziere, die Rücken an Rücken standen und von den anderen Kasernenblöcken durch eine Straße getrennt waren. Die Wohnstuben (contubernia) waren in zwei Räume unterteilt und etwa 35 m² groß. Die vorderen Räume verfügten über Herde oder Feuerstellen zur Essenszubereitung. Im Gegensatz zu vielen anderen Kasernen von Hilfstruppenkastellen verfügten die in Vindolanda aber nur über sechs anstatt üblicherweise acht Wohnstuben. Sie waren voneinander baulich getrennt und nur mit denen des zweiten Blocks Rücken an Rücken zusammengebaut. Dies galt auch für die Kopfbauten, die ebenfalls freistehend waren. Bei den Grabungen wurde auch eine Kaserne untersucht, die bis Ende des 3. Jahrhunderts genutzt wurde. Jedes Contubernium bestand dort aus nur einem Raum. Es ist möglich, dass diese Gebäude sogar zwei Stockwerke hoch waren, wie die Dicke ihrer Wände annehmen lässt. Es wurden Reste von Fenstern gefunden, zusammen mit Herden oder Feuerstellen, die den Wohnkomfort im Vergleich zu den anderen Festungen der Wallzone etwas erhöht hatten. Die Giebelwände der Baracken waren zu den Schmalseiten des Kastells hin orientiert.

#### Iupiter Heiligtum
Im nordwestlichen Bereich innerhalb des Kastells, nahe den Mauern des Nordtores, wurde 2009 ein Schrein für Jupiter Dolichenus ausgegraben, in dem sich unter anderem auch ein Altarstein befand. Das Heiligtum entstand um 220 n. Chr. im Auftrag des damaligen Garnisonskommandanten. Ein Sakralbau innerhalb einer Hilfstruppenfestung kommt nur äußerst selten vor. Er wurde um 370 zerstört, möglicherweise im Zuge der Christianisierung.

#### Latrine
In der nordöstlichen Ecke der Festung wird gegenwärtig (2024) eine Latrine (latrivina) freigelegt und konsolidiert, ebenso wie Mauerzüge, die zu einem Gebäude nördlich des Osttors gehören. Es handelt sich um eine Gemeinschaftslatrine, die etwa 12 bis 14 Personen Platz bot. In der Südostecke befindet sich eine weitere, etwas größere Latrine für 16 Mann. Die südliche Festungsmauer zeigte auch Belege für wiederholte Umbauten, vor allem in der Südostecke. Ihr mangelhaft ausgeführtes Fundament ließ die Mauer einstürzen, sodass auch die Latrine – wahrscheinlich noch vor Ende des dritten Jahrhunderts – zusammenbrach und nicht wieder aufgebaut wurde. Eine zweite Gemeinschaftslatrine befand sich an der Südostecke der Lagermauer, am tiefsten Punkt des Kastellareals. Das Gebäude hatte einen rechteckigen Grundriss und bestand im Wesentlichen aus den vier Außenmauern, einem u-förmigen Abwasserkanal, über dem die Toilettensitze angebracht waren und einer zentralen Steinplattform. Der Eingang befand sich an der Nordseite. Von der Konstruktion her war sie sicher ähnlich wie die Latrine von Housesteads ausgeführt. In Vindolanda wurde 2014 von Andrew Birley ein hölzerner Toilettensitz, rechteckig mit schlüssellochförmiger Öffnung, aus dem 2. Jahrhundert freigelegt. Das Werkstück besteht aus einem sehr sorgfältig verarbeiteten Holzbrett. Der Toilettensitz befand sich in einer Abfallgrube, die in der Zeit um 122 benutzt wurde, und war in zwei Teile zerbrochen. Starke Abnutzungsspuren deuten darauf hin, dass der Sitz sehr lange in Gebrauch war. Seine Konservierung dauerte etwa 18 Monate, danach wurde er dem Museum zur Verfügung gestellt.

#### Wasserversorgung
Vindolanda wurde durch ein Aquädukt mit Frischwasser aus einer Quelle nordwestlich des Kastells versorgt, die Wasserleitung wurde teilweise wiederhergestellt bzw. rekonstruiert. In der Nordostecke des Lagers befand sich zusätzlich eine Zisterne. Quell- oder Regenwasser wurde ansonsten in steinernen Bassins gesammelt und über Stein- oder Holzrinnen in das Kastell oder den Vicus geleitet.

#### Lagerstraßen
Vor dem nördlich gelegenen Haupteingang der Principia kreuzte sich die vom Haupttor kommende, mit Steinplatten gepflasterte und von Nord nach Süd verlaufende Via praetoria mit der Via principalis. Diese zweite Lagerhauptstraße verband das West- mit dem Osttor.

## Garnison

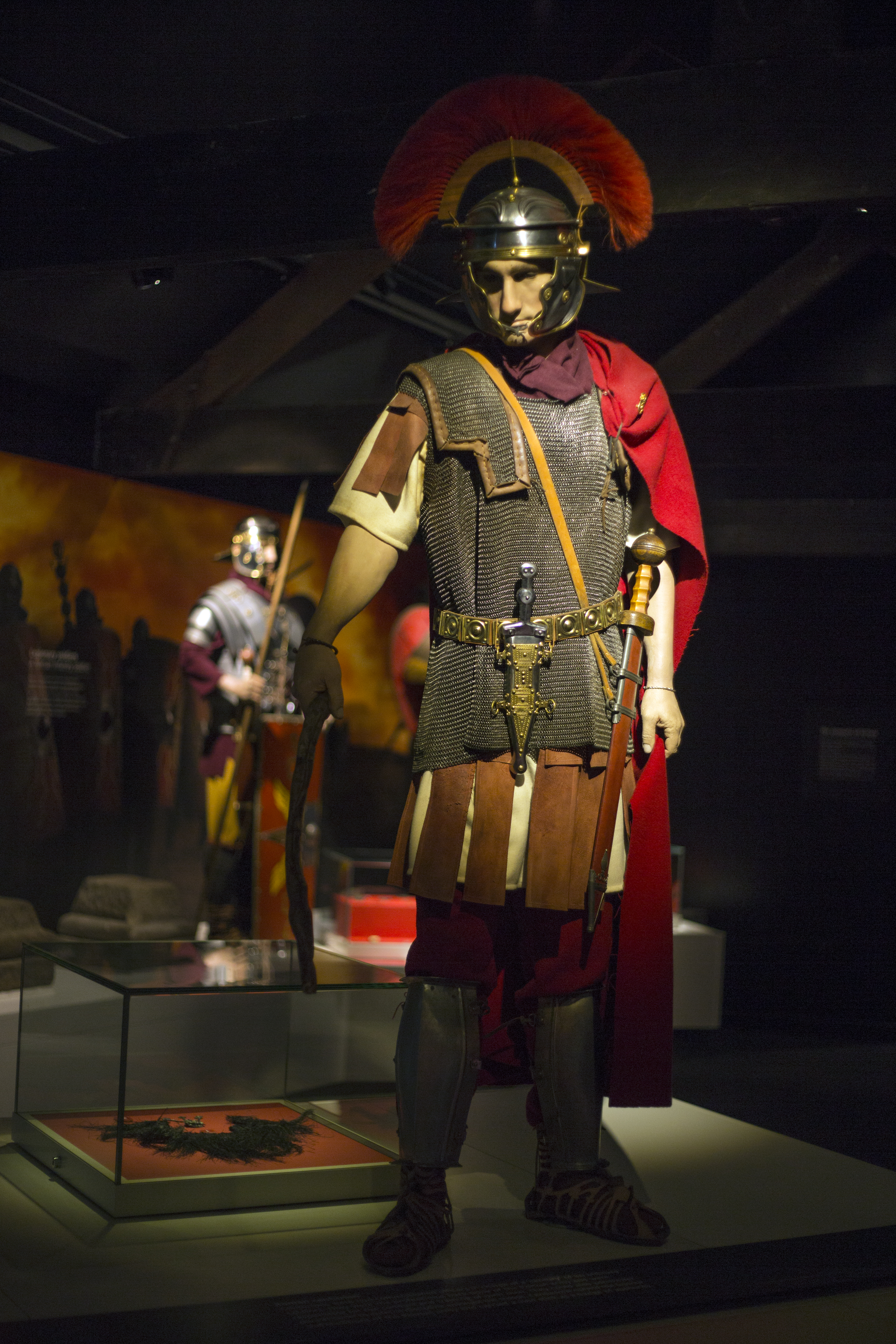
Figurine eines Zenturio (1. Jahrhundert) im Roman Army Museum, unten liegt ein Helmbusch aus Vindolanda, der einzige, der bis dato fast vollständig erhalten geborgen werden konnte

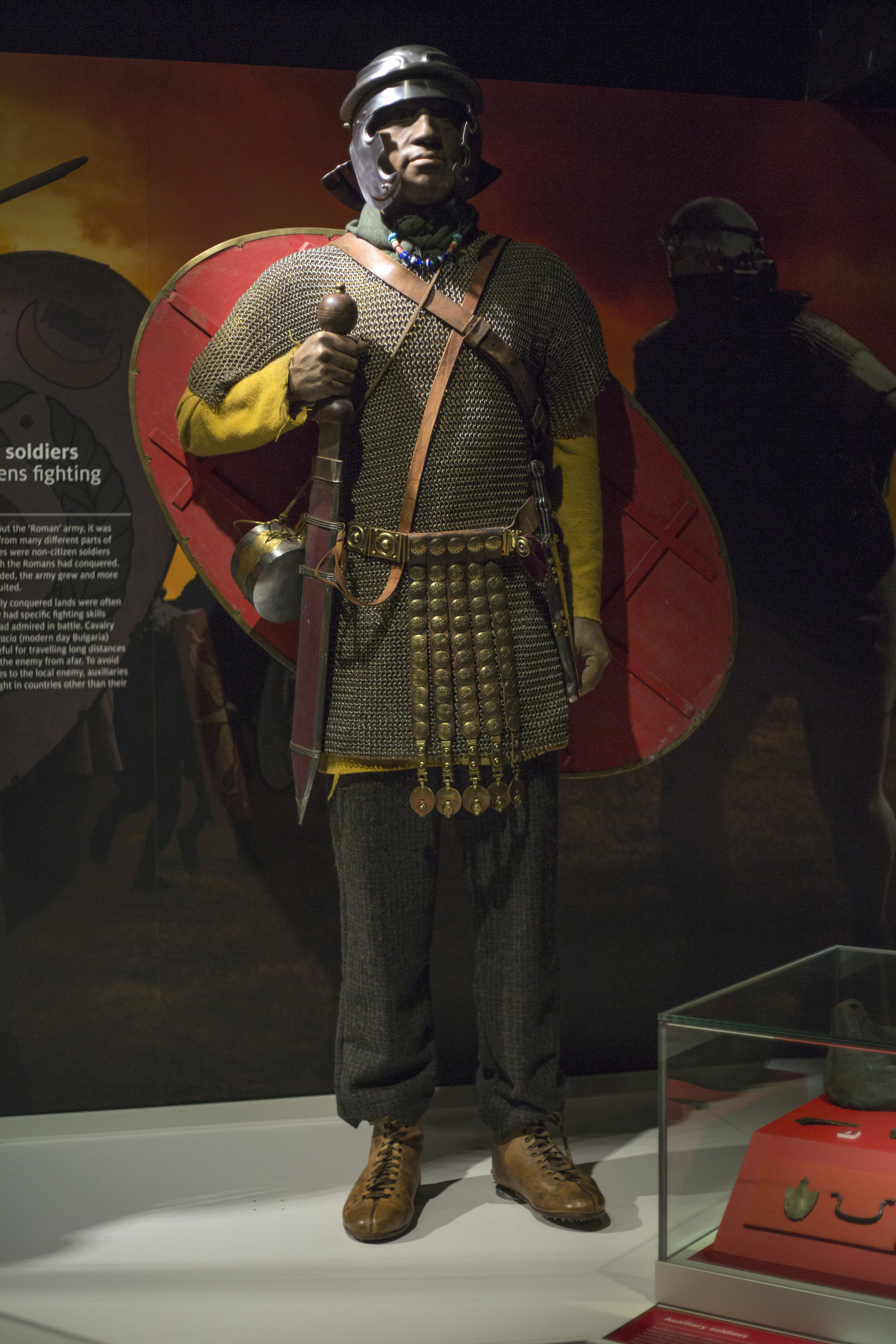
Figurine eines Auxilarinfanteristen (1. Jahrhundert) im Roman Army Museum

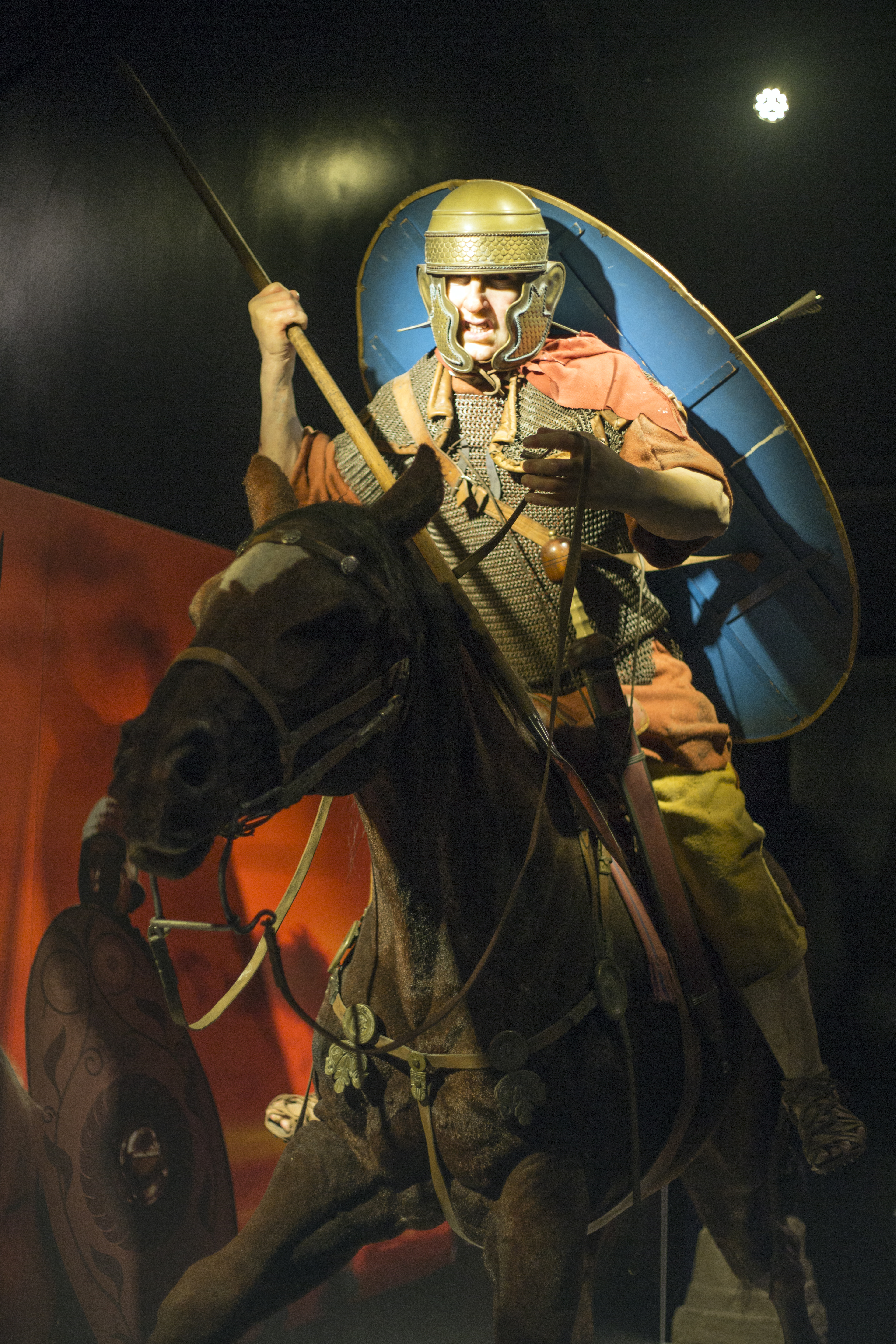
Figurine eines Auxiliarkavalleristen (1. Jahrhundert) im Roman Army Museum

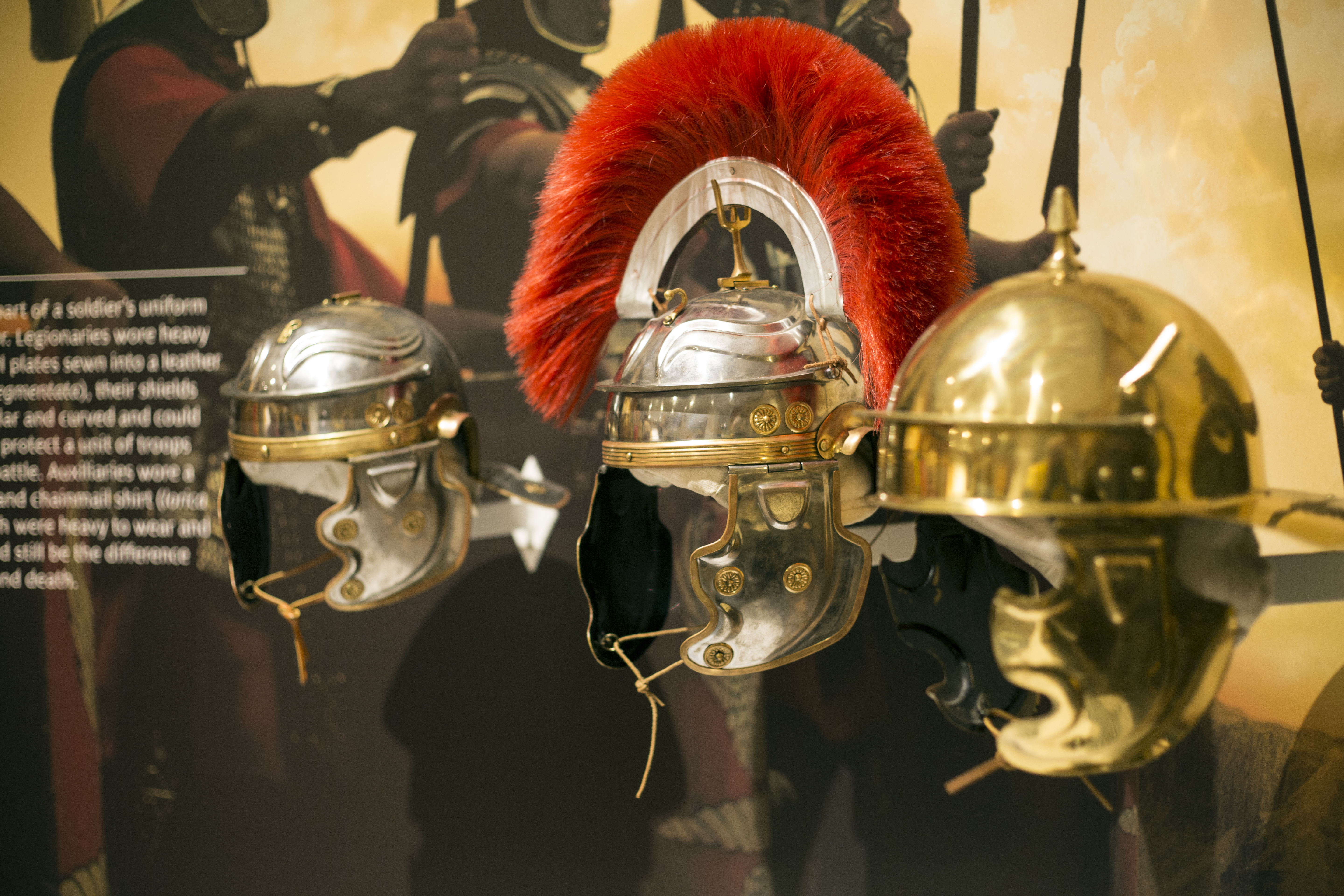
Römische Helme des 1. Jahrhunderts, von links nach rechts: kaiserlich-gallischer Legionärs- und Zenturionenhelm, Helm des Jockeymützentyps (Roman Army Museum)

Vindolanda war Teil eines Netzwerks aus Hilfstruppenkastellen, das sich über ganz Nordengland erstreckte, die Legionen waren in York und Chester im Hinterland stationiert. Seine Garnison gehörte zu einer Armee von etwa 50.000 Mann, deren Einheiten hauptsächlich über Nordbritannien verteilt waren. Das Kastell war während seines Bestehens von mehreren Hilfstruppeneinheiten besetzt. Keine von ihnen bestand anfangs aus indigenen Briten. Dies ist auf eine Praxis zurückzuführen, die durch den Aufstand niedergermanischer Einheiten im Jahre 69 initiiert wurde. Infolge der Unruhen im sogenannten Vierkaiserjahr hatten sich batavische und tungrische Hilfstruppen gegen Kaiser Vespasian empört. Um sie wieder zu disziplinieren, war der Einsatz von mehreren Legionen erforderlich, die von Quintus Petillius Cerialis befehligt wurden. Später setzte dieser die Aufrührer nach Britannien in Marsch, wo sie bis zum Ende ihrer Dienstzeit stationiert blieben. Dort wurde mit der Zeit die ursprüngliche ethnische Zusammensetzung der Einheiten durch Rekruten aus anderen Regionen allmählich verwässert. Die auf den Vindolanda-Tafeln überlieferten Soldatennamen (z. B. Gnavorix, Chrauttius, Gambax) deuten auf Soldaten vor allem aus Gallien, Germanien, aber auch Pannonien, Dakien, Griechenland sowie vom Oberrhein hin. Die Besatzungstruppen bestanden aus gemischten Infanterie- und Kavallerieeinheiten, im Schnitt 480 Fußsoldaten und 120 Kavalleristen. Ihre Mannschaftsstärke variierte von 300 bis 1000 Mann. Zwei Botschaften gingen an einen Dekurio namens Lucius (Tafel 299 und 300) und in einer weiteren Tafel wird eine Turma erwähnt (Tafel 159), Beweise für die Anwesenheit von Kavalleristen in Vindolanda. Legionäre waren für gewöhnlich nicht zum Garnisonsdienst an der Grenze eingeteilt, sondern entsandten für anspruchsvollere Bauvorhaben ihre Spezialkräfte. Auch in Chesterholm wurden Bauinschriften und Slab-Stones aller drei britischen Stammlegionen entdeckt. Eine der Vexillationen dürfte sogar unter dem Befehl eines Primus Pilus namens Celer, gestanden haben. Welche Truppe die Kastelle VIa und VIb zwischen 160 und 211 belegte, ist ebenfalls nicht bekannt. In der Spätantike zählte ihre Besatzung zu den Limitanei.
Folgende Einheiten stellten entweder die Garnison oder könnten sich für eine begrenzte Zeit in Vindolanda aufgehalten haben:
Siehe hierzu auch: Römische Streitkräfte in Britannia
| Zeitstellung                  | Truppenname                                                                       | Beschreibung |
| ----------------------------- | --------------------------------------------------------------------------------- | --- |
| 1. Jahrhundert n. Chr.        | Legio secunda Augusta (die zweite Legion des Augustus)                            | Laut einer Inschrift waren dort vorübergehend auch Angehörige dieser Legion stationiert; sie ist in Chesterholm inschriftlich am häufigsten vertreten. Ihr Hauptquartier war das Lager von Isca Silurum (Caerleon). Ihre Vexillationen wurden dort vermutlich ebenfalls vorrangig für Bauvorhaben eingesetzt. Ein Altar für den Waldgott Silvanus wurde von Marcus Aurelius Modestus, einem Beneficiarius Consularis der Legion, gestiftet, eine undatierte Bauinschrift nennt eine „Vexillatio“. |
| 1. Jahrhundert n. Chr.        | Legio sexta Victrix (die sechste Legion, die Siegreiche)                          | Stammlager der Legion war Eburacum (York). Für die Anwesenheit von Soldaten dieser Legion in Chesterholm spricht ein Altar, der vom Zenturio Gaius Julius Raeticus der Göttin Fortuna gewidmet wurde. Eine weitere bemerkenswerte Tatsache ist, dass einige Ziegel des Badehaus II mit dem Stempel dieser Legion markiert waren (LEG VI V). Birley vermutet, dass ganz in der Nähe eine von Legionären betriebene Ziegelei existiert haben muss. |
| 1. Jahrhundert n. Chr.        | Legio vicesima Valeria Victrix (die zwanzigste valerische Legion, die Siegreiche) | Von dieser Legion liegt in Chesterholm nur eine undatierte Bauinschrift vor. Man nimmt an, dass ihre Angehörigen das agricolanische Kastell erbaut haben. Ihr Stammlager stand in Deva (Chester). |
| 1. bis 2. Jahrhundert n. Chr. | Cohors tertia Batavorum (die dritte Kohorte der Bataver)                          | Mehrere Vindolanda-Tafeln belegen die Anwesenheit von Angehörigen der Bataverkohorte in Vindolanda zwischen 98 und 103; eine dauerhafte Stationierung ist aber nicht zweifelsfrei gesichert. |
| 2. Jahrhundert n. Chr.        | Cohors prima Tungrorum (die erste Kohorte der Tungrer)                            | Die früheste identifizierbare Garnisonseinheit konnte auf einer der Vindolanda-Tafeln erkannt werden. Die Besatzung des Kastells I stellte demnach diese Tungrerkohorte. Die Tungrer siedelten in den nordwestlichen Randgebieten des Arduenna Silva in der Provinz Gallia Belgica (heute der Ardenner Wald an der Grenze zwischen Belgien und Deutschland). Diese Einheit wurde in den Kampagnen des Agricola in Zentralschottland eingesetzt und hatte wohl auch an der Schlacht vom Mons Graupius teilgenommen. Es handelte sich bei ihr um eine cohors millaria, eine rund tausend Mann starke Infanterieeinheit. Bis Mitte des zweiten Jahrhunderts war sie auf eine Gesamtstärke von über 750 Mann aufgestockt worden. Die Einheit war von etwa 85 bis 122 (möglicherweise auch bis 140) in Chesterholm stationiert. Ein in Vindolanda gefundenes Militärdiplom datiert in das Jahr 146, sein Besitzer dürfte um 122 rekrutiert worden sein. Eine dort aufgefundene Speerspitze trug die Inschrift Tung(rorum). Der Name von zwei ihrer Kommandanten, der Praefecti cohortis Julius Verecundus und Priscinus, sind aus den Schreibtafeln bekannt geworden. Eine ebenfalls auf einer der Tafeln überlieferte Standeskontrolle zeigt, dass ihre nominelle Stärke zu diesem Zeitpunkt 752 Mann betrug, darunter 6 Zenturionen, von den Soldaten waren jedoch nur 296 bei der Erstellung des Berichts in Vindolanda anwesend. 46 von ihnen waren u. a. als Singulares legati (Leibwache des Statthalters) abkommandiert worden. |
| 2. Jahrhundert n. Chr.        | Cohors nona Batavorum (die neunte Kohorte der Bataver)                            | Mehrere der Vindolanda-Tafeln belegen die Anwesenheit der Kohorte in Chesterholm (97–104?). Diese – ursprünglich in Niedergermanien rekrutierte – Einheit besetzte möglicherweise die Kastelle II und III. Laut Tafel II/155 war an einem 25. April (Jahr unbestimmt) von den im Kastell anwesenden Soldaten die Mehrzahl für Arbeitsaufträge abgestellt. Von den 343 Männern fertigten zwölf Schuhe, 18 reparierten das Badehaus I („structores ad balneum“), andere sammelten Blei, Lehm und Steine, einige wurden dem Fuhrdienst, den Backöfen, dem Hospital und Verputzarbeiten zugewiesen. Der Zeitpunkt des Abzugs der Kohorte aus Vindolanda ist nicht genau bekannt. |
| 2. Jahrhundert n. Chr.        | Cohors tertia Nerviorum (die dritte Kohorte der Nervier)                          | Möglicherweise war es die Garnisonstruppe des Kastells VI im späten zweiten Jahrhundert (140–160). Ihre Soldaten wurden aus dem Stamm der Nervii angeworben, der in der Provinz Gallia Belgica lebte. Die kriegerischen Nachbarn der Tungri hatten sich einst gegen Julius Cäsar erhoben, unterlagen aber und mussten danach regelmäßig für die römischen Auxiliare Soldaten stellen. Es gibt eine Inschrift, die die Anwesenheit der Einheit in Chesterholm bezeugt, sie ist dem Kriegsgott Mars gewidmet. Von ihr ist der Name eines ihrer Kommandanten, Titus Caninius, bekannt. |
| 3. bis 5. Jahrhundert n. Chr. | Cohors quarta Gallorum equitata (die vierte teilberittene Kohorte der Gallier)    | Die Garnison stellte ab dem 3. Jahrhundert eine gemischte Einheit aus Infanteristen und Kavalleristen mit einer nominellen Stärke von sechshundert Mann. Die Einheit ist für die Jahre 213–370 belegt und besetzte die Kastelle VII, VIII und IX. Vielleicht hielt sie sich aber schon seit 163 n. Chr. hier auf. Ihre Soldaten wurden ursprünglich wohl unter Stammesangehörigen aus Zentralgallien angeworben. Am Ende des 1. Jahrhunderts war sie in Templeborough (Yorkshire) stationiert, um 125 n. Chr. in Castlesteads (Camboglanna). Danach finden sich ihre Spuren in Castlehill (140 n. Chr.) am Antoninuswall und von 150 bis 160 n. Chr. im Außenposten von Risingham (Habitancum) an der Dere Street. Die Einheit wird in sieben Inschriften aus Vindolanda erwähnt, darunter ein Altar des Genius des Praetoriums (gestiftet vom Präfekten Quintus Petronius Urbicus), drei Altäre für Iupiter Optimus Maximus (einer gestiftet vom Präfekten Quintus Petronius Urbicus), eine Bauinschrift, gewidmet dem Kaiser Caracalla (datiert auf 213), eine für den Statthalter Claudius Xenophon (datiert auf 223) und noch eine für Kaiser Probus (datiert zwischen 276 und 282). Drei konnten auf das dritte Jahrhundert datiert werden. Der Einheitsname hatte in dieser Zeit aber wohl nur mehr nominelle Bedeutung. Neue Mitglieder für die Hilfstruppen wurden damals schon hauptsächlich vor Ort rekrutiert. Eine weitere in Vindolanda entdeckte Inschrift deutet jedoch darauf hin, dass zu dieser Zeit anscheinend noch indigene Gallier in der Kohorte dienten und diese sich auch explizit zu ihrer gallischen Herkunft bekannten. Aus den Inschriften sind noch drei weitere Namen von Befehlshabern der Kohorte bekannt, Vindex Caecil[ianus …], Aurelius Mucius und der Präfekt Ju[lius Ser]gius Pudens. Das Kastell beherbergte im 4. Jahrhundert eine viel kleinere Garnison und bot nun auch der Zivilbevölkerung eine Zuflucht. Letztmals erwähnt wurde die Einheit in der westlichen Notitia dignitatum mit der Bezeichnung Cohors quarta Gallorum, stationiert in Vindolana. Sie war unter dem Befehl eines Tribunen Teil der Armee des Dux Britanniarum. |

## Vicus

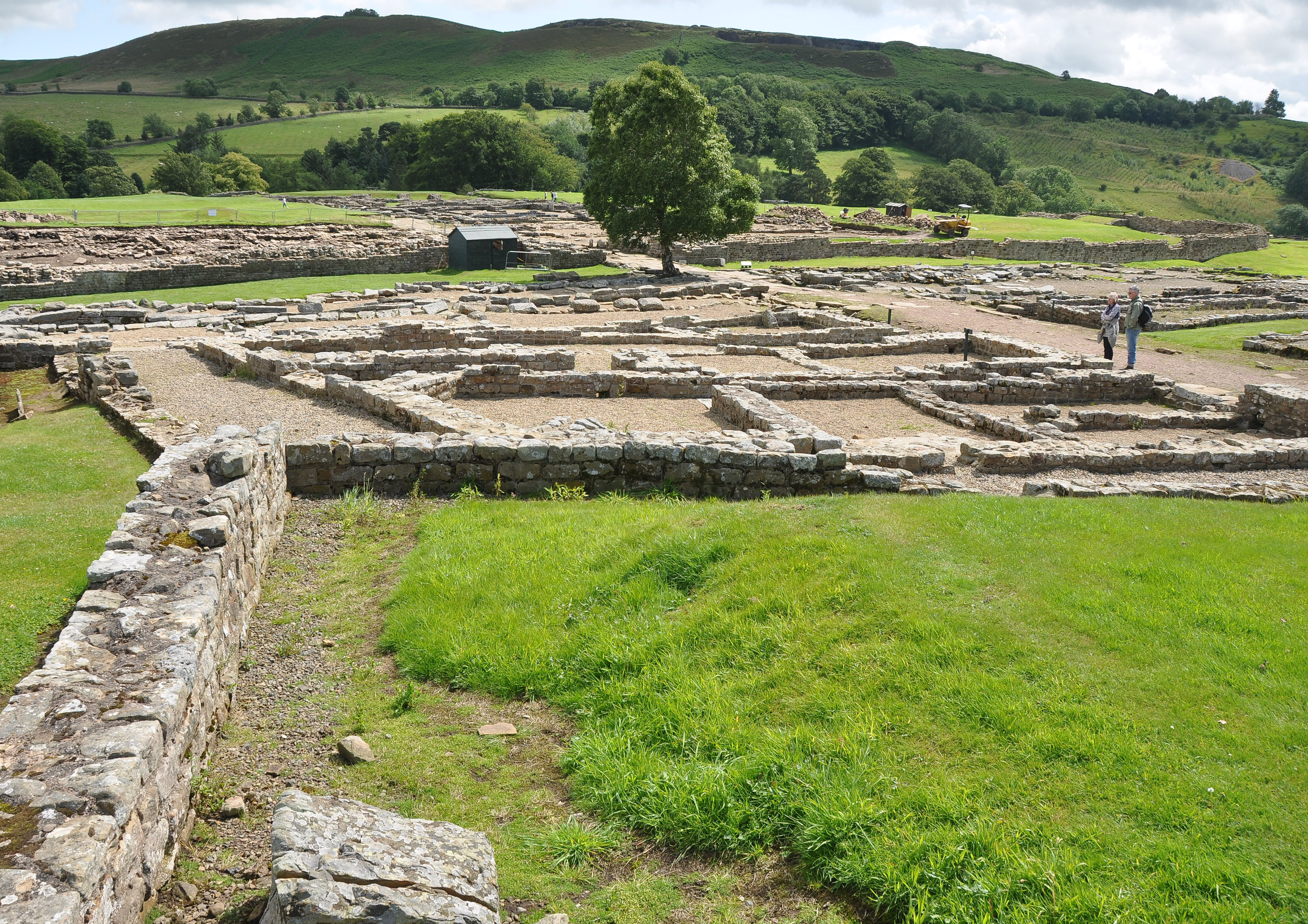
Blick über den Vicus II auf die zum Nordtor des Steinkastells führende Hauptstraße

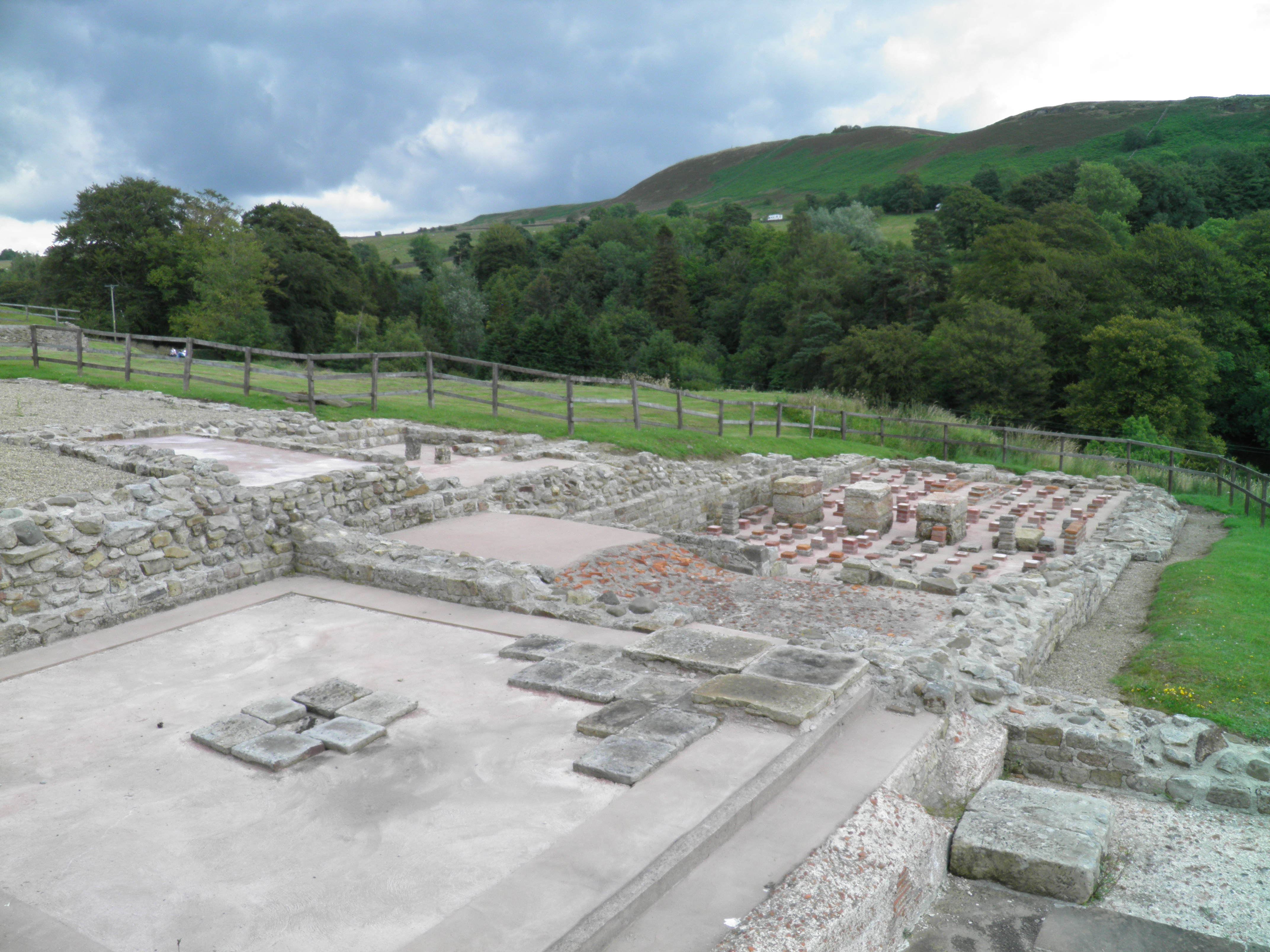
Hypokausten des mittelkaiserzeitlichen Badehauses I am Südhang des Kastellplateaus

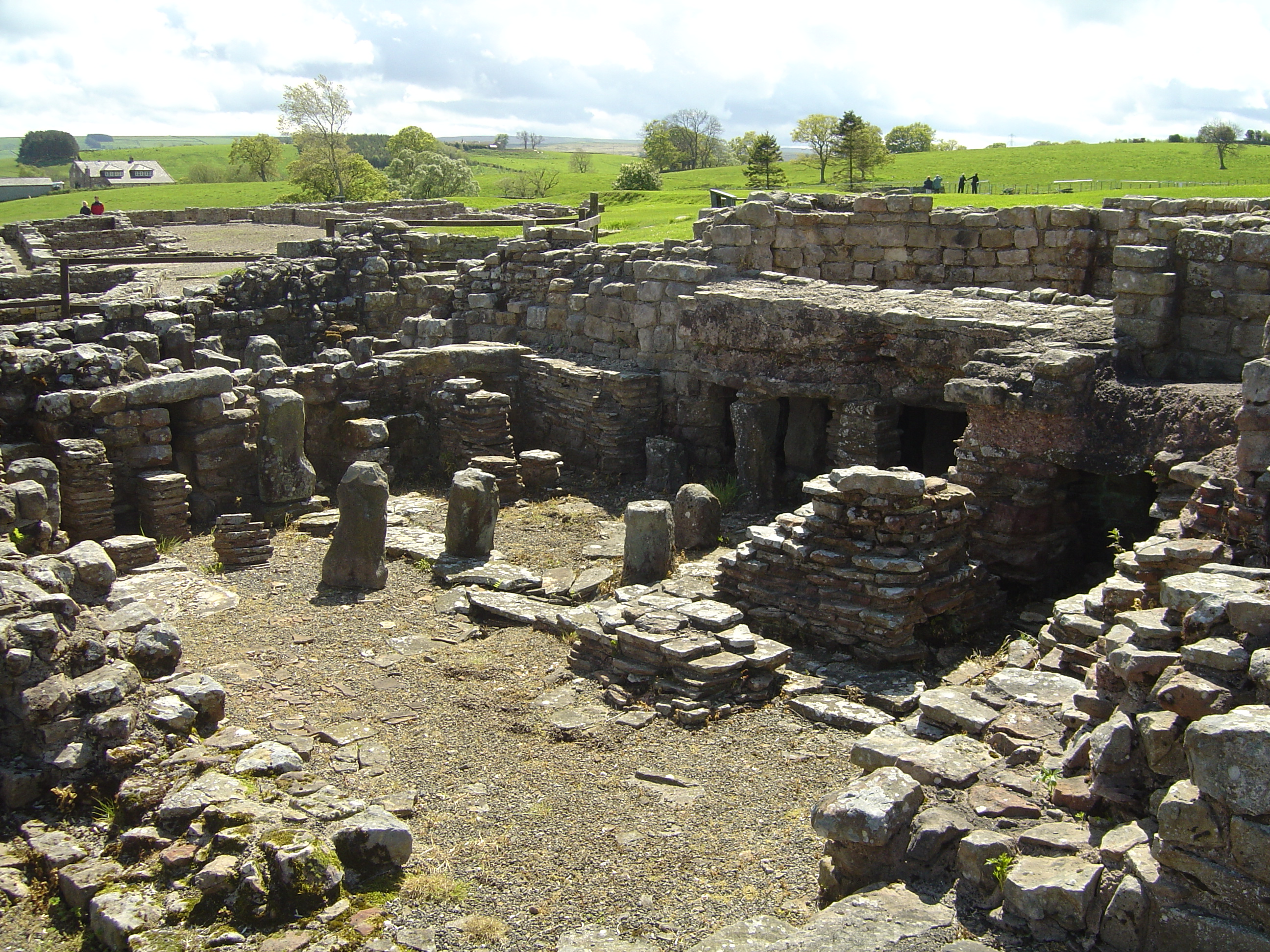
Hypokausten des spätantiken Badehauses im Vicus II

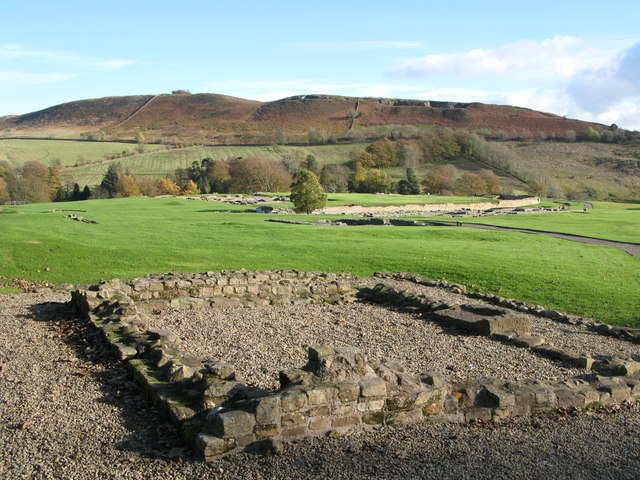
Grundmauern eines romano-britischen Umgangstempel im NW des Lagerdorfes

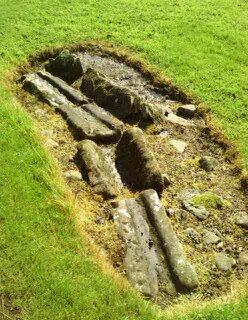
Teilweise freigelegte Wasserleitung im Westteil des Vicus

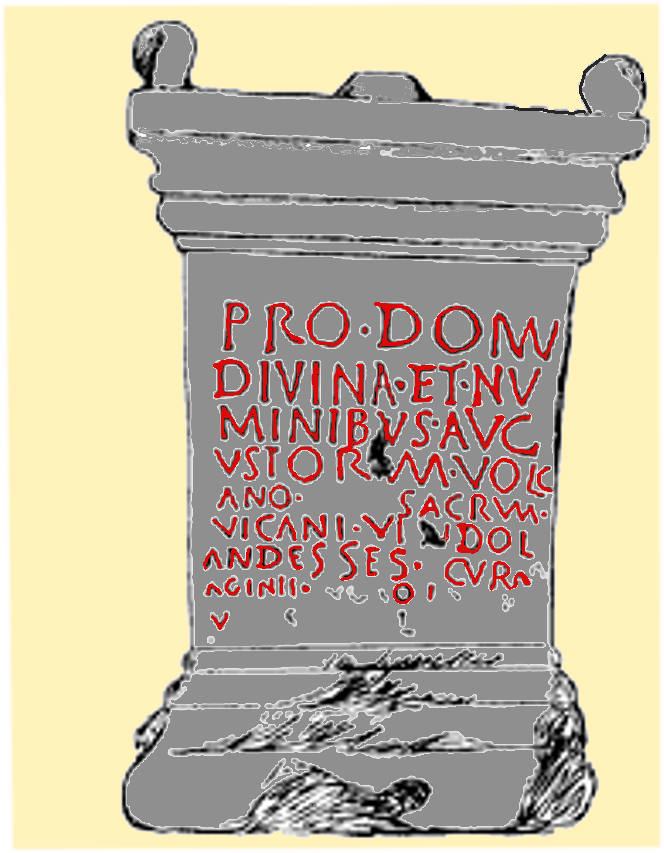
Altar des Volcanos

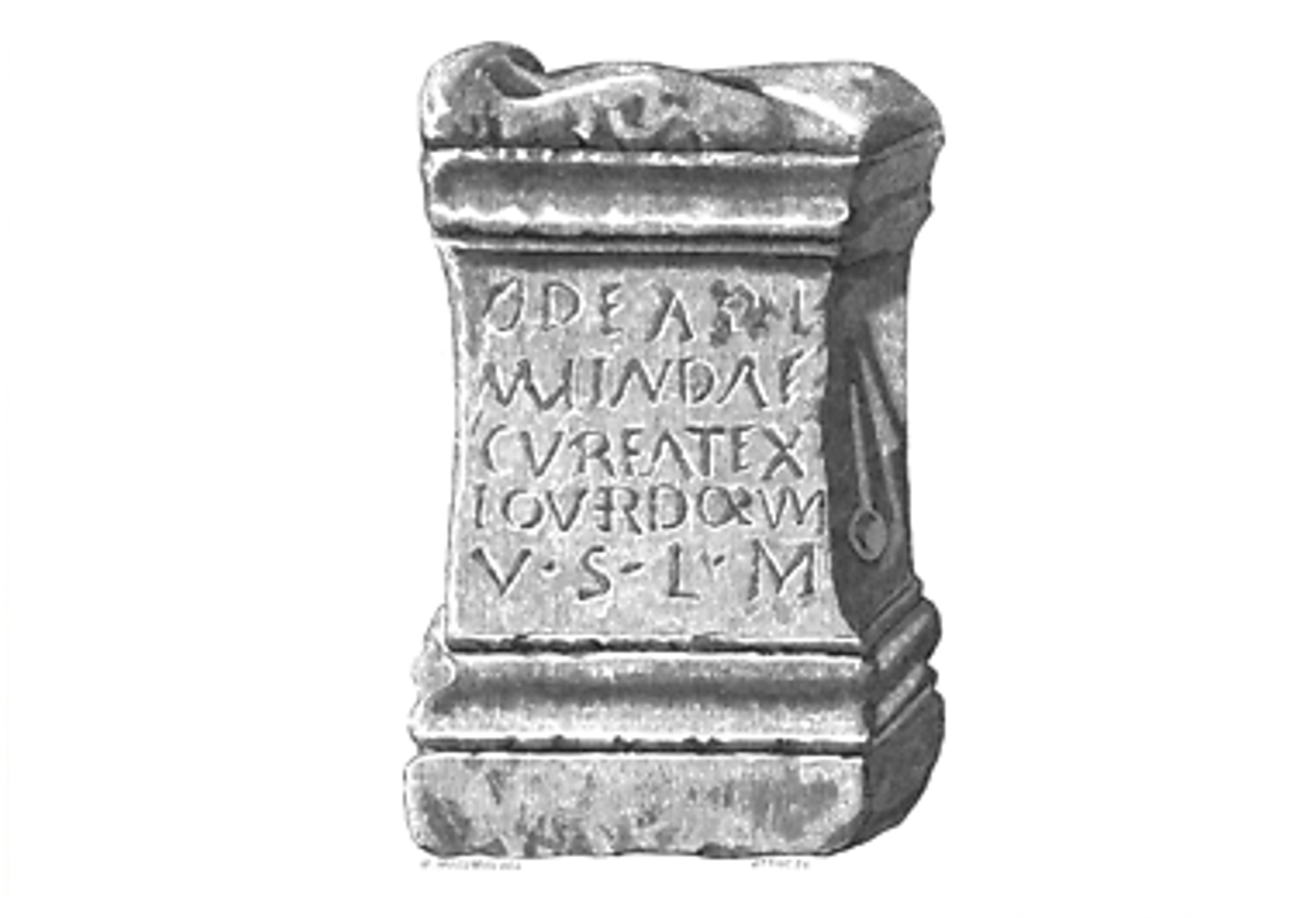
Altar der Sattada

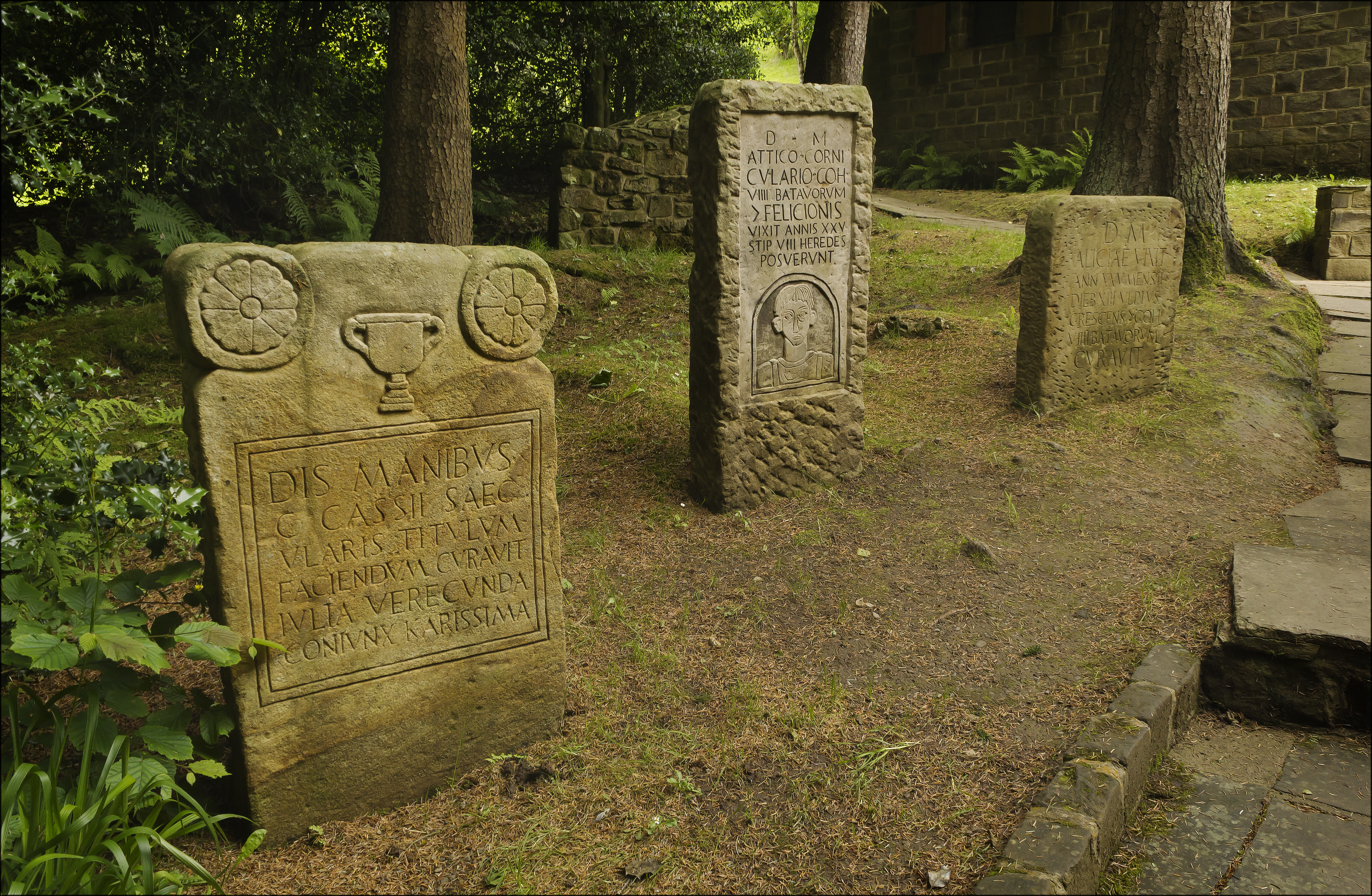
Repliken römischer Grabsteine aus Vindolanda, im Vordergrund der Grabstein der Iulia Verecunda

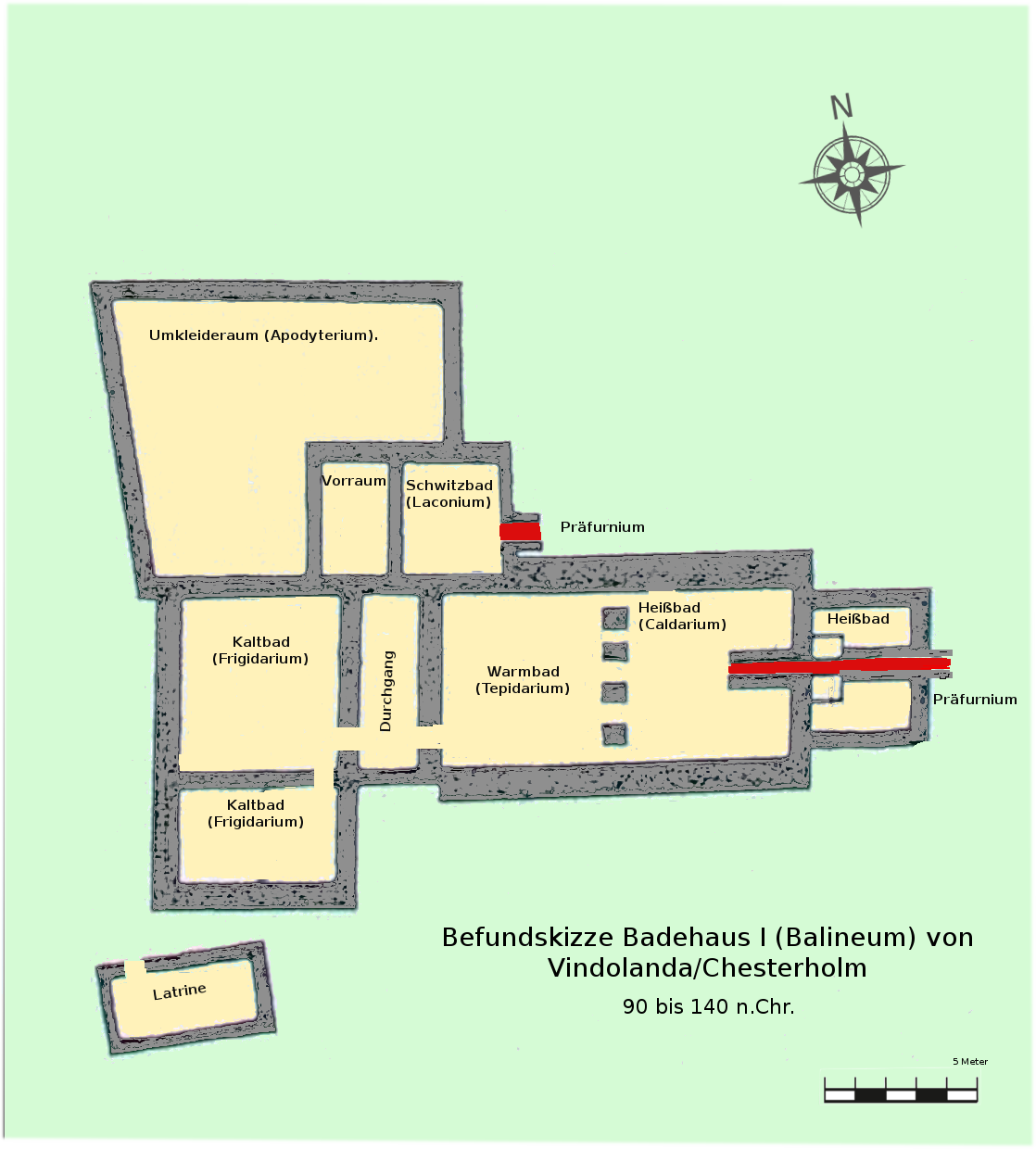
Befundskizze Balineum I

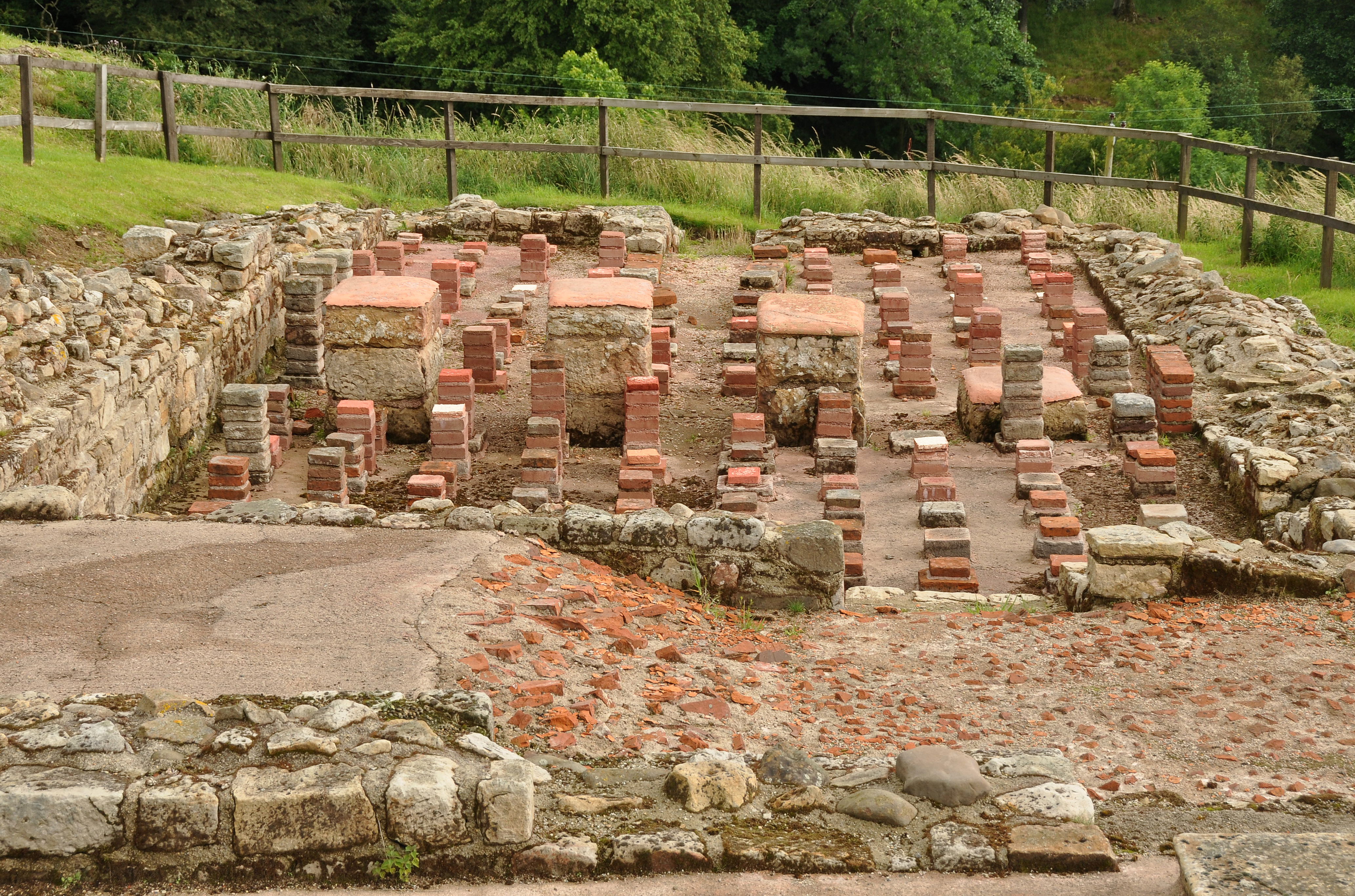
Hypokausten des Balineum I

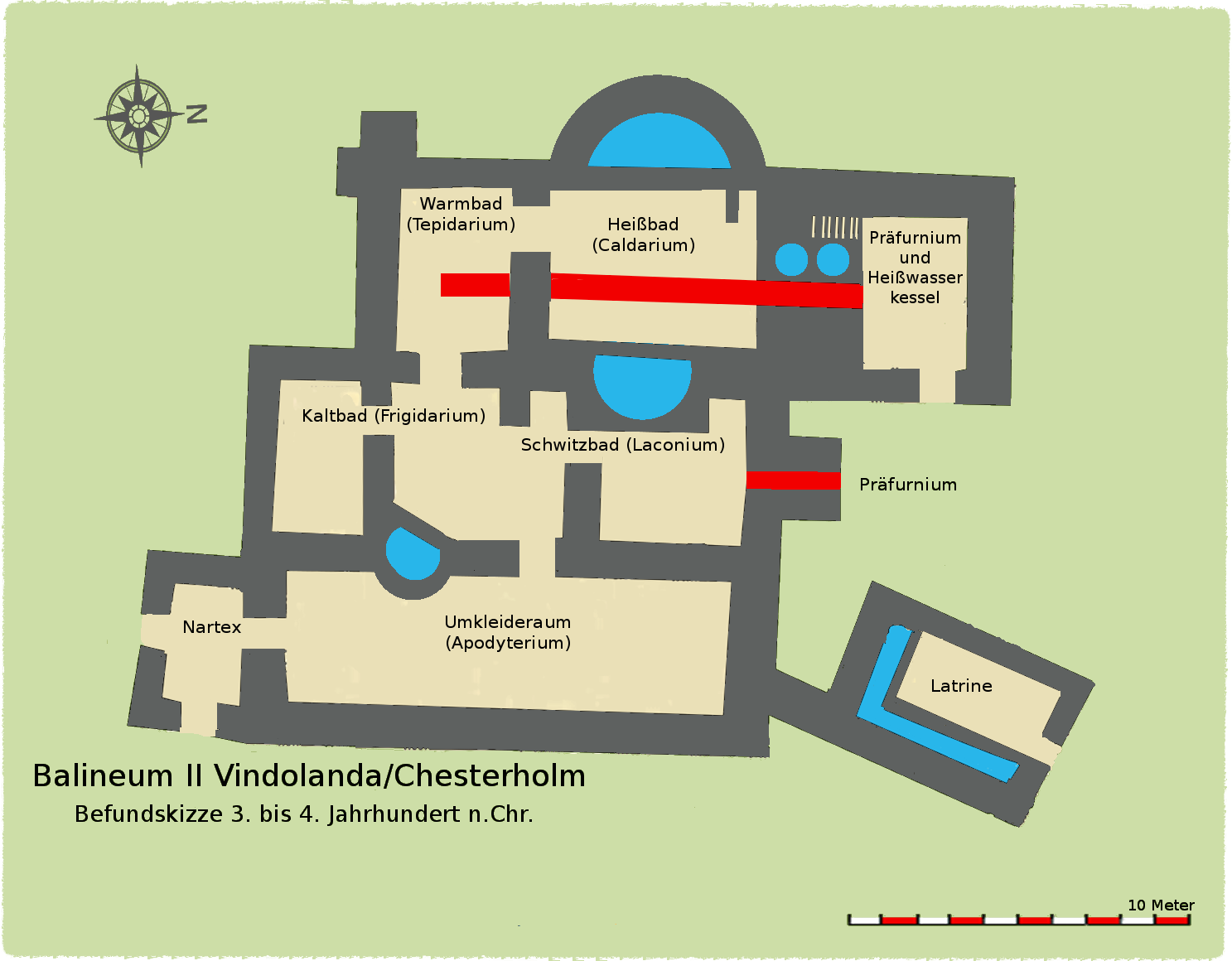
Befundskizze Balineum II

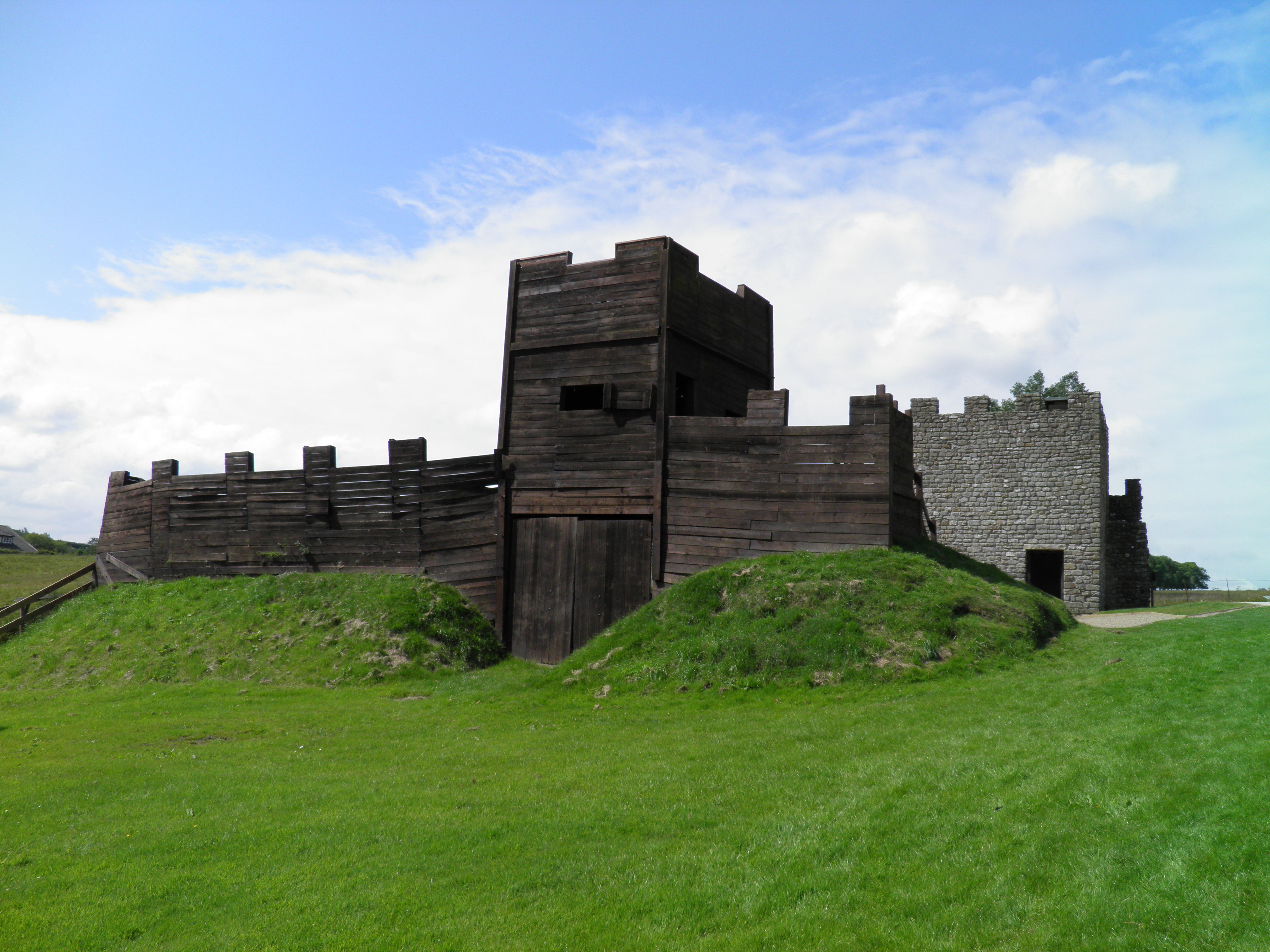
Teilrekonstruktion eines Holz-Erde-Meilenkastells am Hadrianswall

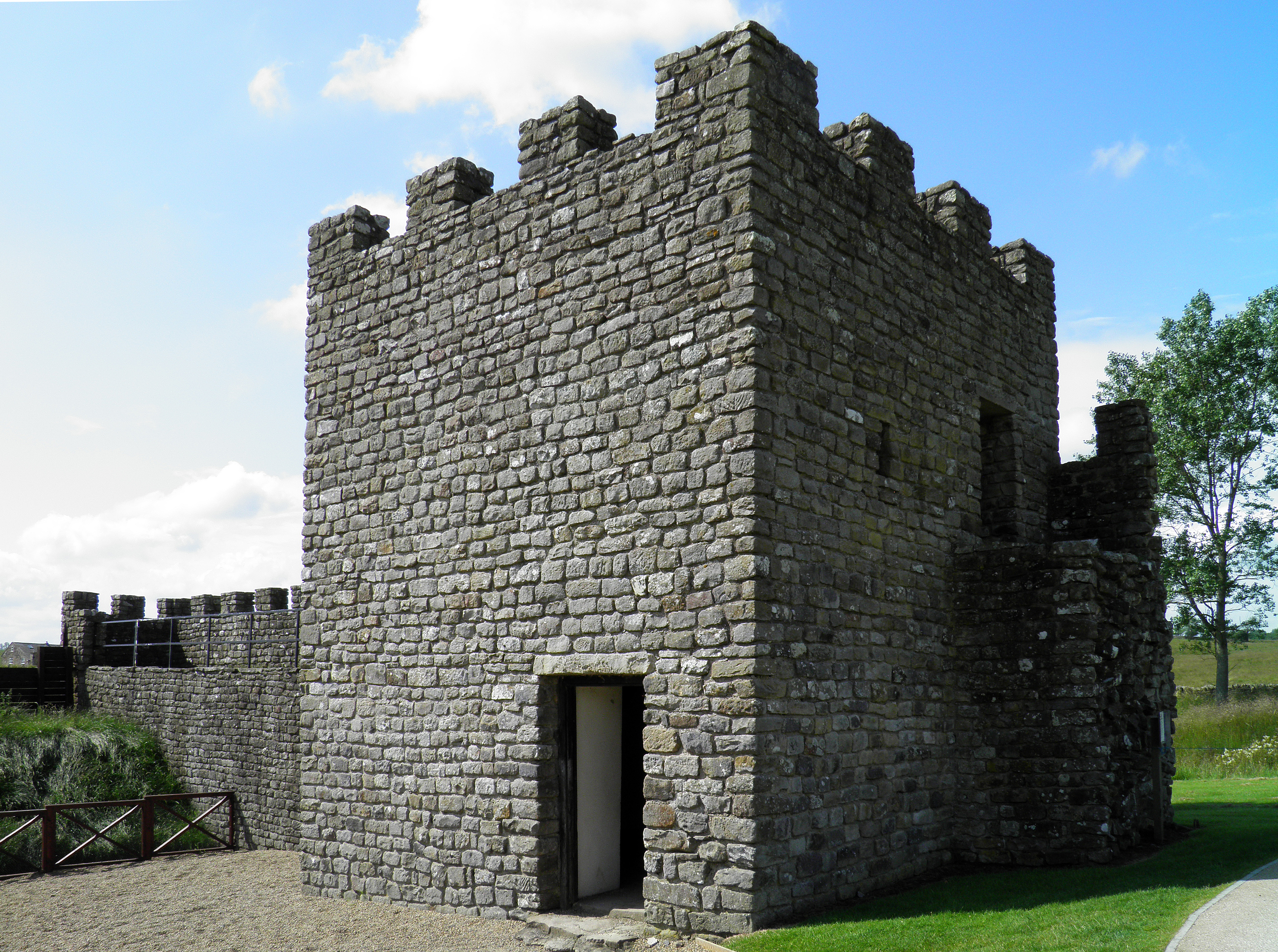
Rekonstruktion eines Steinturms des Hadrianswalls

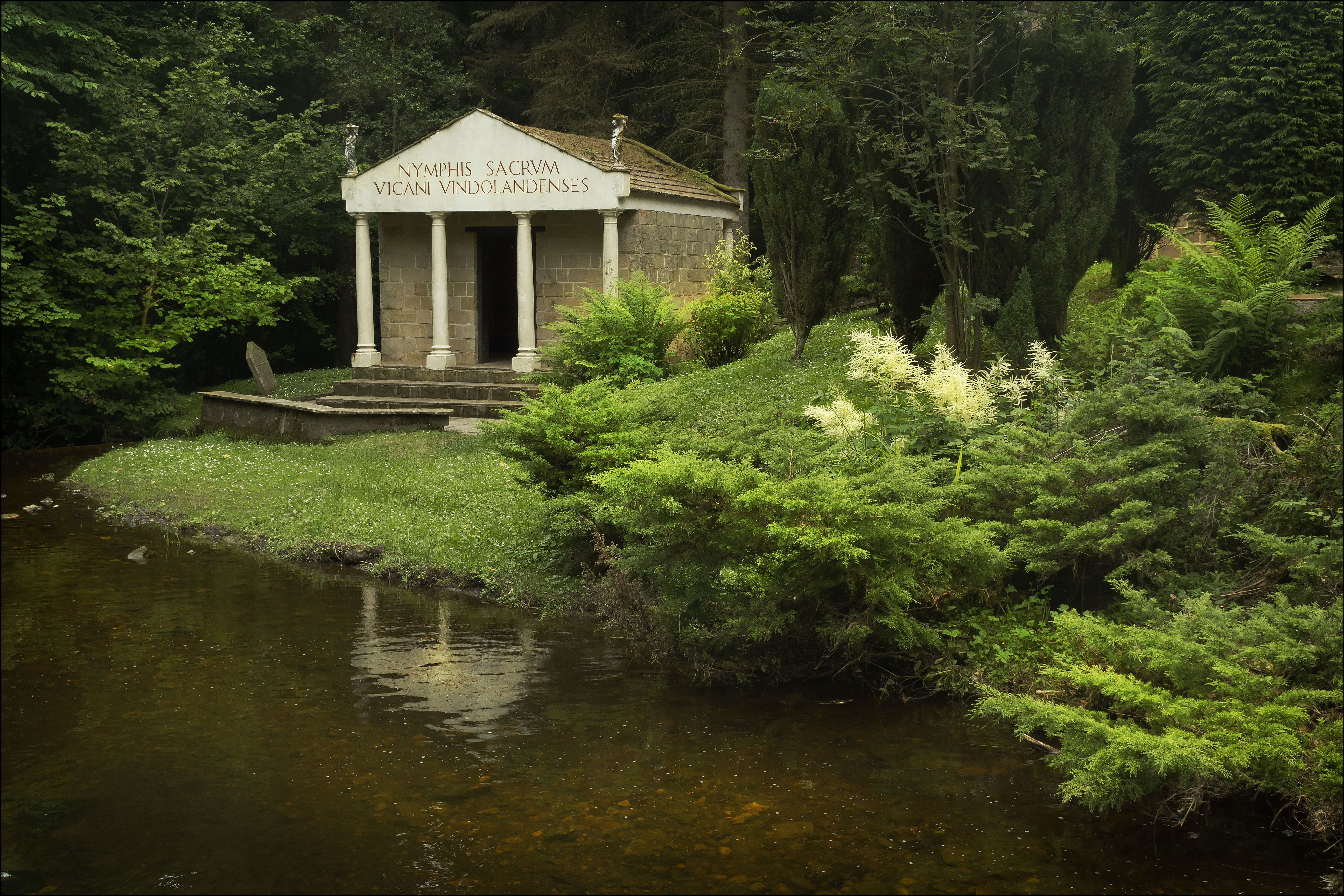
Rekonstruktion des Nymphäums am Chainley Burn

Ein Vicus stand auf der niedrigsten Stufe der selbstverwalteten Siedlungen, die nach römischem Recht als solche anerkannt waren. Der Lagerkommandant hatte die uneingeschränkte Befehlsgewalt über seine Bewohner. Die vom Militär errichteten Gebäude konnten nicht erworben, sondern nur angemietet werden. Der mutmaßliche antike Name der Siedlung (Vindolanda Textoverdurum?) ist von einem Altar des Vulcanus bekannt, der 120 Meter westlich des Kastells entdeckt wurde. Die Bezeichnung „vicani“ auf seiner Inschrift könnte als Straßensiedlung oder Dorfbewohner übersetzt werden. Wenn die Garnison für einen Feldzug abkommandiert wurde, verließen auch die meisten Viciani die Siedlung, da sie entweder Angehörige oder Dienstleister der Soldaten und auf ihren Sold angewiesen waren. Die Ausdehnung des Vicus ist aus Luftaufnahmen bekannt. Bei den Grabungen gelangte man bald zu der Erkenntnis, dass es in Vindolanda zwei aufeinanderfolgende Siedlungsperioden mit Steinbauten gegeben hatte, die noch dazu nach unterschiedlichen Plänen angelegt worden waren. Zu alledem befanden sich unter ihnen noch die Reste der vorhadrianischen Holz-Erde-Kastelle. Die beiden Vici existierten wohl in der Zeit zwischen 163 und 350. Von 245 bis 270 dürfte das Areal unbewohnt gewesen sein. Nach dem Barbareneinfall von 367 ging die Zahl der Einwohner stetig zurück. Für das späte vierte Jahrhundert gibt es keine Belege dafür, dass der Vicus II in dieser Zeit noch bewohnt war. Die Siedlung wurde irgendwann zwischen 400 und 500 von den Romano-Briten aufgegeben.

### Vicus I
Da die Kastelle fast durchgehend besetzt waren, existierte außerhalb des Südwesttores von 163 bis 245 eine Zivilsiedlung. Sie stand westlich der Festung innerhalb der Überreste der alten Holz-Erde-Kastelle. Nach dem Bau des Steinkastells VII im Jahr 213 expandierte das Lagerdorf auch nordwestlich des Kastells. Die Befunde (Münzen) deuteten darauf hin, dass es zwischen Mitte bis Ende des 4. Jahrhunderts wieder aufgegeben wurde. Die meisten Gebäude des Vicus I bestanden aus Sandstein vom Barcombe Hill und waren wesentlich größer als die des Vicus II. Zusätzlich war – zumindest der 0,81 Hektar große Kernbereich – anscheinend komplett mit einem massiven Lehmwall umgeben worden. Der Wall maß an der Basis bis zu 10 Meter und dürfte ursprünglich wohl bis zu 5 Meter hoch gewesen sein. Man hielt ihn zuerst für den Rest einer früheren Kastellmauer, inzwischen ist man jedoch zu der Überzeugung gelangt, dass er irgendwann zwischen 163 und 245 angelegt worden sein muss. Der Komplex ähnelte eher einen Annex des Kastells der vom Militär genutzt wurde. Er wäre der erste archäologische Beweis für die Befestigung einer Kastellsiedlung an der Nordgrenze Britanniens. Der Wall wurde vermutlich vor 270 wieder eingeebnet.

### Vicus II
Um 270 entstand westlich des Kastells eine neue, 2,4 bis 4 Hektar große Siedlung, die sich wegen der Gebäudeverteilung markant von ihrer Vorgängerin unterschied und wohl bis um 370 bewohnt war. Die freigelegten Steinfundamente ihrer Gebäude sind teilweise noch sichtbar. Dort standen Tavernen, Handwerksbetriebe, Läden und im Nordwesten das beheizbare Badehaus II mit einer Latrine. Seine Einwohnerzahl wird auf 800–1500 Menschen geschätzt. Der Vicus erstreckte sich entlang des Nordufers des Doe Sike zu beiden Seiten der mit Steinplatten gepflasterten Hauptstraße, die von der Porta Principalis Sinistra (Westtor) ausging. Die Entwässerungskanäle an beiden Seiten der Straße waren fünf Steinlagen hoch ausgemauert und mit Steinplatten abgedeckt. Sie waren noch vor Errichtung der Gebäude angelegt worden. Auch das Gelände östlich, westlich und südlich des Balineum II war ebenfalls dicht bebaut. Der Bebauungsplan des Vicus war regellos und willkürlich. Die meisten Häuser saßen auf Steinfundamenten, ansonsten bestanden sie zur Gänze aus Holz und waren nicht mehr so komfortabel und sorgfältig konstruiert wie noch die des Vicus I. Die Innenwände bestanden aus Fachwerk. Wandverputz oder Bemalung war nicht vorhanden. Die Kochherde bestanden in der Mehrzahl aus Lehm. Die Dächer waren mit angenagelten, 2 cm starken Steinplatten abgedeckt. Die Fenster wurden mit Holzläden verschlossen, einige der Gebäude (Korridorhaus, Balineum II) dürften aber auch über Glasfenster verfügt haben. Die Türen waren durch robuste Schlösser gesichert, die Fenster durch Eisenstangen. Zusammengefasst handelte es sich um solide, schmucklose Zweckbauten mit wenig Komfort. Kanalisation war keine mehr vorhanden, vermutlich gab es im Lagerdorf dafür eine öffentliche Latrine.
Wenn man heute den Vicus von Westen her betritt, sieht man zuerst die noch sichtbaren Überreste des Militärkomplexes der Bauphase VIb, das Kommandantenhaus rechts und Kasernenblöcke auf der linken Seite. Sie stammen aus dem ersten Jahrzehnt des 3. Jahrhunderts. Die Hauptstraße führte weiter nach Westen und war dort wahrscheinlich von weiteren Läden, Garküchen u. ä. gesäumt, abseits der Hauptstraße befanden sich hauptsächlich Werkstätten. Dort war auch eine beträchtliche Anzahl der Schmelzöfen zur Metallverarbeitung konzentriert. Im Südwesten wurden weitere Reste von Metallwerkstätten identifiziert. Dort befanden sich auch Fragmente von Bronzegußformen. Sie waren in römischen Lagerdörfern häufig zu finden. Gebäude V konnte durch eine breite, auch für Pferdekarren geeignete Einfahrt betreten werden. Die Balkenstümpfe des Holztores waren noch in situ vorhanden. Im Viertel südlich der Hauptstraße wurden drei große Steingebäude mit Innenhöfen und zwei Brunnenschächten untersucht. Die dort geborgenen Funde deuten darauf hin, dass deren Bewohner relativ wohlhabend waren.

### Korridorhaus
Nach Abtragung der Bodenschicht von Vicus II stellte sich heraus, dass die Gebäude XXIII–XXV an der Nordseite der Hauptstraße ursprünglich baulich einen einzigen, viel größeren Gebäudekomplex bildeten, ein sogenanntes Korridorhaus. In diesem Gebäude dürfte sich zur Zeit des Vicus I eine Fleischerei befunden haben. Sein Südwestraum wies zwei Besonderheiten auf, die diese Annahme bestätigen. Links vom Eingang stand eine Mauer, die vielleicht einst als Verkaufstheke gedient hatte und im Boden war eine dreifach verzweigte Abflussrinne für die Beseitigung der Schlachtabfälle eingetieft. Im Ostflügel stieß man auf eine weitere Rinne, vermutlich den Abflusskanal einer Latrine. Dort fand man auch den bronzenen Standartenaufsatz.

### Lagerhäuser
Einige Gebäude, die ursprünglich ebenfalls als Teil des Vicus angesehen wurden, wurden im späten 3. Jahrhundert aber vom Militär genutzt. Drei Gebäude (LXXIV, LXXV, LXXVIII) an der SW-Ecke des Steinkastells dienten wahrscheinlich als Depots (horrea), vielleicht für Steuerabgaben (Annona Militaris), da sie keine Kochstellen o. ä. aufwiesen. Zwei von ihnen konnten durch Doppeltore betreten werden.

### Streifenhäuser
Die Wohnhäuser hatten schmale, zur Hauptstraße ausgerichtete Fassaden (Streifenhaus). Man nimmt an, dass die Gebäudestruktur des Vicus in der Mehrzahl aus solchen „genormten“, oft vom Militär errichteten Häusern bestand. Die Gebäude wurden nach ihrer flächenmäßigen Größe besteuert, der Grund, weshalb sie meist diese langen und schmalen Grundrisse aufwiesen. Im Durchschnitt maßen sie im Vicus II 18 × 4,6 Meter. Die Fundamente bestanden teils aus großen, 0,75 Tonnen schweren Steinblöcken, was für solche Häuser sehr ungewöhnlich ist. Solche massiven Blöcke mussten aber nicht mit Kalkmörtel verbunden werden. Die Obergeschosse bestanden in der Mehrzahl aus Fach- oder Bindwerkwänden. Ob aber alle Gebäude darüber verfügten, konnte nicht zweifelsfrei nachgewiesen werden. Die Dächer waren wohl mit Stein- oder auch Schieferplatten gedeckt. Drei dieser Streifenhäuser (Nachfolgebauten des Korridorhauses von Vicus I: Gebäude XXIII, XXIV, XXV, XXVII) standen südlich des Balineums II und wurden genauer untersucht. Ihre Fronten waren zur Hauptstraße hin ausgerichtet. Zwischen ihnen führte ein 1,5 Meter breiter Durchgang zum Badehaus. Der Innenbereich von Haus XXV war in mehrere Räume gegliedert, im Norden stand an der Westwand ein Herd. Haus XXIII war in drei Räume unterteilt, die Nordfront war durch eine Apsis abgeschlossen, welche Funktion sie hatte, blieb ungeklärt. In allen drei Kammern waren noch die Herdstellen erhalten. In zwei von ihnen waren die Reste von Rauchabzügen erkennbar. Haus XXVII verfügte im Südraum über einen eigenen, aus Ton und Steinen gefertigten Backofen, im Nordraum über eine etwas erhöhte Kochbank. Diese Ausstattung war typisch für die Wohngebäude des Vicus II.

### Herberge
Das Gebäude IX erwies sich nach seiner Freilegung in baulicher Hinsicht als sehr komplex. In der frühen Phase diente es als Herberge (mansio), die vermutlich höheren Beamten und anderen Repräsentanten Roms, die mit dem Cursus publicus reisten, vorbehalten war. Unterhalten wurde sie möglicherweise vom Militär oder von den Viciani selbst. Erbaut von Soldaten zur Zeit des Vicus I, war es von Nord nach Süd ausgerichtet und durchlief während seiner Nutzung vier Bauphasen. Es verfügte im Westflügel über ein eigenes Bad (Raum 11–15), ein dazugehörendes Praefurnium und eine Hypokaustheizung, die mit einem Estrichboden (opus signinum) abgedichtet war. Das Bad zählte zum ältesten Teil des Gebäudes. Dieser Gebäudeflügel, zu dem auch sechs Zimmer, eine Küche, ein Speisesaal, eine Latrine (Räume 1–9) und ein Innenhof mit Wasserrinne gehörten, entstand erst einige Zeit später. Vorher hatte man noch einen Vorgängerbau nieder- und den Ostflügel angelegt. Dort waren die Schlafräume der Bediensteten und die Ställe untergebracht. Später wurde er vom Rest der Mansio abgetrennt und dürfte nur mehr für Wohnzwecke verwendet worden sein. Dieser Teil des Gebäudes wurde gründlich untersucht. Die Westseite wurde schon in der Antike fast restlos zerstört. Im besser erhaltenen Ostteil ließen sich noch die Spuren von acht Kammern, Estrichböden und drei Trennwänden erkennen. Die Kammern maßen 3,70 × 4,90 Meter. Drei der Räume waren mit Öfen ausgestattet. Man vermutet, dass sie zu Anfang des 3. Jahrhunderts als Unterkünfte für Soldatenfamilien dienten. An der Wende vom 2. zum 3. Jahrhundert verfiel das Gebäude zusehends, vielleicht im Zuge der nachlassenden Bedeutung des Hadrianswalls. Im Badetrakt stürzte das Dachgewölbe ein und wurde nicht wieder aufgebaut. Beim Heißbad (Raum 12) wurde schließlich die Tür zugemauert, als auch der danebenliegende Raum 13 unbenutzbar geworden war. Der Haupteingang vom Hof aus wurde zunächst verschmälert und bald danach ebenfalls komplett vermauert. In der Endphase wurde im Westflügel in der Mitte des 3. Jahrhunderts eine kleine Brauerei mit zwei Steinbottichen über zwei Heißluftkanälen eingebaut. Eine solche wird auch auf einer der Schreibtafeln erwähnt.

### Geschäftslokal
Ca. 36 Meter westlich des Balineums II stand ein langrechteckiges Gebäude (Gebäude XI), das vermutlich als Geschäftslokal (tabernae) genutzt wurde. Diese Häuser hatten zur Straße hin offene Räume, wie sie noch heute im Mittelmeerraum für kleine Läden typisch sind. Eine Kochstelle oder ein Herd konnten nicht nachgewiesen werden. Als Fund kam lediglich eine kleine Bleiplombe zum Vorschein.

### Kultgebäude
Im Nordwesten des Geländes stand ein romano-britischer Umgangstempel. Er ist eines der wenigen noch erhaltenen Baudenkmäler aus vorhadrianischer Zeit und bestand aus einer inneren Kammer mit Eingangstür (cella), wo Kultstatuen oder Altäre aufgestellt waren. Einige wurden mit den traditionellen Göttern Roms verschmolzen. Solche Tempel sind eigentlich nur für den Süden Britanniens bekannt. Innerhalb der Cella wurde ein Altar gefunden, dessen Inschrift aber nicht mehr entziffert werden konnte. Um die Cella verlief der auf Pfeilern ruhende geschlossene Umgang (Ambulatorium). (Cella: 5,1 × 5,1 Meter, Umgang: 10,8 × 10,8 Meter). Nach dem Abriss in der Mitte des zweiten Jahrhunderts wurde das Areal als Begräbnisstätte genutzt. In der Mitte des Gebäudes ist noch der Sockel einer Amphore zu sehen, die als Urne verwendet wurde. Weitere Heiligtümer befanden sich im Südwesten des Vicusareals, ein mit reich verzierten Säulen ausgestatteter Tempelbau am Westrand der Zivilsiedlung wurde um 1765 zerstört. Sie dürften bis in das 4. Jahrhundert in Verwendung gewesen sein. In den römischen Siedlungen wurden häufig auch lokale Gottheiten verehrt.

### Residenz des Hadrian
Während der Grabungskampagne von 1992 wurden vor dem Westtor des Steinkastells Überreste eines repräsentativen, etwa fünfzig Quadratmeter großen Holzgebäudes freigelegt, das in die Zeit zwischen 120 und 130 datiert werden konnte. Sowohl aus dem Grundriss als auch aus den wiedergefundenen Fragmenten aufwendiger Wandmalerei schließt man, dass es sich dabei um einen für den Norden ungewöhnlichen palastartigen Wohnsitz gehandelt haben muss. Das Gebäude, das auf dem Gelände einer Mannschaftsbaracke des Kastells IV ausgegraben wurde, war aus massiven Balken erbaut worden, was auf ein weiteres Stockwerk hindeutet. Einer der Böden bestand aus Steinplatten, vermutlich war in diesem Bereich eine Werkstatt (fabrica) untergebracht. Im Nordteil befanden sich ein Innenhof, dessen Portikus von Eichenbalken gestützt wurde, sowie Estrichfußböden (Opus Signinum) und verputzte Wände. Auch seine Lage im zentralen Sektor der Nordgrenze und nur wenige Kilometer südlich der Hadriansmauer spricht dafür, dass dort Kaiser Hadrian und sein persönliches Gefolge während ihres Besuchs in Britannien im Jahre 122 untergebracht waren. Das Gebäude wurde nicht sehr lange genutzt. Möglicherweise wurde dort auch die Errichtung des Hadrianswalls geplant oder beaufsichtigt. Westlich dieses Palastbaues stand ein großes Lagerhaus mit einer Anzahl von Backöfen. Noch weiter westlich stieß man auf zahlreiche Werkstätten.

### Ziegelei
Die für den Bau und die Instandhaltung der Gebäude erforderlichen Ziegel wurden wahrscheinlich in einer nahegelegenen Ziegelbrennerei (figlina) hergestellt. Bei der geophysikalischen Untersuchung auf einem Areal nördlich der Stanegate, nahe dem Kastell, 200 Meter vom Tal des Chineley Burn entfernt, wurde eine starke Bodenanomalie angezeigt. Vermutlich standen dort Brennöfen, die zur Produktion von Ziegeln verwendet wurden. Letztere wurden offen nördlich und westlich der Öfen gelagert. Der dafür erforderliche Lehm wurde u. a. aus Gruben südlich des Badehauses I gewonnen.

### Wasserversorgung
Frischwasser wurden entweder aus den umliegenden, auch im Sommer nicht versiegenden Bächen oder Brunnen bezogen. Manche dieser Brunnenschächte hatten nur einen sehr kleinen Durchmesser, gerade groß genug für einen Eimer und waren etwa 1,50 Meter tief, sodass man sie anfänglich für Pfostenlöcher hielt. Im Westteil des Vicus stieß man 1914 auf einen in Stein ausgemauerten Brunnenschacht der nach seiner Untersuchung wieder zugeschüttet worden war. Ende der 1960er Jahre wurde er erneut ausgegraben. Dabei wurde festgestellt, dass dort immer noch eine ergiebige Quelle entsprang. In weiterer Folge kamen Reste von Wasserbecken- und Leitungen aus römischer Zeit zum Vorschein die 1973 genauer in Augenschein genommen wurden. Der Oberteil des 1914 erforschten Brunnen bestand aus einem runden Sandsteinbecken, aus dem sich einst das Quellwasser in weitere kleine Verteilerbecken und danach in Steinrinnen ergossen hatte. Diese Rinnen bestanden aus am Oberteil halbrund ausgemeißelten, langrechteckigen Steinblöcken, die in Reihen verlegt wurden. Ein Strang lief zum Balineum II, ein anderer zur Hauptstraße und dann weiter zu einem Sammelbecken an der Mansio. Eine dritte Leitung versorgte ein rund 3,80 Meter entferntes Sammelbecken, das aus aufgestellten Steinplatten bestand. Sie wurden während ihrer Nutzungszeit mehrmals erweitert.

## Badehäuser
Für die Zeit von der Mitte der 80er bis Ende der 90er Jahre und von 140 bis 227 konnten keine Badehäuser (thermae oder balineum) nachgewiesen werden. Das Kastell war in dieser Zeit wieder mit Soldaten besetzt, man vermutet, dass die anderen Kastelle in Vindolanda ebenfalls über solche verfügt haben. Es ist daher wahrscheinlich, dass sich noch einige unentdeckte Badekomplexe dieser Zeitperioden auf dem Gelände von Chesterholm befinden, eventuell nördlich der Stanegate-Straße und unter dem severischen Praetorium. Im Nahebereich des Kastells IX konnten bislang zwei Badehäuser nachgewiesen werden. Von den Schreibtafeln ist auch einer der Badeaufseher (balinator) bekannt, ein Mann namens Vitalis. Diverse Funde die in den Badehäusern gemacht wurden, legen nahe, dass sie nicht nur von den Soldaten, sondern auch von der Zivilbevölkerung genutzt wurden. Wahrscheinlich badeten Männer und Frauen aber getrennt, d. h. die Badehäuser waren zu bestimmten Zeiten den Frauen (und Kindern) vorbehalten. Die Offiziere badeten wahrscheinlich in den Räumlichkeiten des Prätoriums. Ab 370 bis ins frühe 5. Jahrhundert stand für die Bewohner des spätantiken Kastells wahrscheinlich nur mehr das viel kleinere Badehaus im Prätorium zur Verfügung. Robin Birley zieht in Betracht, dass das Praetorium in dieser Zeit zur Gänze in ein Badehaus umgewandelt wurde.

### Balineum I
Um 100 n. Chr. wurde die Bataverkohorte laut einer Schreibtafel mit der Erbauung oder Reparatur des Kastellbades beauftragt. Seine Position war zunächst nur auf Luftbildaufnahmen sichtbar. Die Überreste wurden nach Abschluss der Grabungen im Jahr 2000 konserviert und für die Öffentlichkeit zugänglich gemacht. Das mehrphasige Gebäude befand sich etwa 20 Meter südlich des Steinkastells IX, am Rande eines kleinen Plateaus oberhalb des Steilhangs zum Doe Sike Bach. Der Untergrund musste dort zunächst planiert werden um die Fundamente setzen zu können. Im Gegensatz zu den anderen Gebäuden der frühen Festung wurde es fast komplett aus Ziegeln errichtet. Mindestens zweimal wurde das Gebäude umgestaltet und repariert, möglicherweise im Zuge eines Wachwechsels der Garnison im Jahr 105. Bei den Ausgrabungen kamen eine beträchtliche Anzahl an Ziegeln, Bodenfliesen und noch anderen Keramikfragmenten ans Tageslicht. Zu sehen sind heute noch die Grundmauern des Heiß- und Warmbades. Das Badehaus wurde von der nachfolgenden Garnisonstruppe wieder abgerissen, da sein Baumaterial um die Mitte des 2. Jahrhunderts vermutlich für die Errichtung eines neuen Gebäudes wiederverwendet werden sollte. Sein Areal wurde danach nicht wieder bebaut. Daher konnte von den Archäologen sein vollständiger Grundriss rekonstruiert werden. Es handelte sich um ein in seiner Achse von West nach Ost ausgerichtetes Bad des Reihentypus, der in den Grenzregionen häufig vorkam. Betreten werden konnte es im Norden durch den Umkleideraum (Apodyterium). Durch einen kleinen Vorraum gelangte man im Osten in das Schwitzbad (Laconium), das durch ein Präfurnium an der Ostmauer beheizt werden konnte. Durch eine Tür im Süden des Vorraumes betrat man einen schmalen Korridor, von dem man in den Ostflügel gelangte, der das Heißbad (Caldarium) und das Warmbad (Tepidarium) beherbergte. Die dort heute noch erhaltenen Ziegelsäulen (Pilae) stützten den Doppelboden der Hypokaustenheizung. Ging man wieder in den Korridor zurück, konnte man durch eine Tür im Osten in das aus zwei Räumen bestehende Kaltbad (Frigidarium) gelangen. Die zum Badehaus gehörende Toilettenanlage (Latrivina) stand etwas abseits südwestlich des Hauptgebäudes.

### Balineum II
Die erste bekannte Beschreibung des Badehaus II (oder Legionärsbad) stammt von Christopher Hunter der sich 1702 in Vindolanda aufhielt: „Vor wenigen Jahren entdeckte man unter einem Haufen Schutt einen überwölbten Raum. Er hatte in Kalk verlegte Bodenplatten. Darunter befand sich ein niederer Raum (Hypokausten), dessen Decke trugen Reihen quadratischer Pfeiler, etwa einen halben Yard hoch. Der obere Raum hatte zwei Nischen wie Schornsteine beiderseits jeder seiner vier Ecken, insgesamt also 16 davon; die Bodenplatten dieses Raumes, desgleichen seine Decken waren rußgeschwärzt.“
Die freigelegten Fundamente der Gebäude wurden konserviert und sind sichtbar. Umkleideraum und Latrinenblock waren durch Steinraub stark zerstört, am besten erhalten waren der Westflügel, hier standen die Mauern teilweise noch bis zu einer Höhe von 2 Metern. Das Gebäude stand 22 Meter von der nordwestlichen Ecke des Steinkastells entfernt und war ebenfalls von Soldaten errichtet worden. Es entstand vielleicht schon in hadrianischer Zeit oder erst an der Wende vom 3. zum 4. Jahrhundert und durchlief drei Bauphasen, von denen allerdings keine exakt genug datiert werden konnte. Der Fund von Handcliffe-Keramik lässt annehmen, dass das Bad letztmals um 367 repariert oder umgebaut wurde.
Sein Grundriss ähnelte anderen Bädern am Hadrianswall (Block- oder Reihentyp). Es war ursprünglich wohl als Reihenbad geplant mit Tepidarium und Sudatorium an den Seiten. Schließlich wurden alle Funktionsräume aber auf einer kleineren Fläche ohne Rücksicht auf die Form der einzelnen Räume zusammengedrängt. Es verfügte über ein Heiß-, ein Warm- und ein Kaltbad sowie zwei Heizräume (Präfurnium). In Phase 2 wurden dem Gebäude ein Umkleideraum (Apodyterium) und eine separate, 5,20 × 2,70 Meter große Latrine sowie ein Vorbau (Narthex) und noch einige Funktionsräume hinzugefügt. Sie dürften von Hilfstruppensoldaten errichtet worden sein. In der Südostecke des Frigidariums wurde ein 2,60 Meter großes, halbrundes Wasserbecken eingebaut. Die Apsis des Caldariums wurde abgemauert. Der zentrale Badetrakt dürfte von Angehörigen der Legio VI errichtet worden sein. Für den Bau des nicht so anspruchsvollen Umkleideraumes und der Latrine konnten auch Auxilaren eingesetzt werden. Der nicht ganz im rechten Winkel ausgeführte Umkleideraum maß 8,60 × 4,45 Meter und konnte von Süden aus betreten werden. Westlich stand das 5,45 × 5 Meter große Kaltbad (Frigidarium), das im Süden über ein 2,25 × 5 Meter großes Wasserbecken (Piscina) verfügte. Ein 1,45 Meter langer Mauerrest im Westen könnte das Überbleibsel einer Wärmeschleuse sein, der den Zugang in das 4,4 × 5 Meter große Schwitzbad (Sudatorium) abschirmte. Das Sudatorium wurde von einem Präfurnium an der Nordseite beheizt. Westlich des Kaltbades befand sich das 3,80 × 5,5 Meter messende Warmbad (Tepidarium), von dem aus im Nordosten das 6,30 × 5,5 Meter große Heißbad (Caldarium) mit seiner Apsis im Westen betreten werden konnte. Die Apsis (Durchmesser: 3,15 Meter) war im Osten in einen rechteckigen Mauerblock eingebettet, der in das Schwitzbad vorkragte. Etwa 1,20 Meter vor der Nordmauer des Heißbades befindet sich im Westen des Raumes der Ansatz einer Quermauer, die innerhalb der Apsis ansetzt, vermutlich der Rest des Heizkanals (alveus) des zweiten Präfurniums. Hier war noch die Plattform für den Heißwasserkessel und neun Steinstufen erhalten. Die Hypokaustenheizung bestand aus einer Reihe von Stützen aus ca. 91,4 cm hohen Steinsäulen und Säulen aus übereinander vermauerten, dünnen Steinplatten, auf denen der Fußboden aus Steinplatten und aus opus signinum bestehendem Estrich der Baderäume auflag. Platten und Estrich waren mehrmals erneuert worden. Der Abwasserkanal des Badehauses entwässerte in Richtung Norden in den Brackies Burn. Keramikscherben deuten darauf hin, dass das Badehaus nach 367 nicht mehr benutzt wurde. In der Regierungszeit des Theodosius (379–394) wurden einige Räume als Werkstätten verwendet. Eine im Abwasserkanal geborgene Kindersandale, Haarnadeln, Haarkämme und Perlen zeigten an, dass das Badehaus auch für Zivilisten zugänglich war.

## Bevölkerung
Die Region gehörte vermutlich zum Territorium des kelto-britischen Stammes (pagus) der Textoverdi, sie könnten Teil einer größeren Brigantenföderation gewesen sein. Ein Altar der lokalen Gottheit Sattada (Satiada), der in der nur drei Kilometer von der Festung entfernten Beltingham Chapel gefunden wurde, stammt vermutlich ebenfalls aus Chesterholm und deutet darauf hin, dass Vindolanda ursprünglich eine bedeutende Siedlung der Textoverdi war. Die Textoverdi sind nur von diesem Altar bekannt. Es dürfte sich daher um einen lokalen Kult handeln. Vielleicht war sie der Genius dieses Stammes. Die Altarinschrift für Vulcanus weist darauf hin, dass er von der Curia Textoverdorum aufgestellt wurde. Dies kann sich auf das altwalisische coria beziehen, was Heer- oder Waffenplatz bedeutet, oder damit ist eine Art Volksversammlung gemeint, vielleicht auch ein Ältestenrat. Einige der Personen, die auf den Schreibtafeln genannt sind, waren mit großer Wahrscheinlichkeit auch Angehörige der Textoverdi. Was der Stammesname bedeutet, ist unklar, er könnte sich auf das keltische Wort für schnell beziehen. Vielleicht waren die Textoverdi geschickte Reiter und Späher, die sicher mit dem rauen Land, auf dem sie lebten, bestens vertraut waren. Da in den Gräberfeldern keinerlei Knochenreste o. ä. zum Vorschein kamen ist man auf die körperliche Verfassung, Ernährung und Lebensumstände der Bewohner Vindolandas nur auf Mutmaßungen angewiesen. Diesbezügliche Schlüsse könnte man aus den Untersuchungsergebnissen eines Gräberfeldes in York/Trentholm Drive ziehen. Die Angaben auf den Grabsteinen zeigen, dass in der Grenzregion überwiegend junge Menschen lebten, die aber meist nicht sehr alt wurden. Männer starben im Durchschnitt schon mit 36 Jahren, Frauen mit 28. Auch die Säuglings- und Kindersterblichkeit war hoch. Solche Zustände herrschten in England noch bis in das Mittelalter. Hunger kannte die Bevölkerung am Hadrianswall allerdings nicht. Die meisten litten an Krankheiten wie Arthritis oder Rheumatismus, gegen Ende des 4. Jahrhunderts forderten Seuchen wie die Pest viele Opfer. Schlecht verheilte Wunden oder Brüche machten viele für den Rest ihres Lebens zu Krüppeln. Die meisten Individuen waren von stämmigem, kräftigem Wuchs und erreichten dieselbe Körpergröße wie die Menschen heute. Neuzuzügler kamen aus allen Teilen des Reiches, ihre Nachfahren waren dann wohl alle schon in Nordbritannien geboren worden. Die meisten konnten lesen und schreiben, wie auch die Vindolanda-Tafeln beweisen. Diese Fertigkeit ging im 4. und 5. Jahrhundert aber wieder verloren. Dennoch wurde der Lebensstandard, den die Bewohner Vindolandas genossen, erst wieder im 18. Jahrhundert erreicht. Ihr Leben war auf das Engste mit den Soldaten verknüpft. Wenn sie auf das Festland verlegt wurden, zogen viele der Viciani mit ihnen. Als sich die römischen Truppen am Ende des 4. Jahrhunderts aus Britannien zurückzogen, betraf dies wahrscheinlich nur die mobile Feldarmee. Die zahlenmäßig ausgebluteten und nun für Rom unbedeutenden Grenztruppen blieben wohl zurück und mit ihnen auch die Zivilbevölkerung, die nun ebenfalls im Kastell wohnte. In der Endzeit der römischen Herrschaft setzte jedoch ein massiver Bevölkerungsrückgang ein. Die Wirtschaft und Nahrungsmittelproduktion fiel wieder auf das Niveau der vorrömischen Subsistenzwirtschaft zurück, Geldquellen versiegten und Handelsrouten wurden unterbrochen. Das Land konnte nur mehr wenige Menschen ernähren.

## Wirtschaft
An Nutztieren wurden vorwiegend Rinder gehalten, aber auch Schafe und Schweine. Auf einer der Schreibtafeln ist erwähnt, dass in den Läden Wildbret (Hirsch) verkauft wurde. Zwischen Schlachtabfällen von Rindern und Schafen befanden sich u. a. Hundeknochen. Eventuell wurden auch solche Tiere in Vindolanda verzehrt. Von der Jagd und Tierzucht hing eine Vielzahl von Berufen wie Jäger, Bauern, Fuhrleute, Weber, Schlacher, Gerber, Sattler etc. ab. Milch, Schmalz, Fleisch, Eier und Knochenmark waren bevorzugte Nahrungsmittel. Auch die Kleidung und eine Vielzahl von Dingen des täglichen Bedarfes wurde überwiegend aus tierischen Produkten hergestellt. Zum Menschen- und Gütertransport wurden Ochsen, Pferde, Esel und Maultiere eingesetzt. Das Getreide wurde wohl überwiegend aus dem Süden Britanniens dort angeliefert. Der Transport wurde von der Classis Britannica bewerkstelligt, die es bis an die Mündung des Tyne lieferte. In der Wallzone selbst konnten nur unbedeutende Mengen produziert werden. Ob in Vindolanda Getreide angebaut wurde, ist nicht bekannt, da sämtliche Spuren römischer Feldfluren im Laufe der Zeit getilgt wurden. Die Geländeverhältnisse waren dort auch denkbar ungeeignet. An Feldfrüchten wurden hauptsächlich Haselnüsse, Obst und Wildbeeren geerntet. Im Brunnen des Prätoriums (Steinkastell) fand man einen Kohlstengel. Der einzige Beweis dafür, dass in Vindolanda auch solches Gemüse gegessen wurde. Keramik wurde zum größten Teil aus anderen Provinzen importiert, ab dem 4. Jahrhundert wurde auch im Vicus II Töpferware hergestellt, die in der Ausführung sehr grobe sogenannte Housesteads Ware. Die hiefür erforderlichen Tongruben befanden sich vermutlich am Chinelay Burn. Die Umgebung Vindolandas war reich an Bodenschätzen, darunter Eisen, Blei und Kohle, vielleicht ein Grund für die Stiftung eines Altars an Vulcanus, den Schutzgott der Schmiede und Metallarbeiter. Eisen und Blei wurde wahrscheinlich in der näheren Umgebung (z. B. am Nordufer des Brackies Burn) abgebaut und an Ort und Stelle verhüttet. Zum Beheizen verwendete man überwiegend Holz, seltener wurde Kohle dafür herangezogen. Bei den Grabungen konnten auch Bronzewerkstätten nachgewiesen werden. Weberei und Spinnerei wurden wohl im privaten Bereich betrieben. Für Mörtel wurde in Vindolanda Kalk gebrannt, weiters wurde Tonschiefer verarbeitet. An den Ufern der Wasserläufe standen wohl auch Mühlen.

## Gräberfeld
Wie bei den Römern üblich, wurden die Gräberfelder außerhalb des bebauten Gebiets angelegt. Eines lag auf den Fluren (Archy’s Flate) an der Nordseite der Stanegate, es erstreckte sich etwa 800 Meter von der Nordwestecke des Steinkastells in Richtung Westen. Dort wurden Urnen und der Grabstein des Ingenuus entdeckt. Ein weiteres Gräberfeld befand sich an der Südseite der Stanegate, westlich der Zivilsiedlung. Sechs Bestattungen, die südlich der Mansio entdeckt wurden, dürften aus dem 4. Jahrhundert stammen, sie enthielten kaum noch Spuren von Knochen oder andere Funde. Dort sind auch die Fundamente von zwei größeren Gräbern (nachrömisches Mausoleum) am westlichen Rand der Stätte erhalten geblieben. Grabbeigaben konnten keine gefunden werden. Manche der Verstorbenen wurden in Kammer- oder Steinplattengräbern beigesetzt. Wegen der sauren Bodenbedingungen vor Ort sind jedoch sämtliche Skelette längst vergangen. Römerzeitliche Brandbestattungen (datiert auf 250 n. Chr.) wurden während der Anlage des Parkplatzes-West und etwa 400 Meter westlich des Kastells beobachtet. An dieser Stelle hatte schon Hugh Ridley im 18. Jahrhundert in seinem Garten einige antike Urnen ausgegraben. Außerdem wurden sechs römische Grabsteine freigelegt, von denen einige beschädigt waren. Es gibt noch einen weiteren, schwer beschädigten Stein, von dem angenommen wird, dass er ebenfalls eine Inschrift trug. Das Gräberfeld wurde wohl von Soldaten und Zivilisten gemeinsam genutzt. Durch diese Funde sind auch einige Namen der früheren Bewohner bekannt geworden:
- Brigomaglos, möglicherweise einer der nachrömischen Bewohner Vindolandas,
- Cornelius Victor, ein Singularis Consularis, der 55 Jahre lebte, aus Pannonien stammte und der Sohn des Primus Pilus Saturninus war,
- Ingenuus, der 24 Jahre, vier Monate und sieben Tage lebte,
- eine Frau namens Iulia Verecunda,
- Aurelia, die Tochter des Aurelius, sie lebte 24 Jahre und
- Flavia Emerita, Ehefrau des Flavius In[…].

Das Relief auf den Grabsteinen des Ingenuus und der Iulia Verecunda, das Haverfield noch als Wappenschild ansah, ist in Wahrheit ein Kelch, ein oft verwendetes Motiv in der römischen Begräbnissymbolik.

## Kult und Religion
Nach Auswertung der in Vindolanda gefundenen Inschriften und Statuen waren die religiösen Vorstellungen seiner Einwohner stark keltisch geprägt. Bei Ausgrabungen in Chesterholm wurden bislang 24 Altäre oder Votivobjekte freigelegt, die einer Vielzahl von Göttern gewidmet sind, sowohl griechisch-römischen als auch germanischen Gottheiten. Insgesamt zählte man fünf Altäre für den obersten Reichsgott Iupiter Optimus Maximus, fünf für den germanischen Kriegsgott Veterus, zwei für die Muttergöttinnen, von denen einer vorläufig auf das späte Drittel oder Anfang des 4. Jahrhunderts datiert werden konnte. Weitere Altarsteine waren dem Cocidius, der Fortuna, der Veteris, dem Neptun, dem Genius Loci des Praetoriums, der Göttin Satiada – dieser durch Entschluss des Rates der Textoverdi – Silvanus durch einen Soldaten der Legio II Augusta, dem vergöttlichten Kaiserhaus, dem Gott Vulcanus und dem Mogon sowie den lokalen Schutzgeistern gewidmet. Satiada (auch Saitada, Sattada, Saiiada) war wahrscheinlich eine nur in der Region verehrte Gottheit, für die es außer dem Altar aus Chesterholm keine weiteren schriftlichen Belege gibt. Einer Altarinschrift zufolge dürfte in Vindolanda auch ein Tempel (Ara Vituris) für den Gott Viturus gestanden haben. 1765 wurde laut dem Pfarrer John Wallis westlich des Vicus eine Tempelruine entdeckt, kurz danach aber restlos zerstört. In einem der Häuser (Gebäude LXXII) fand man ein Merkurrelief, das als Herdplatte wiederverwendet wurde. Weiters kam eine Tonstatuette der Dea Nutrix zum Vorschein, die vielleicht aus dem Rheinland dorthin gebracht worden war. Das Christentum dürfte sich ab der Mitte des 4. Jahrhunderts in Nordbritannien verbreitet haben. Eines der Gräberfelder, das man 1973 erforscht hat, könnte eine christliche Begräbnisstätte gewesen sein. Ein Beweis für Anhänger dieser Religion in Chesterholm ist der Grabstein des Briomaglos, der wohl aus dem Ende des 5. Jahrhunderts stammt.

## Vindolanda-Museum

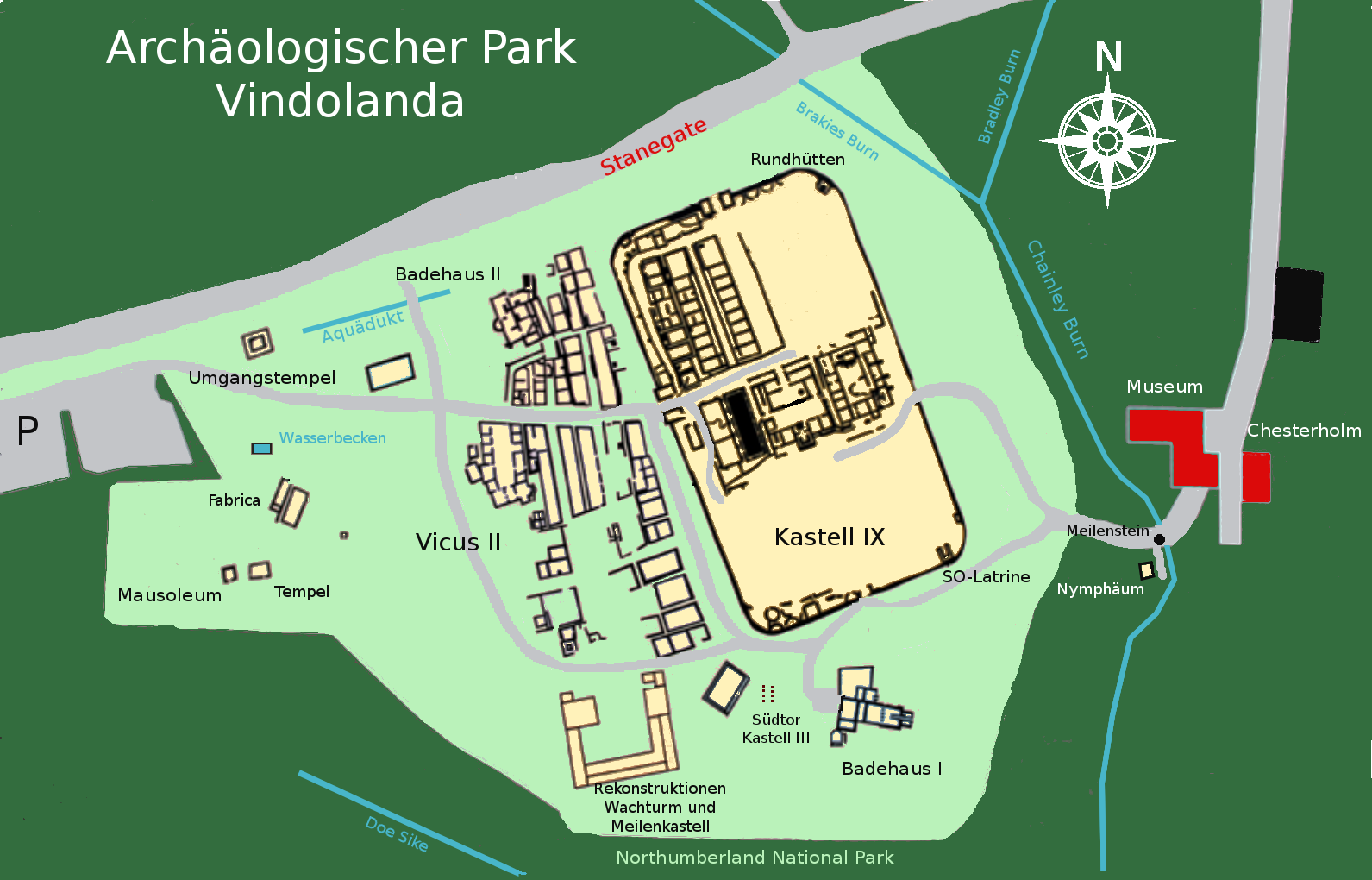
Übersichtsplan

Auf dem Grabungsgelände befindet sich ein kleines Museum, das die Sammlung des Vindolanda Trusts aus den laufenden Ausgrabungen präsentiert. Sie zeigt eine Auswahl der Schreibtafeln, die weltweit größte Sammlung römischen Schuhwerks, Textilien, Töpferwaren, Militaria und persönliche Gegenstände der Kastell- und Vicusbewohner. Das Museum kooperiert eng mit dem Roman Army Museum in Greenhead, in dem den Besuchern das tägliche Leben der Grenzsoldaten vermittelt wird.
Der archäologische Park umfasst die konservierten Überreste
- eines vorhadrianischen Badehauses und eines aus dem 3. Jahrhundert,
- zweier Kommandantenhäuser und der Principia des Steinkastells aus dem 3. und 4. Jahrhundert,
- einer Latrine,
- eines romano-britischen Umgangstempels für eine unbekannte Gottheit,
- des einzigen noch sichtbaren Jupiter-Dolichenus-Tempels innerhalb eines Hilfstruppenkastells,
- eines nachrömischen Mausoleums und
- einer frühchristlichen Kirche im ehemaligen Prätorium.

Auf dem Gelände von Chesterholm wurden zusätzlich Rekonstruktionen römischer Gebäude errichtet:
- ein Nymphäum am Chainley Burn östlich der Festung,
- ein Geschäftslokal (tabernae),
- ein romano-britisches Wohnhaus und
- ein Teil der Hadriansmauer in Holz und Stein.

Letztere sollen dem Besucher einen Eindruck vom mutmaßlichen Aussehen des Walls in der Form eines Wachturms und des Tores eines Holz-Erde-Meilenkastells vermitteln. Die Gestaltung des Oberteils dieser Gebäude sind reine Vermutungen. Wachturm und Mauer wurden aus römischen Steinen erbaut. Die Höhe des Wachturms ist ebenfalls spekulativ.

## Limesverlauf zwischen Kastell Newbrough und Kleinkastell Haltwhistle Burn
| Abbildung                                                                                  | Name                               | Beschreibung/Zustand | Lage                            |
| ------------------------------------------------------------------------------------------ | ---------------------------------- | --- | ------------------------------- |
| Luftaufnahme des Barcombe Hill Hamish Fenton Link zum Bild (bitte Urheberrechte beachten ) | Wach- und Signalturm Barcombe Hill | Die Turmstelle liegt etwa 1,6 km östlich vom Steinkastell entfernt. Vermutlich war sie Bestandteil der Wach- und Signalturmkette an der Stanegate. Der Turm stand südlich der Stanegate bzw. am nördlichen Rand des Barcombe Hill an der nordwestlichen Ecke eines eisenzeitlichen Hillforts. Von dort aus hatte man eine gute Sicht nach Norden zum Hadrianswall (Höhenzug Steel Rigg), auf Vindolanda selbst und das Bergland der Pennines weiter im Süden. Er wurde 1939 und noch einmal in den 1950er Jahren freigelegt. Bei der Umwehrung handelte es sich um einen 4,2 Meter breiten und stellenweise noch 0,8 Meter hoch erhaltenen Holz-Erde-Wall, der auf einem Kalksteinfundament stand, das wiederum in die Umwehrung des Hillforts schnitt. Sie hatte einen rechteckigen Grundriss mit abgerundeten Ecken und maß etwa 17 Meter von Ost nach West und 13 Meter von Nord nach Süd. Die Anlage war zusätzlich noch durch einen 3 Meter breiten Wehrgraben geschützt. Es wird angenommen, dass eine Plattform innerhalb der Umwehrung einen Holzwachturm trug. Bei den Ausgrabungen wurde eine erhebliche Menge Keramik aus dem ersten Jahrhundert geborgen, weiters konnte auch eine Herdstelle, die in den nordöstlichen Wall eingebaut war, beobachtet werden. | 54° 59′ 45,2″ N, 2° 20′ 29,6″ W |
|                                                                                            | Wach- und Signalturm Barcombe B    | Bei den Ausgrabungen wurde 800 m südlich von Vindolanda und südwestlich des Barcombe Hill ein rechtwinkliger Mauerzug eines römischen Gebäudes entdeckt. Die Steinfundamente waren im Durchschnitt 0,96 Meter breit, identisch mit denen des Turms 45a Walltown am Hadrianswall. In der Ecke waren noch Reste einer Steinplattform (1 × 1,19 Meter) vorhanden, vermutlich diente sie als Leiteraufsatz. Die Mauern stammten aus dem ersten oder zweiten Jahrhundert n. Chr. Als Beifund konnte eine zerbrochene Glasflasche aus dem 1. oder 2. Jahrhundert geborgen werden. | 54° 59′ 14,6″ N, 2° 21′ 11,7″ W |
|                                                                                            |                                    | |                                 |
| Luftaufnahme des Barcombe Hill                                                             |                                    | |                                 |
| Hamish Fenton                                                                              |                                    | |                                 |
|                                                                                            |                                    | |                                 |
|                                                                                            |                                    | |                                 |
| Link zum Bild (bitte Urheberrechte beachten)                                               |                                    | |                                 |

## Chronologie
- 80–125: Mutmaßliche Etablierung einer ersten Befestigung unter Agricola (80er Jahre des 1. Jahrhunderts n. Chr.), gesichert ab dem Jahr 90 als Teil der Stanegategrenze. Danach Anlage der flavischen und trajanischen Kastelle
- 125–163: Leerstand während der ersten Bauphase des Hadrianswalls
- 163–197: Errichtung einer neuen Festung ab 163 (Inschriften), diese wurde zwischen 196/197 wieder zerstört
- 200–297: Wiederaufbau des Kastells in Stein zu Beginn des 3. Jahrhunderts, es wurde am Ende des Jahrhunderts erneut zerstört, zwischen 245 und 270 war auch der Vicus unbewohnt
- 300–367: Wiedererrichtung zu Anfang des 4. Jahrhunderts und Nutzung bis 367
- 369–400: Umfangreiche Reparaturen des Lagers und Errichtung neuer Gebäude nach 367, im frühen 5. Jahrhundert wurde das Kastell von der Armee endgültig aufgegeben